# Muséum de Toulouse
Pour les articles homonymes, voir Muséum d'histoire naturelle.
Le muséum de Toulouse est un musée d’histoire naturelle et d’ethnologie situé dans le Jardin des Plantes de Toulouse, quartier de Busca-Montplaisir. Le Muséum d’histoire naturelle de Toulouse (abréviation officielle : MHNT) abrite une collection de plus de deux millions et demi de pièces sur une superficie d’environ 6 000 m2, sans compter les sites extérieurs. Il est le deuxième plus grand de France après le Muséum national d'histoire naturelle (MNHN) de Paris.

## Historique

### Occupation du site avant la construction du muséum
Durant les travaux de rénovation du début du XXIe siècle, des fouilles d’archéologie préventives sont réalisées. Elles mettent en évidence une présence gauloise sur le site marquée par des fossés parcellaires, une fosse et une sablière, suivie par une occupation lors du Haut-Empire romain, mise en évidence par une fondation maçonnée d’un bâtiment ainsi que de la présence de mobilier antique dispersé.
La découverte principale lors de ces fouilles est celle d’une occupation lors du Moyen Âge tardif : une série de constructions, en murs de terre crue, élévations et panneaux de torchis parfois enduits et peints, ainsi que des matériaux incendiés (gonds, serrures, clés) et de nombreuses fosses (puisards, puits, dépotoirs).

### Histoire du muséum

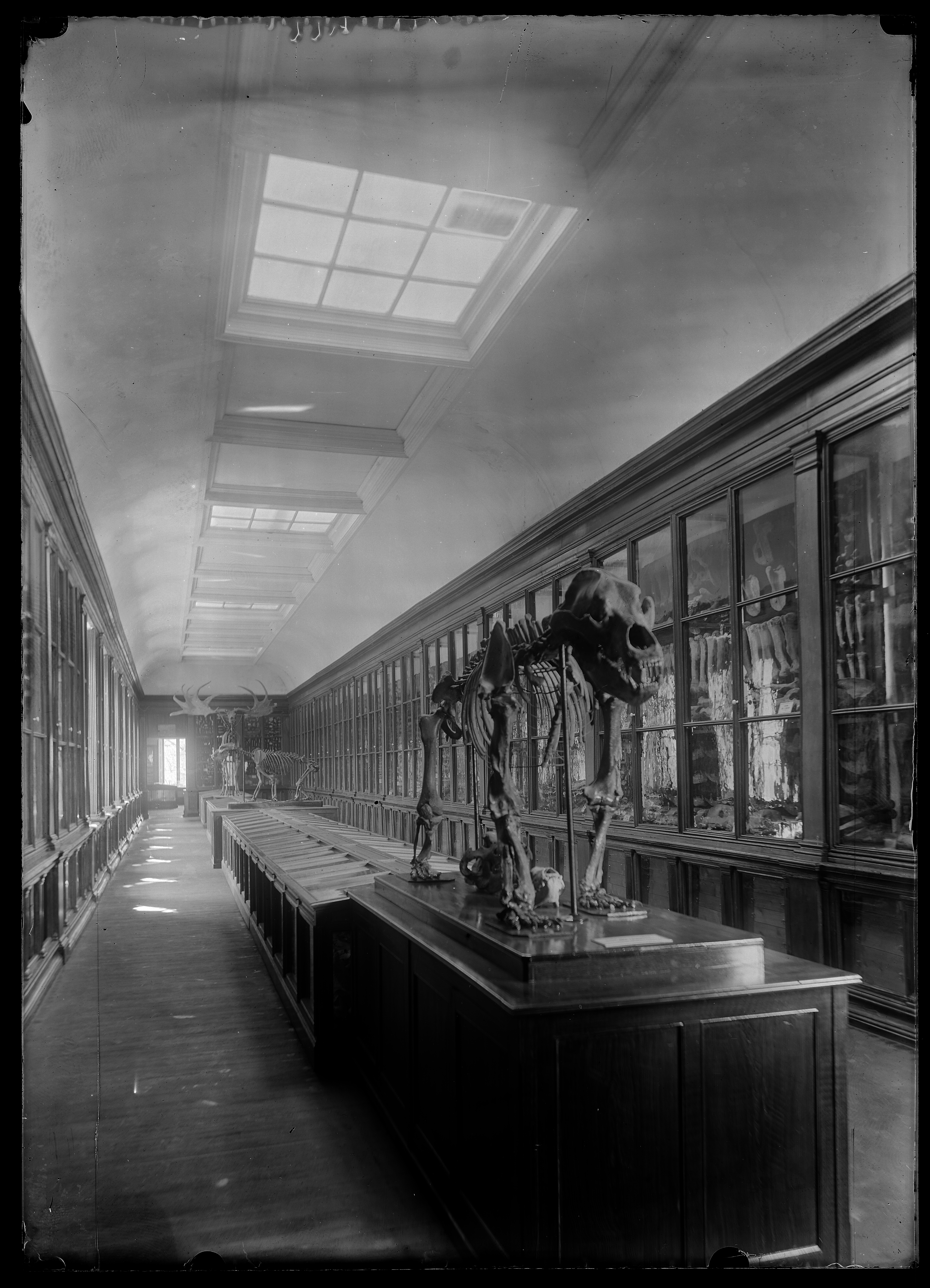
Galerie des Cavernes, photographie d’Eugène Trutat, conservée au Muséum de Toulouse.

En 1796, le naturaliste Philippe-Isidore Picot de Lapeyrouse, obtient du département de la Haute-Garonne les anciens locaux du monastère des Carmes Déchaussés, y installant le jardin botanique et les collections de sciences naturelles de l’Académie des Sciences, Inscriptions et Belles-Lettres. Le lieu est réservé alors à l’usage exclusif des naturalistes qui y professent des cours de botanique.
Le Muséum est créé en 1865 par décision du conseil municipal avec pour mission l’accueil du public, la diffusion des sciences naturelles. Édouard Filhol sera son créateur et donc son premier directeur.
En 1887, à l’occasion de l’Exposition internationale de Toulouse, le jardin botanique est dissocié du Jardin des Plantes et va se transformer jusqu’à la topographie qu’on lui connait maintenant. Il regroupe plusieurs centaines d’espèces de plantes dont de nombreux arbres. Ce jardin, géré par l’université Toulouse 3 - Paul Sabatier, fait partie intégrante du muséum.
Le Muséum de Toulouse est le premier musée au monde à ouvrir une galerie de préhistoire : la « galerie des cavernes », grâce à la collaboration d’Émile Cartailhac, Jean-Baptiste Noulet et Eugène Trutat.
En 1950, avec 19 salles accessibles au public, le Muséum est devenu un véritable pôle scientifique. Il s’est enrichi entre les deux guerres de nombreux dons : les collections d’ornithologie du Dr Victor Besaucèle (1847-1924), les collections d’ethnologie et de coquillages de Gaston de Roquemaurel (1804-1878) et la collection Dupuy en malacologie.
En 1971, sous l’impulsion de Claudine Sudre, le Muséum se dote d’un service pédagogique et d'une bibliothèque enfantine. Des faiblesses ayant été détectées dans le bâtiment du muséum, les locaux sont fermés au public en 1997. En 1999, une nouvelle conception de l’établissement est proposée, sur le modèle du Muséum national d'histoire naturelle de Paris, avec un siège historique au cœur de Toulouse et plusieurs sites complémentaires autour de la ville. Les travaux durent une décennie.

## Le Muséum aujourd’hui
Le nouveau muséum rouvre ses portes en décembre 2007 pour les groupes d’enfants constitués (scolaires et centres de loisirs de Toulouse) et le samedi 26 janvier 2008 pour tous publics. La superficie du bâtiment est doublée (6 000 m2) avec des agrandissements sur des terrains voisins. La surface dédiée aux expositions est de 3 000 m2 sur trois étages. L’établissement comprend désormais le jardin botanique de l’université Paul-Sabatier (5 500 m2).
Le nouveau muséum a adopté une scénographie moderne conçue et réalisée par l’architecte Xavier Leroux-Cauche. Le projet qui a été élaboré par l’architecte Jean-Paul Viguier unifie les trois composantes du programme d’exposition : partie historique, partie moderne et jardin botanique. Le Muséum reste un outil d’éducation, mais aussi de réflexion et de débat sur l’histoire naturelle, l’homme et l’environnement. Son comité scientifique, animé par le professeur Georges Larrouy, fait appel à des spécialistes français et étrangers des domaines abordés.
Il s’agit d'une réinvention totale du muséum, aussi bien de son projet intellectuel que de son architecture physique. Centré sur le visiteur, le muséum fait le lien entre les savoirs scientifiques et son appropriation citoyenne. Il propose un itinéraire de prise de conscience des grandes questions de notre temps. Cette ambition oriente l’ensemble de ses expositions, de ses activités, et de ses animations. Le site web du muséum s’inscrit également dans ce sens : il est une vitrine du muséum mais aussi un « autre » lieu du muséum dans lequel les visites sur place peuvent être prolongées et enrichies, les débats et les échanges peuvent être poursuivis.
Le muséum est membre du réseau national des collections naturalistes.

## Organisation du muséum
Le Muséum de Toulouse, comporte, comme celui de Paris, plusieurs sites:
- le siège historique, intitulé « Muséum d’Histoire Naturelle », sis au Jardin des plantes de Toulouse, comprend les bâtiments rénovés du Muséum[7] soit :
  - Le « Grand Carré » (en accès libre) avec la « Ketzal Boutik » et le restaurant « Le Moaï » ;
  - Les espaces d’expositions : « Terre Active », « Classer pour connaître », « Ordre du vivant », « Ruptures et continuum », « Grandes Fonctions », « Tableau d’interpellation » ;
  - Le « Mur des squelettes »[8] ;
  - La vitrine courbe de 120 mètres de longueur formant « une immense vague » et conçue par l’architecte Jean-Paul Viguier : elle présente des squelettes en posture dynamique : l’ensemble a été numérisé puis mis en scène dans une paroi de verre, visibles de l’intérieur lors de la visite mais aussi de l’extérieur à la tombée la nuit. On y voit des prédateurs et des charognards en pleine « chasse » ; des bornes interactives permettent d’identifier les espèces et de comparer les anatomies ;
  - L’espace de débats et de rencontres « Champs Libres » ;
  - La bibliothèque « Émile Cartailhac » et la documentation du Muséum proposant 3 000 ouvrages de vulgarisation en libre accès, 8 000 livres d’étude et 160 abonnements en cours à des revues de vulgarisation et de recherche. La bibliothèque participe au Plan de Conservation Partagée des périodiques mené par le Centre Régional des Lettres[9] ;
  - La Médiathèque-jeunesse « Pourquoi pas ? » pour les 3-14 ans, proposant sur place 2 000 ouvrages (documentaires, fictions et BD), 12 titres de périodiques, 4 postes multimédia, des activités en périodes scolaires et petites vacances ;
  - La photothèque conserve notamment des collections photographiques anciennes dont le fonds Eugène Trutat composé de 14 000 plaques de verre, tirages et négatifs papiers[10];
- le jardin botanique Henri-Gaussen ;

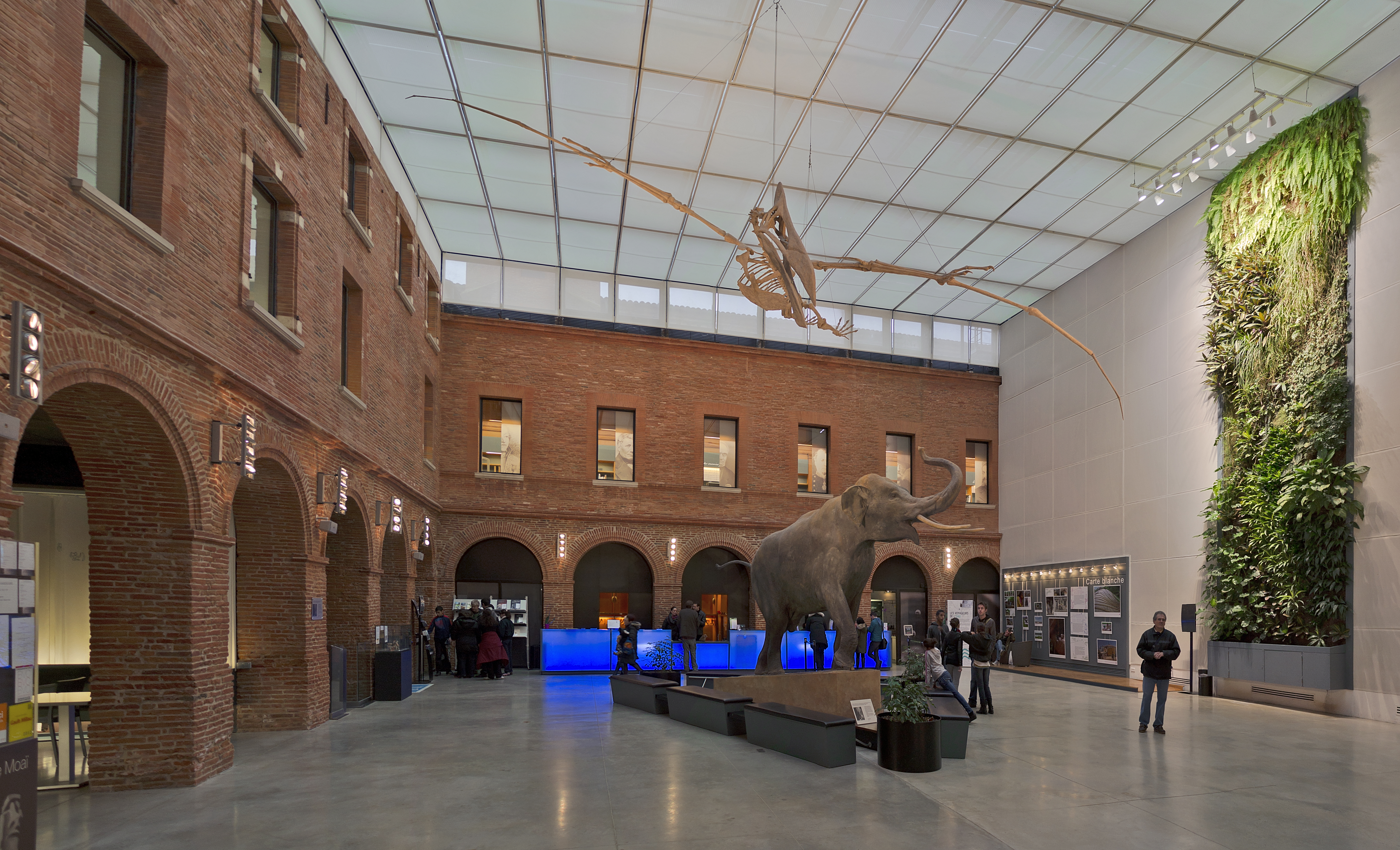
Le Grand Carré, L'éléphant et le Quetzalcoatlus.
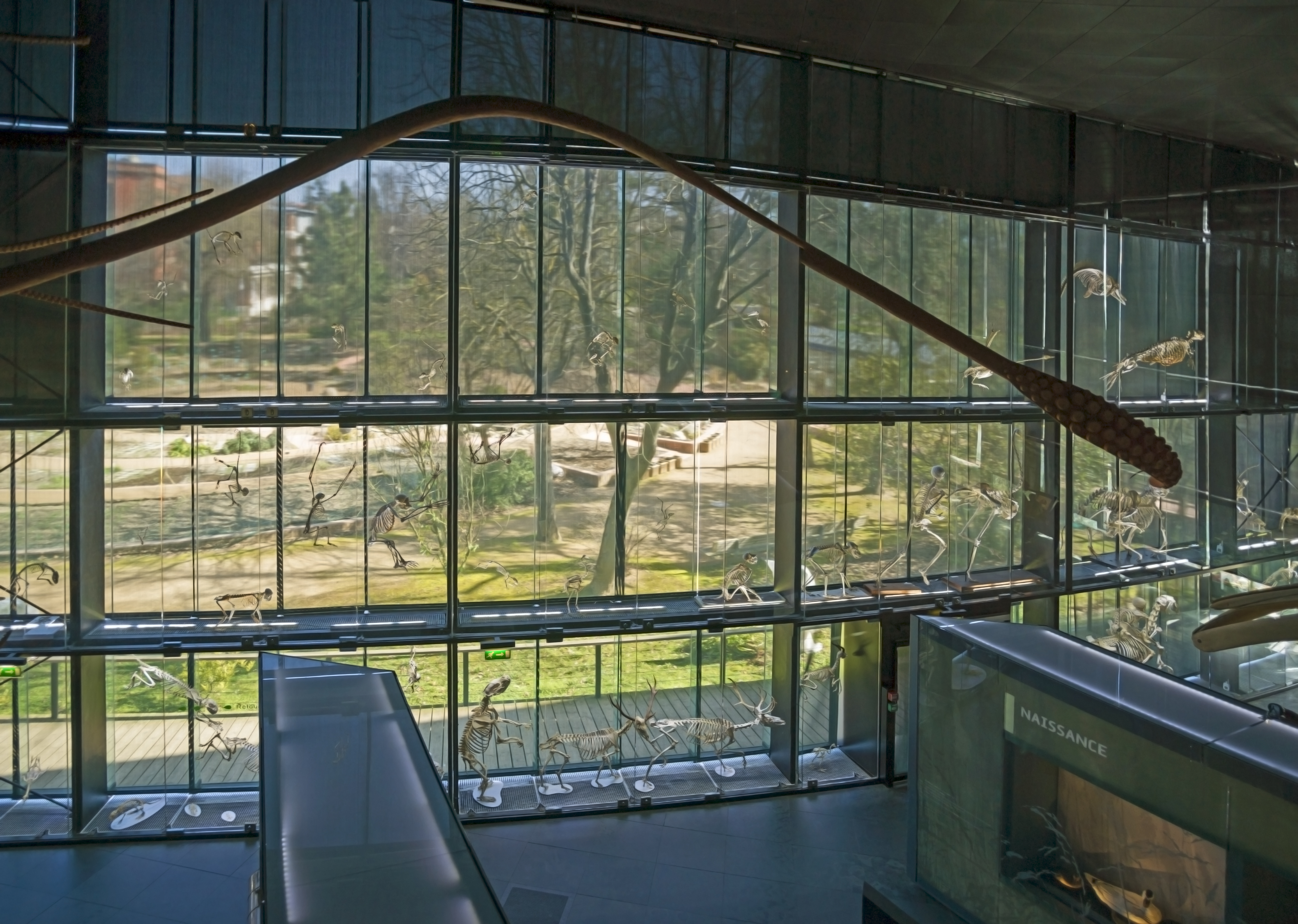
Le "Mur des squelettes".
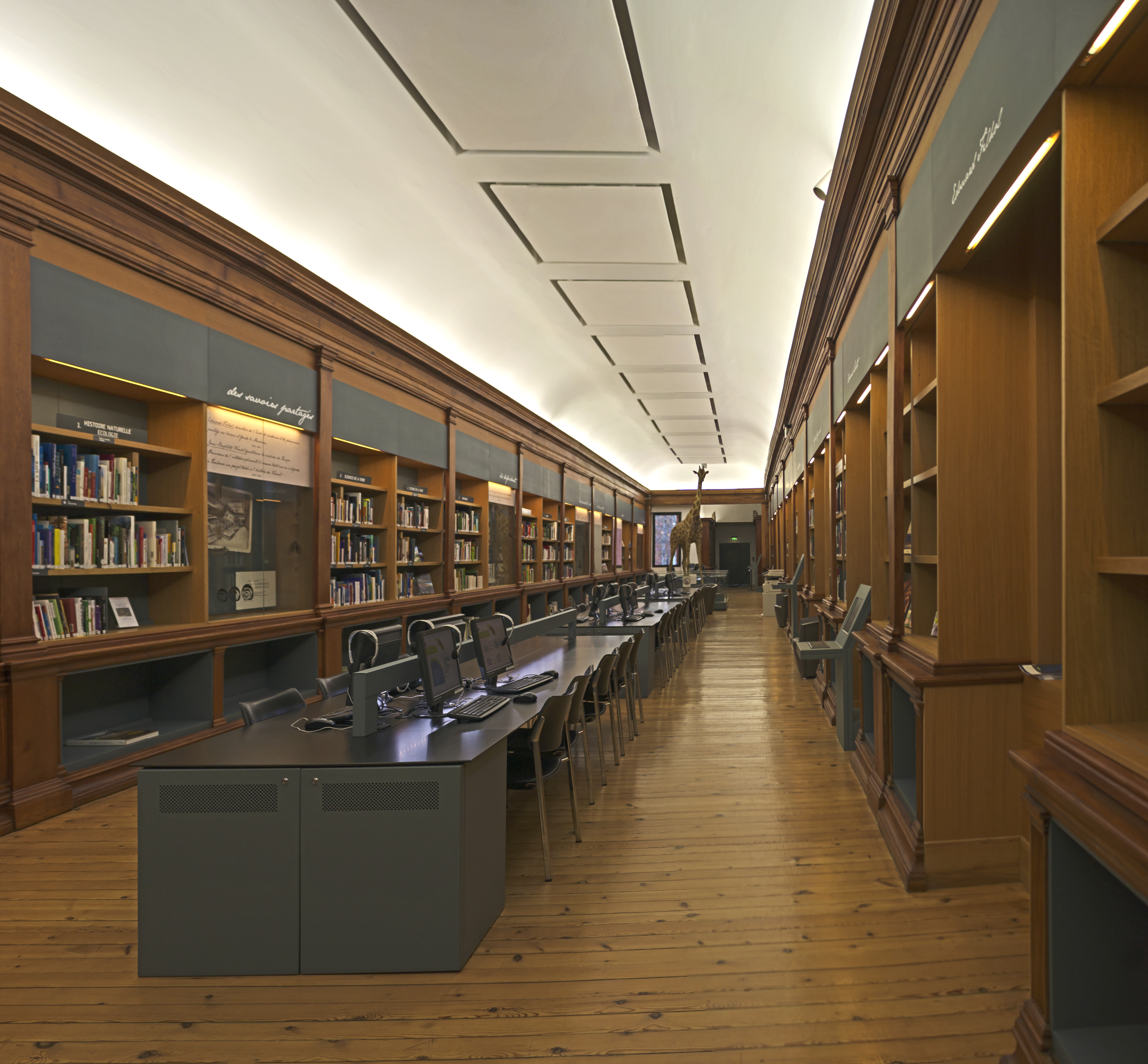
La bibliothèque Émile Cartailhac.
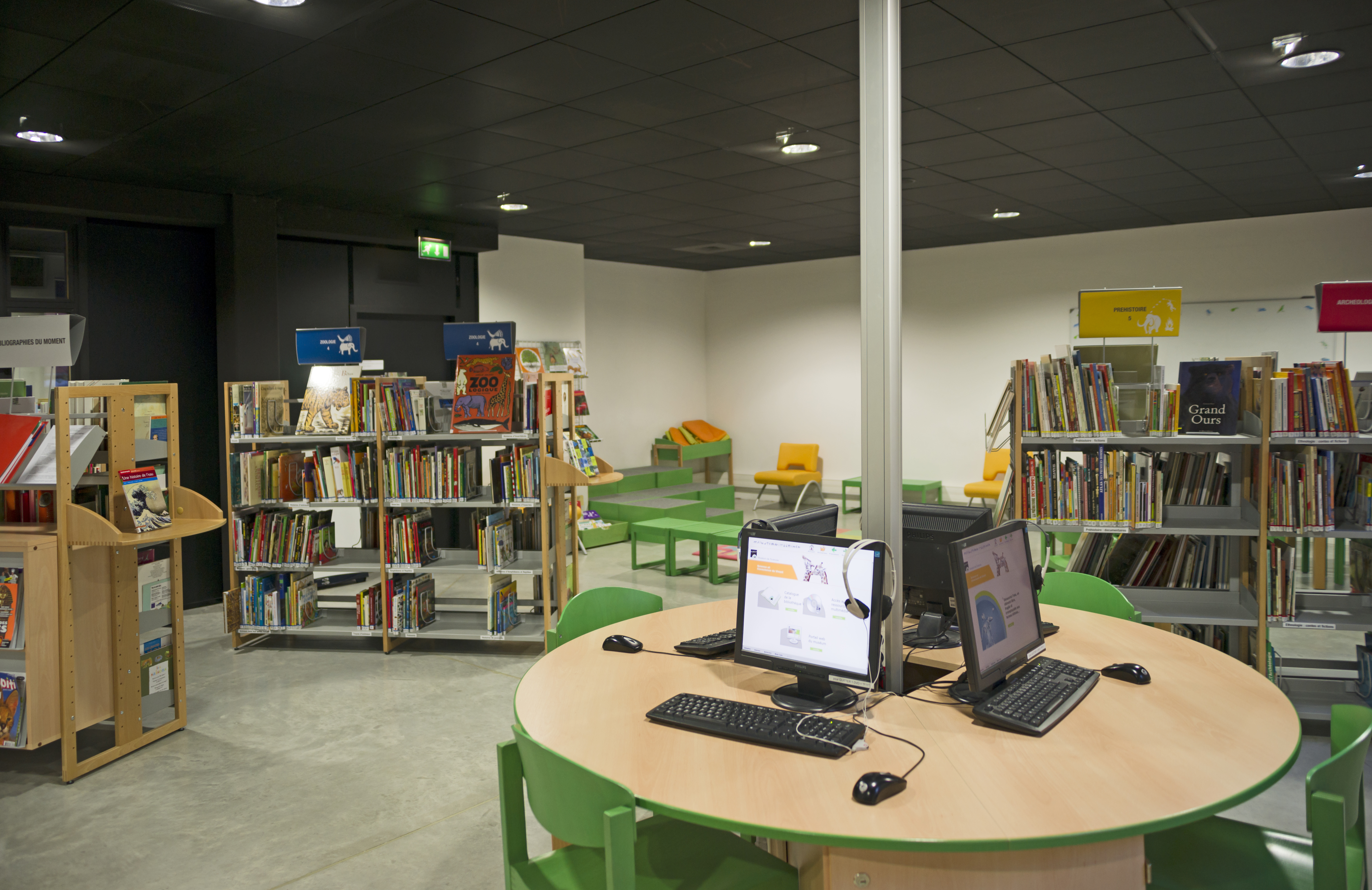
La Médiathèque Jeunesse Pourquoi pas ?
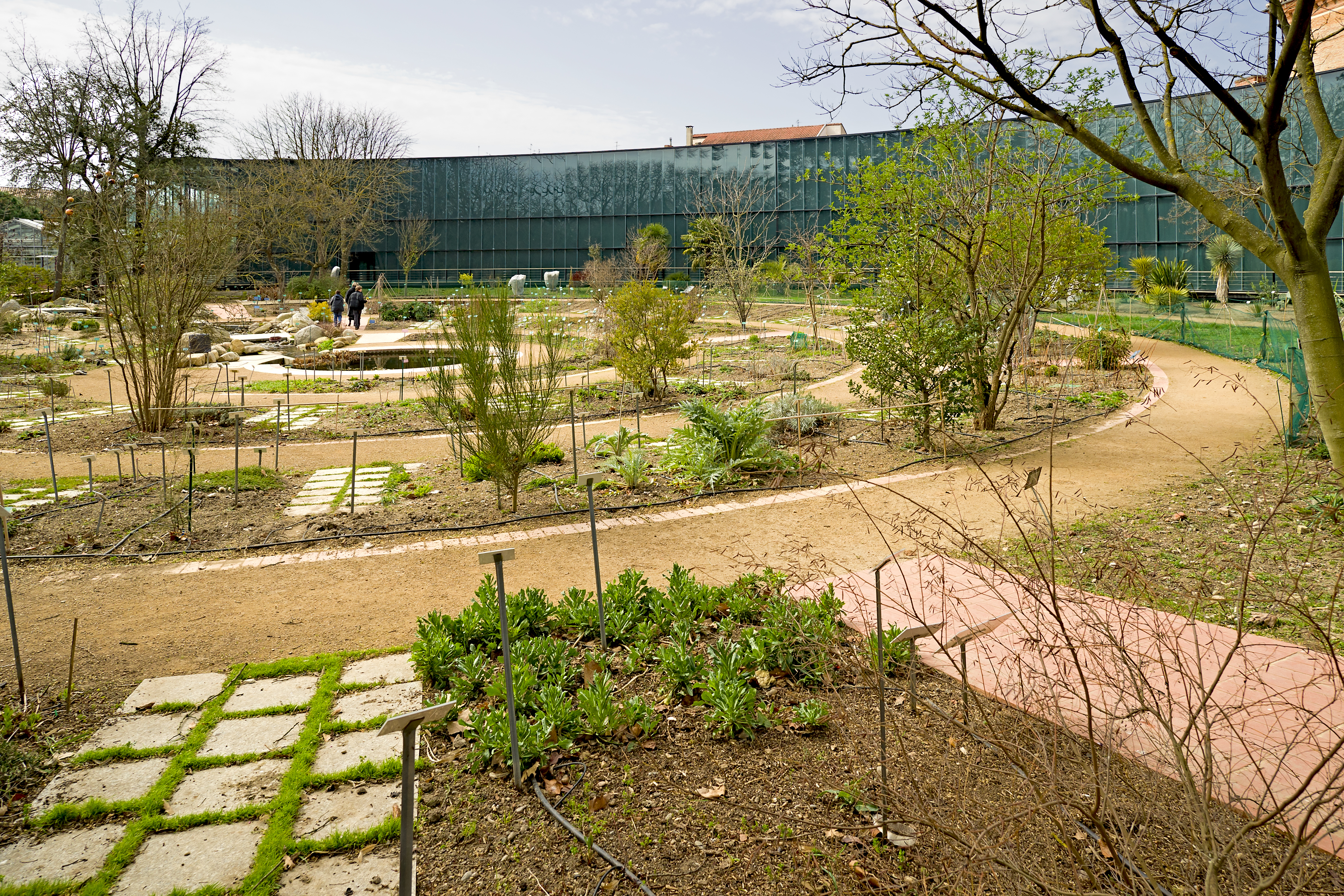
Le jardin botanique Henri Gaussen - La spirale ethnobotanique.
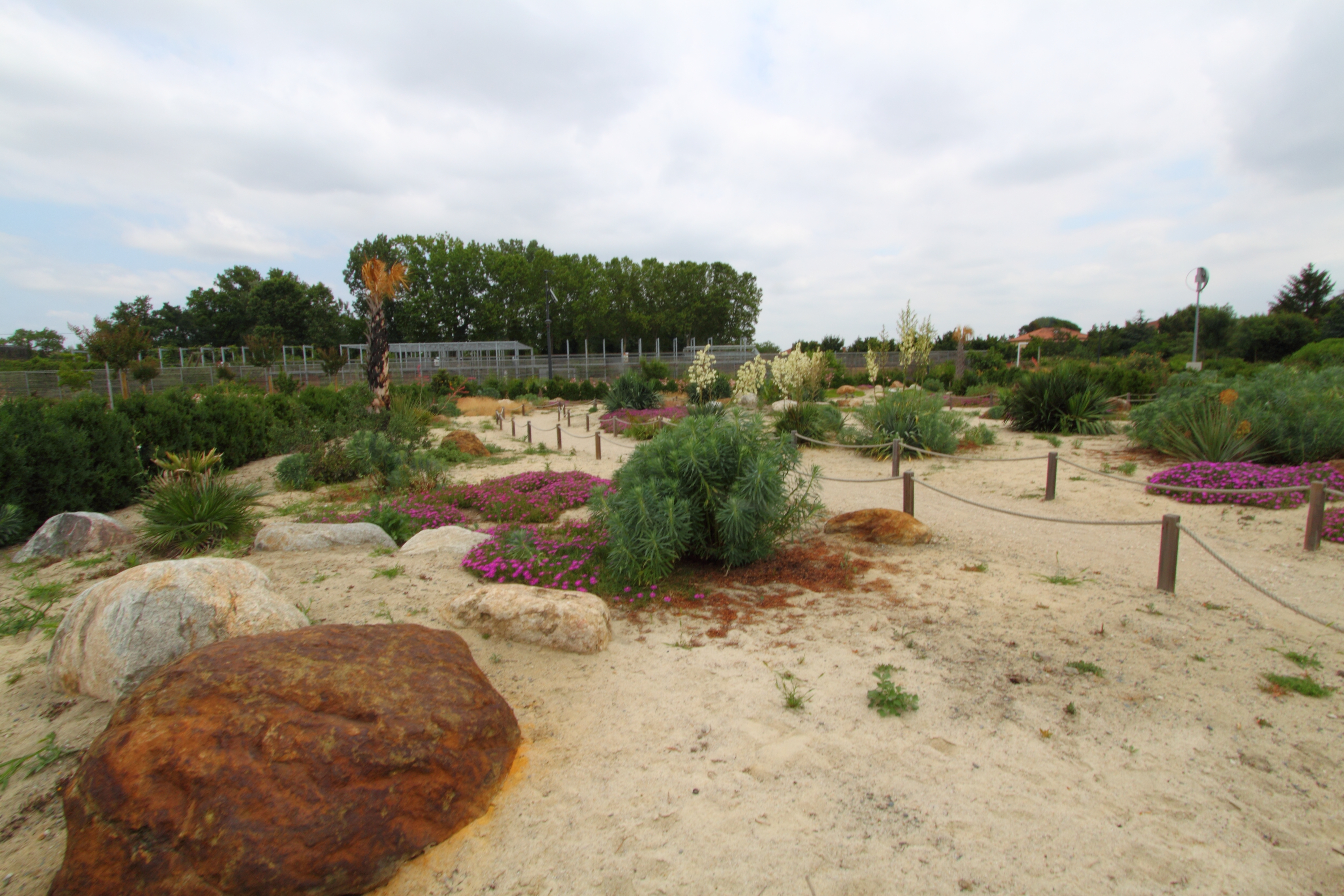
Parc de la Maourine.

- le parc de la Maourine à Borderouge, formant les Jardins du Muséum, avec :
  - l’ombrière (en accès libre) avec le restaurant « la Noria » ;
  - l’esplanade aux lotus ;
  - les « potagers du monde » : exposition vivante illustrant la diversité des plantes alimentaires du monde, organisée en carrés thématisés (potagers d’Asie, carré des Amériques, carré d’Afrique et Méditerranée, carré d’Europe, carré tropical, carré des saveurs, des sucreries, de Bacchus, rizière) ;
  - le « sentier oublié » pour l’interprétation et l’observation des oiseaux ;
  - la roselière et l’étang ;
- la passe à poissons du Ramier, espace d’exposition et poste d’observation sur les eaux de la Garonne.

## Collections
Dans cette section, on présente le contenu de chacune des différentes collections du Muséum de Toulouse.

### Expositions permanentes
L'exposition permanente comprend cinq thèmes liés :
- Séquence 1 - « Sentir la puissance de la Terre » : nature du système solaire et sa formation. Nature de la Terre - la tectonique des plaques, activité sismique et volcanique et l’érosion, la pétrologie et la minéralogie.
- Séquence 2 - « Faire disparaître les notions de hiérarchie » : la nature de la vie, la biodiversité, la classification et l’organisation. Le parcours de cette séquence met en avant le lien entre l’homme et les animaux à travers « L’arbre de la vie phylogénétique » et les différentes installations qui permettent de classer et d’organiser la diversité des espèces. Au début du parcours, sur la droite est proposée une introduction au vivant qui pose les bases de ce que le visiteur a besoin pour bien comprendre les prochaines animations de la séquence : « Trier – Ranger – Classer – Reconnaître – Nommer »[11].
- Séquence 3 - « Se familiariser avec la grande échelle du temps » : histoire de la Terre depuis 3,8 milliards d'années. Introduit le temps, la paléontologie et l’évolution de la vie.
- Séquence 4 - « Admettre l’évidence » : les principales fonctions des êtres vivants - alimentation, respiration, locomotion, reproduction, protection et communication.
- Séquence 5 - « Inventer l’avenir » : impact de l’activité humaine sur les écosystèmes, pression démographique et ressources naturelles.

## Botanique

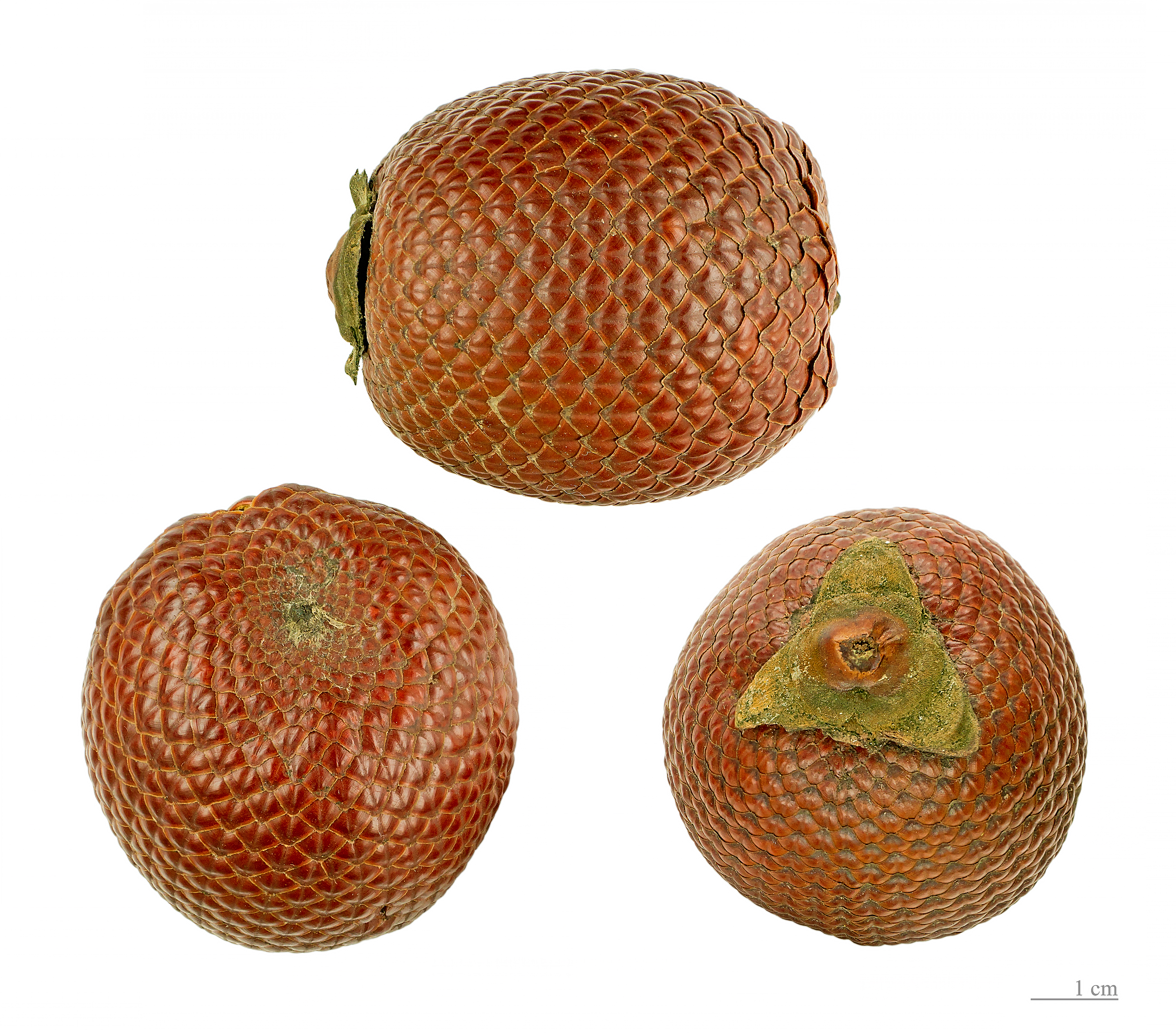
Mauritia flexuosa – Fruit.
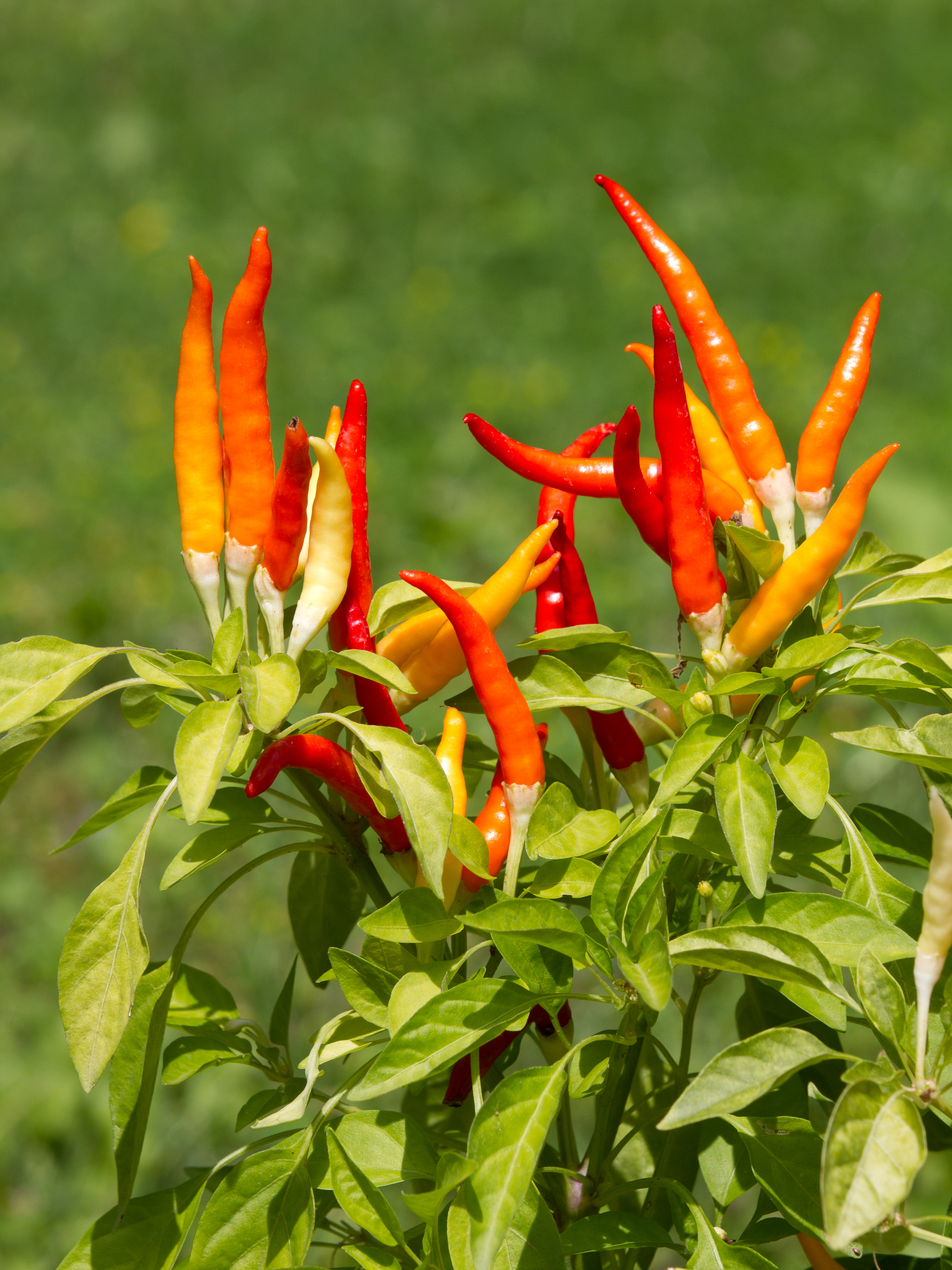
Capsicum annuum – Fruit.
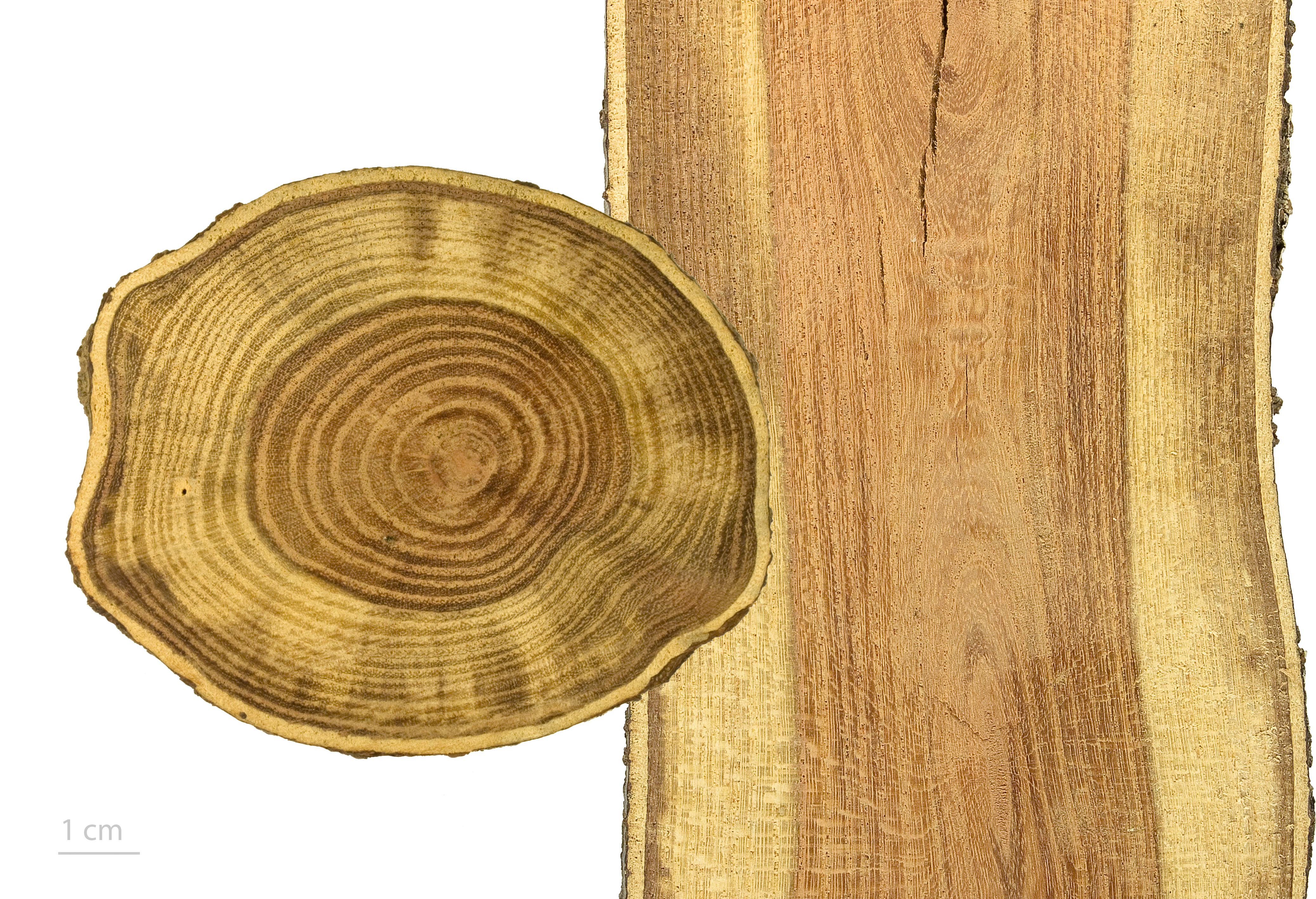
Gleditsia triacanthos - bois.
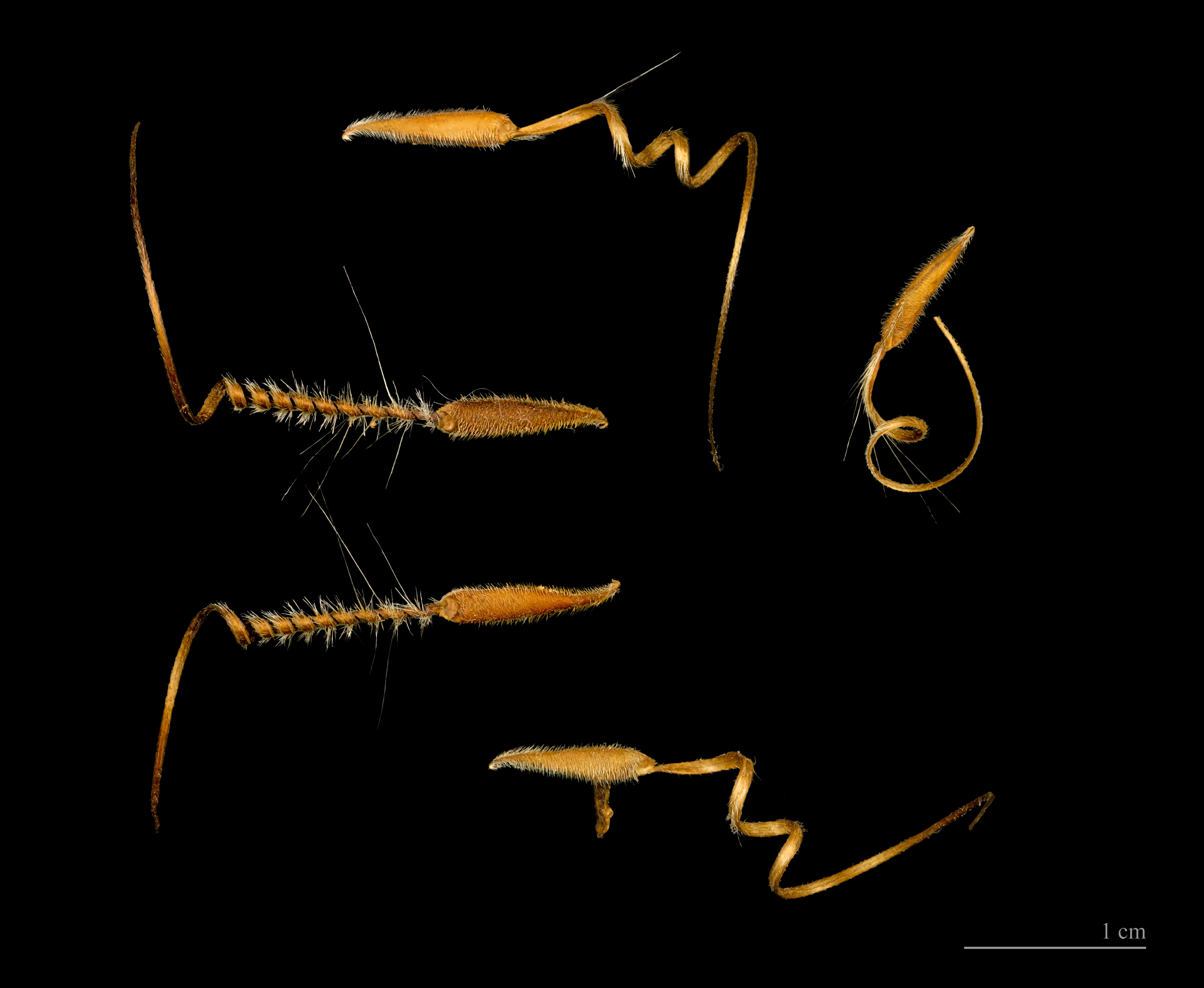
Erodium cicutarium – Graines.

## Ethnologie
Les collections d'ethnographie extra-européenne conservées au Muséum de Toulouse comptent 5 000 pièces provenant de quatre zones géographiques principales : Océanie, Afrique, Amérique et Asie.
À l’instar d’autres collections françaises et européennes, la constitution du fonds ancien est fortement liée aux nombreuses missions d'explorations et d’expansion qui se sont multipliées au cours du XIXe siècle, ainsi qu’au passé colonial de la France, tandis que l’enrichissement des collections contemporaines fait l’objet de missions d’études et de collectes de terrain depuis quelques années.
- L’Océanie représente environ 40 % du fonds avec une majorité d’objets provenant de l’aire mélanésienne (Nouvelle-Guinée, Nouvelle-Calédonie, Vanuatu, îles Salomon, Nouvelle-Irlande, Nouvelle-Bretagne…). Les collections polynésiennes sont également assez importantes (îles Fidji, îles Samoa, îles Tonga, îles de la Société, îles Marquises et île de Pâques). Gaston Rocquemaurel, second de Dumont d'Urville et grand navigateur lui-même, est l'un des donateurs les plus importants du Muséum et de la Ville de Toulouse (dès 1841). La collection océanienne du Muséum de Toulouse compte parmi les plus importantes de France.

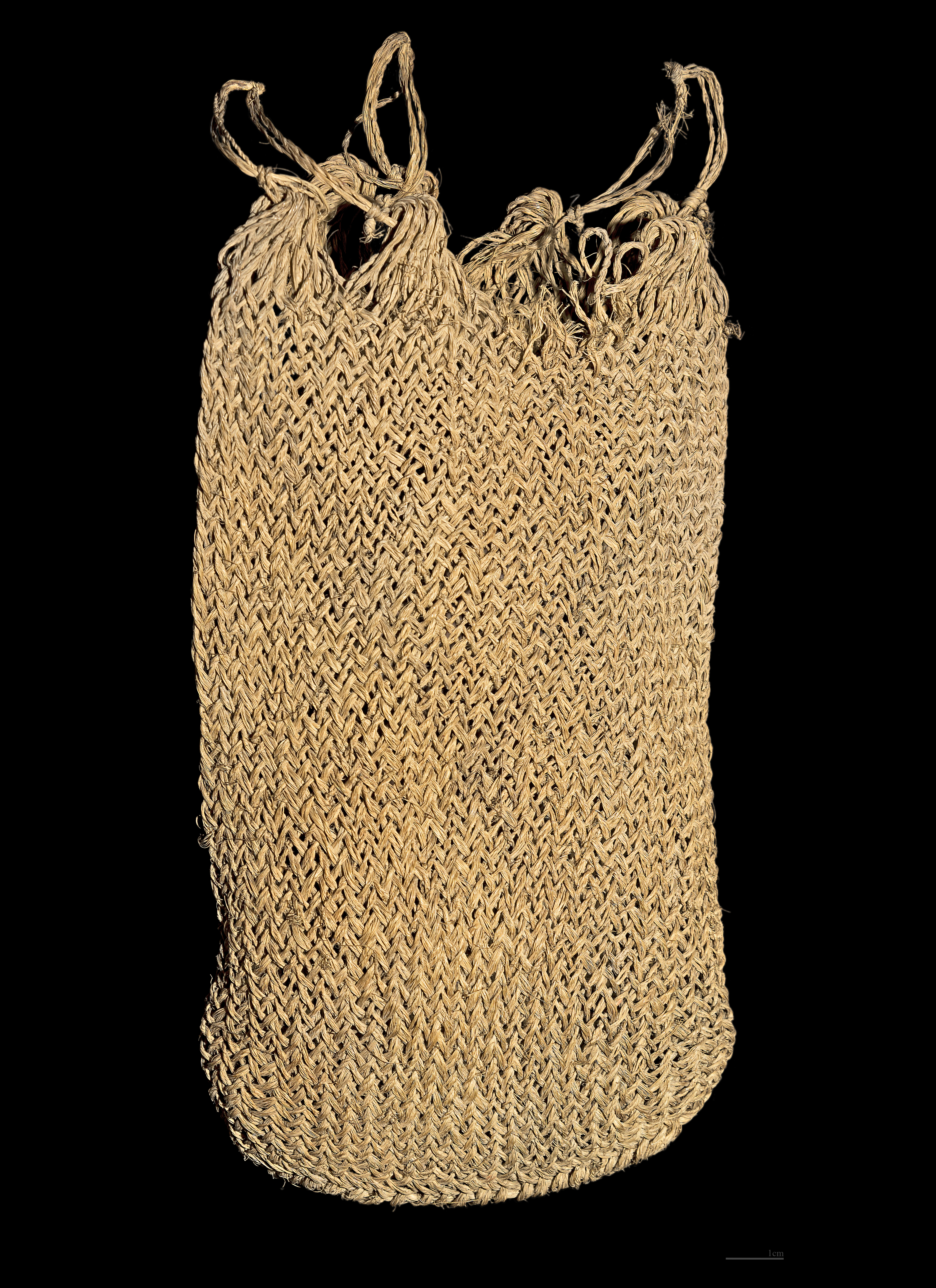
Sac à bétel. Nouvelle-Guinée.

- L’Afrique représente pour sa part environ 30 % du fonds avec des objets provenant principalement d’Afrique de l'Ouest (Mali, Sénégal, Côte d'Ivoire…) et de Madagascar. Ces objets proviennent de missions ethnographiques, de collections personnelles d’administrateurs coloniaux ou de militaires. Les notabilités locales vont en premier lieu alimenter en objets africains les collections ethnographiques du muséum, tel le général Joseph Gallieni qui fait don de sa collection personnelle au Muséum tout à la fin du XIXe siècle. L’une des pièces majeures de la collection africaine est un masque baga nimba de Guinée, apporté par Henri Labouret dans les années 1930. Dès les années 2010, le muséum estime que des œuvres sont probablement issues de  spoliations. Le pagne dit « tablier d’Amazone », provenant de l’ancien royaume du Danxomè, marqua fortement les esprits lors de sa présentation, car il a été ramassé sur un champ de bataille par un officier et que le cartel le présente comme « maculé de taches de sang »[12].

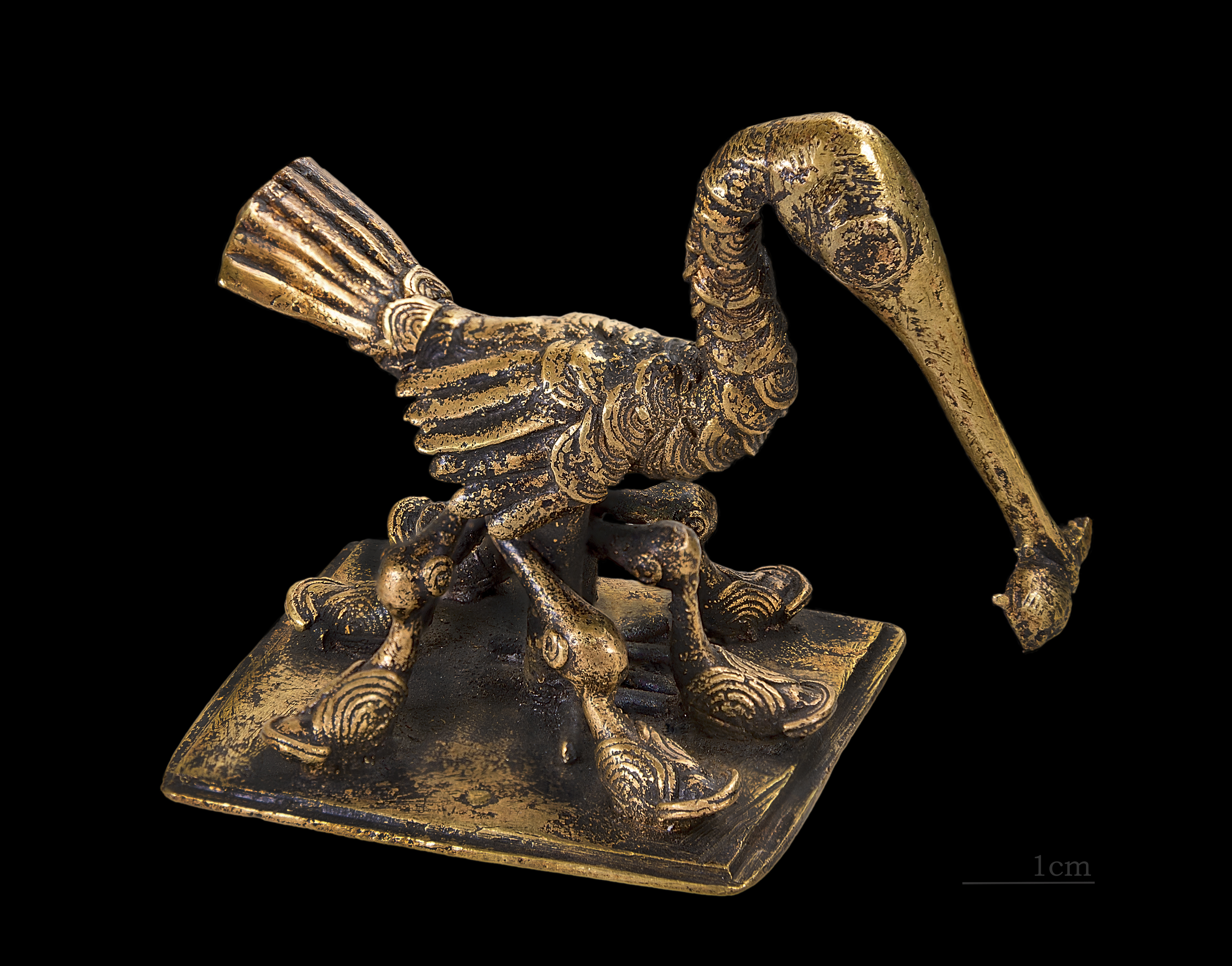
Peson à poudre, or, civilisation Akan.
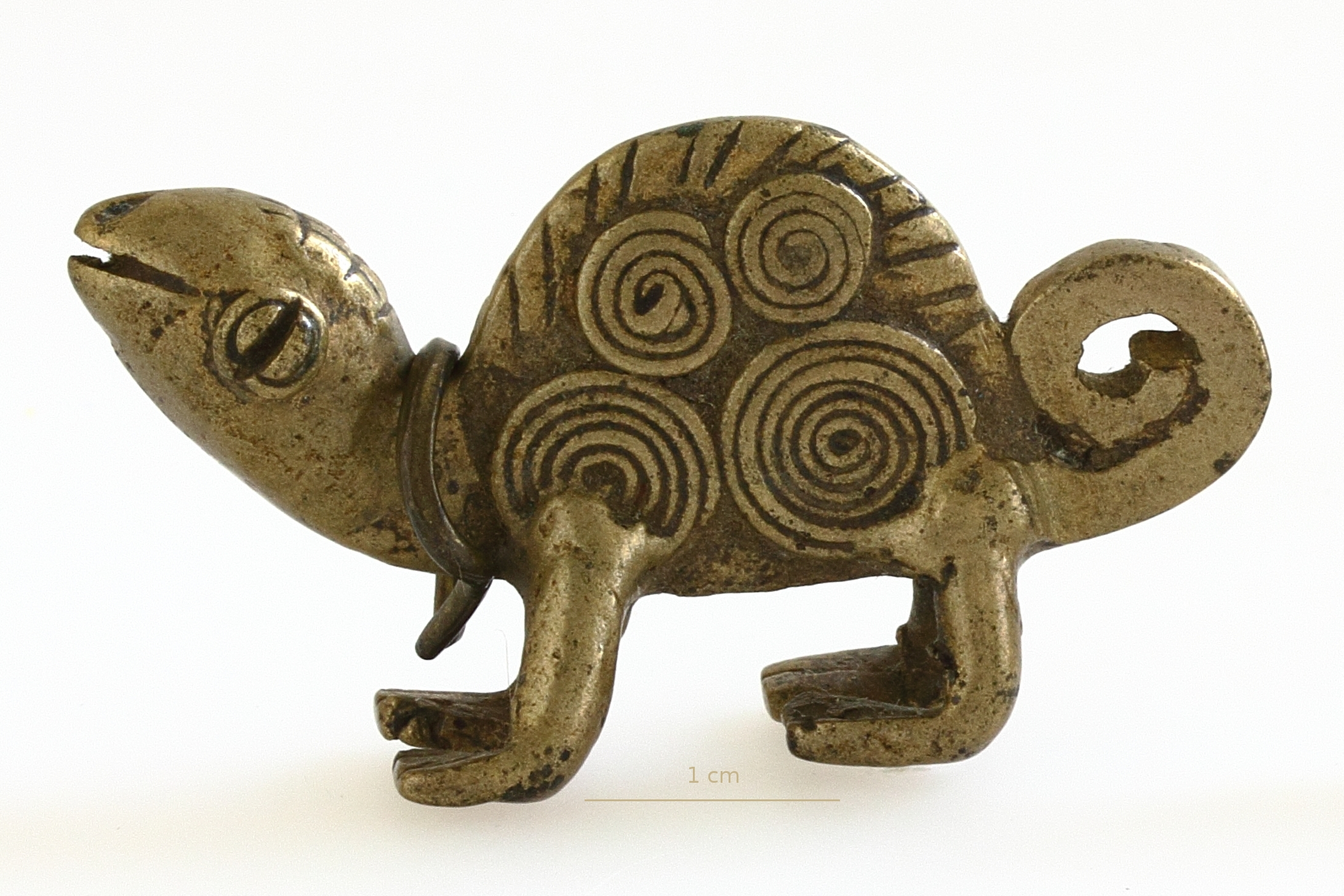
Peson à poudre, or, civilisation Akan.
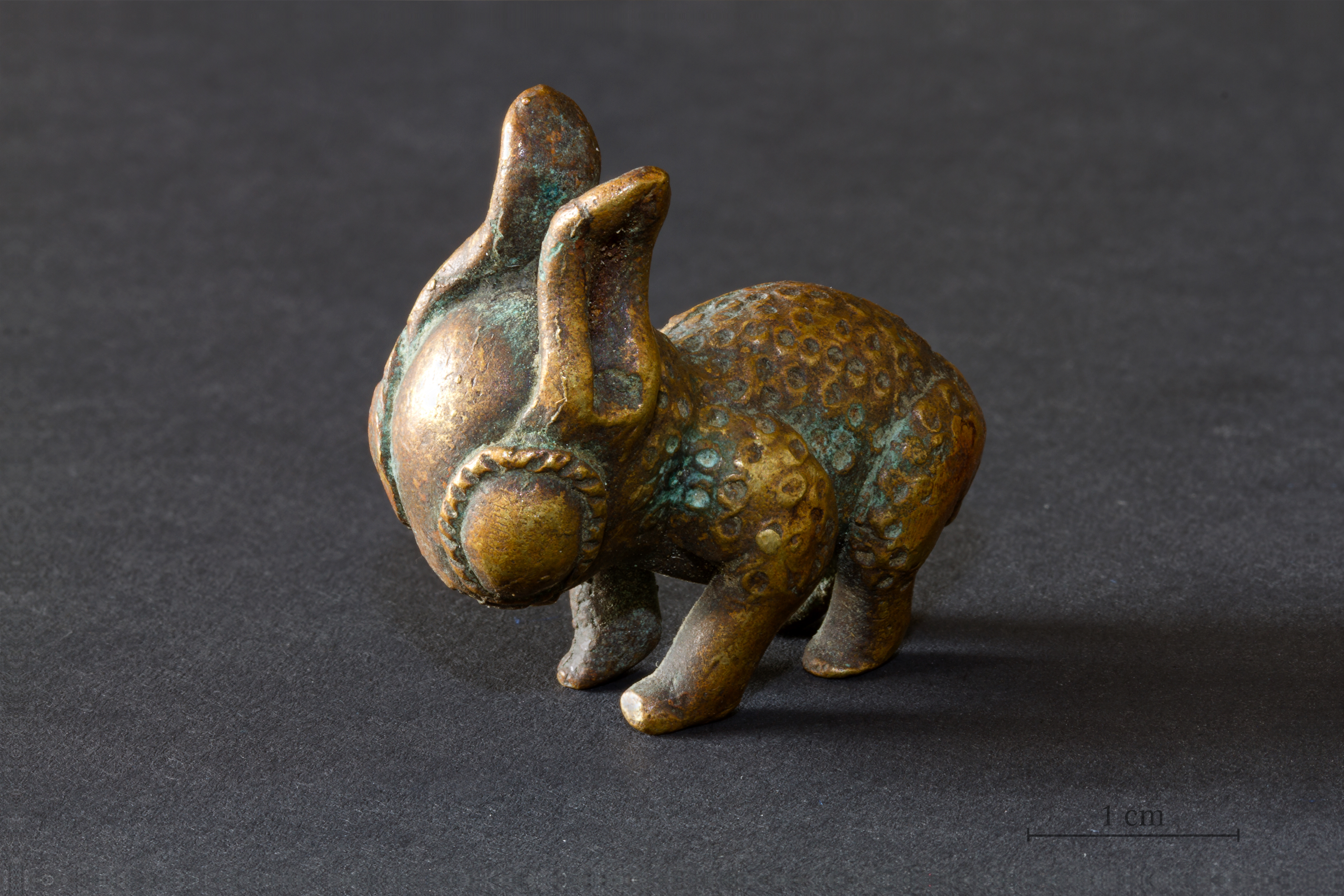
Peson à poudre, or, civilisation Akan.
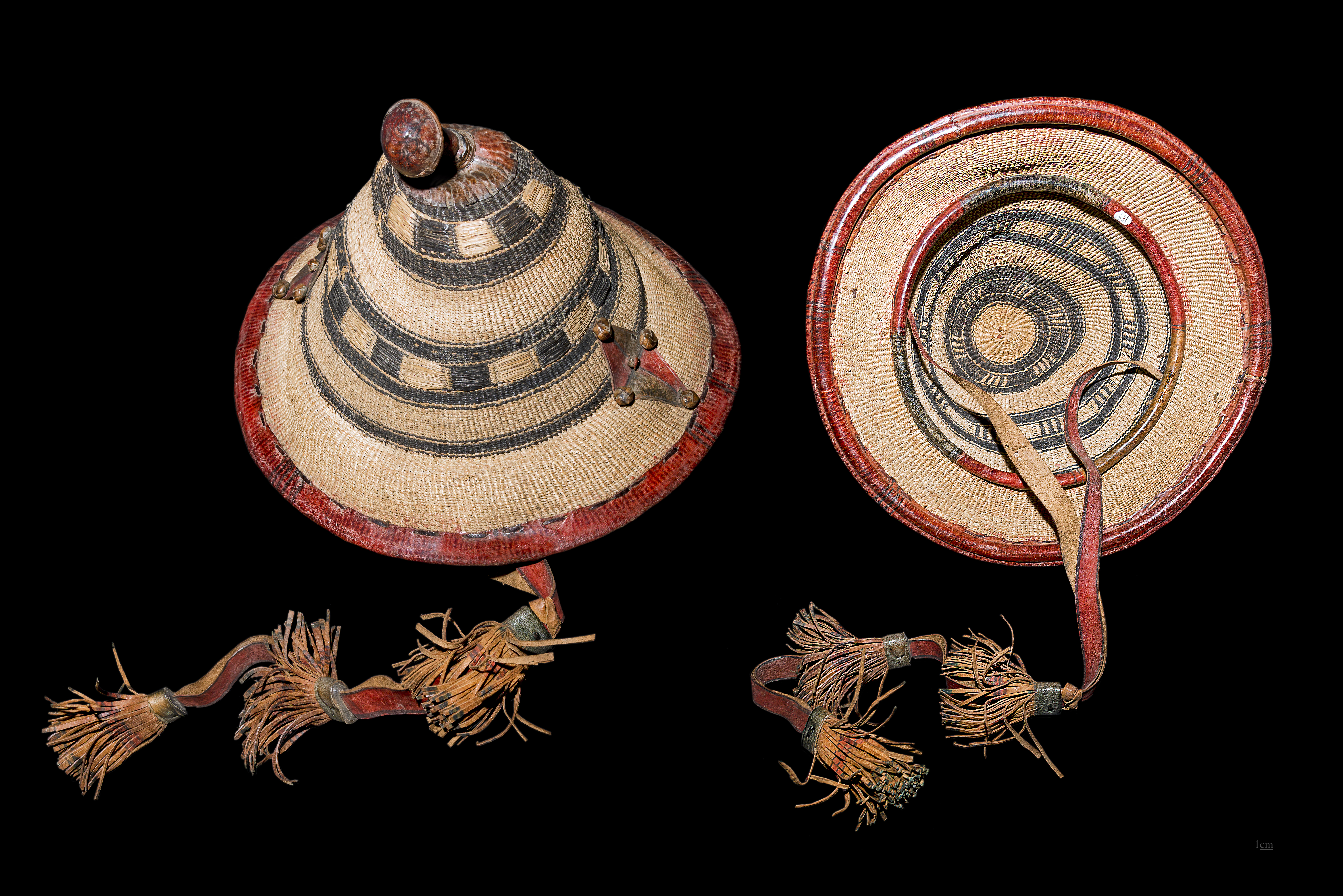
Chapeau de berger Soudan français.
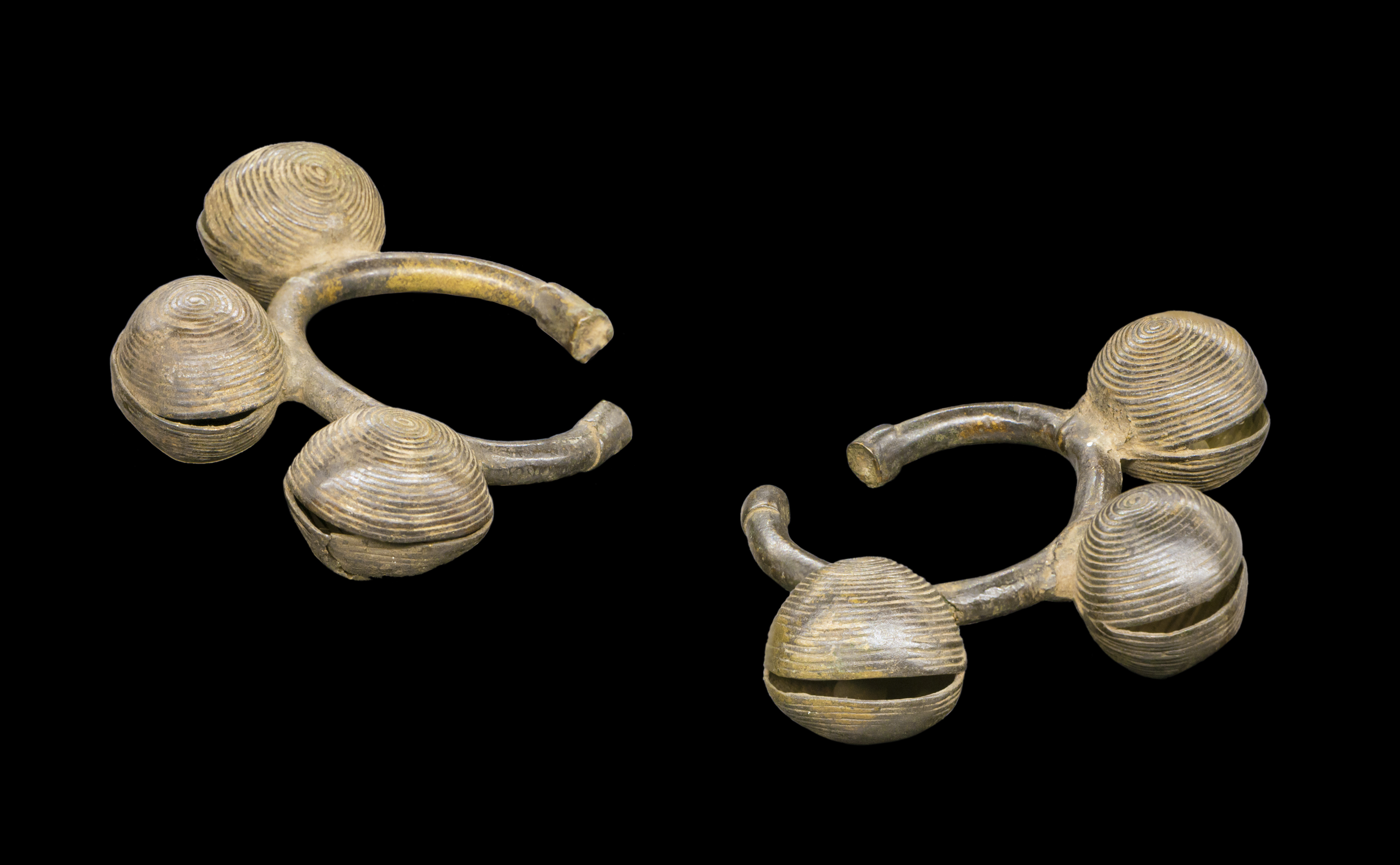
Bracelets de cheville, civilisation Dan.
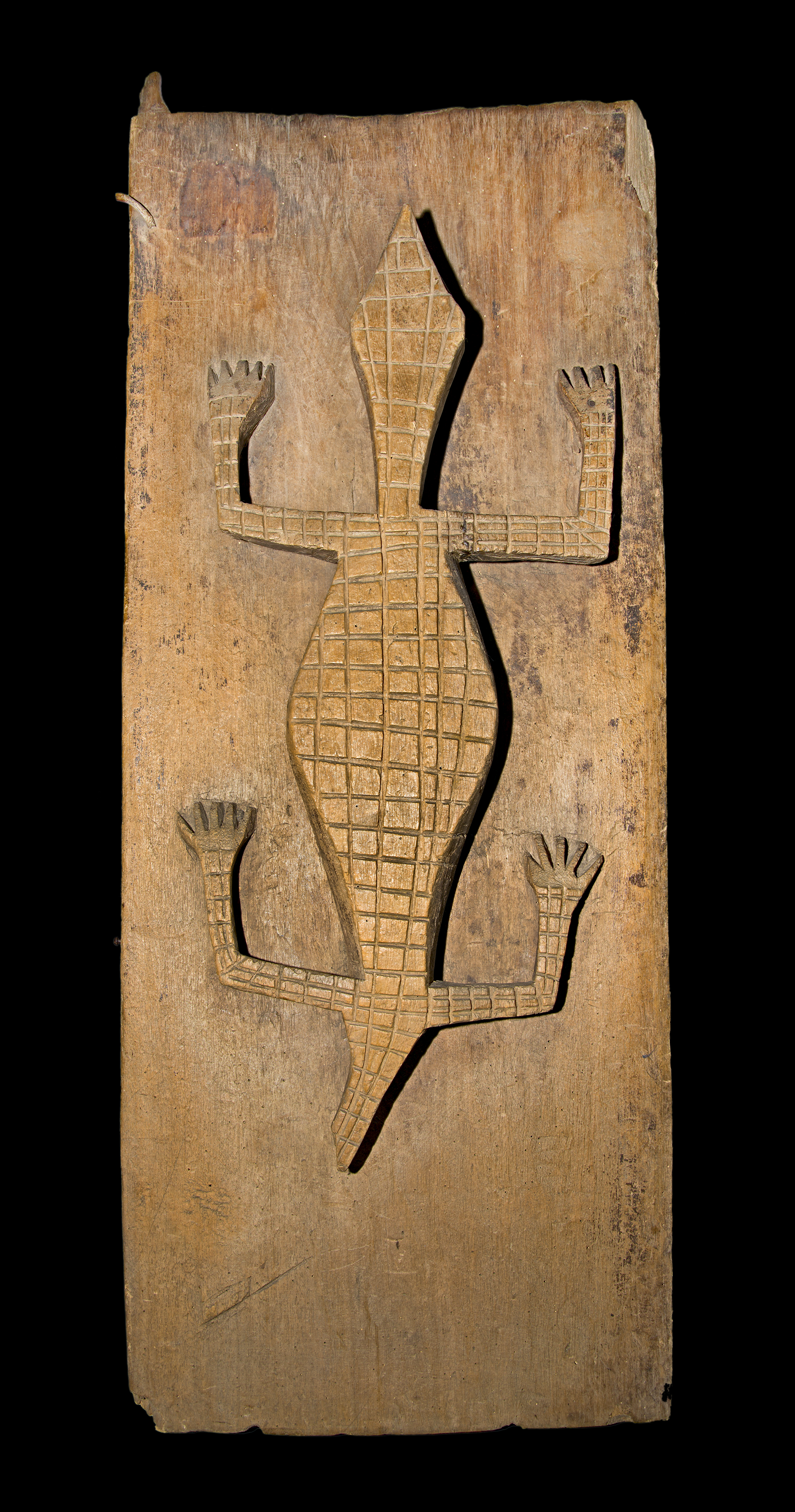
Porte sculptée. Madagascar.
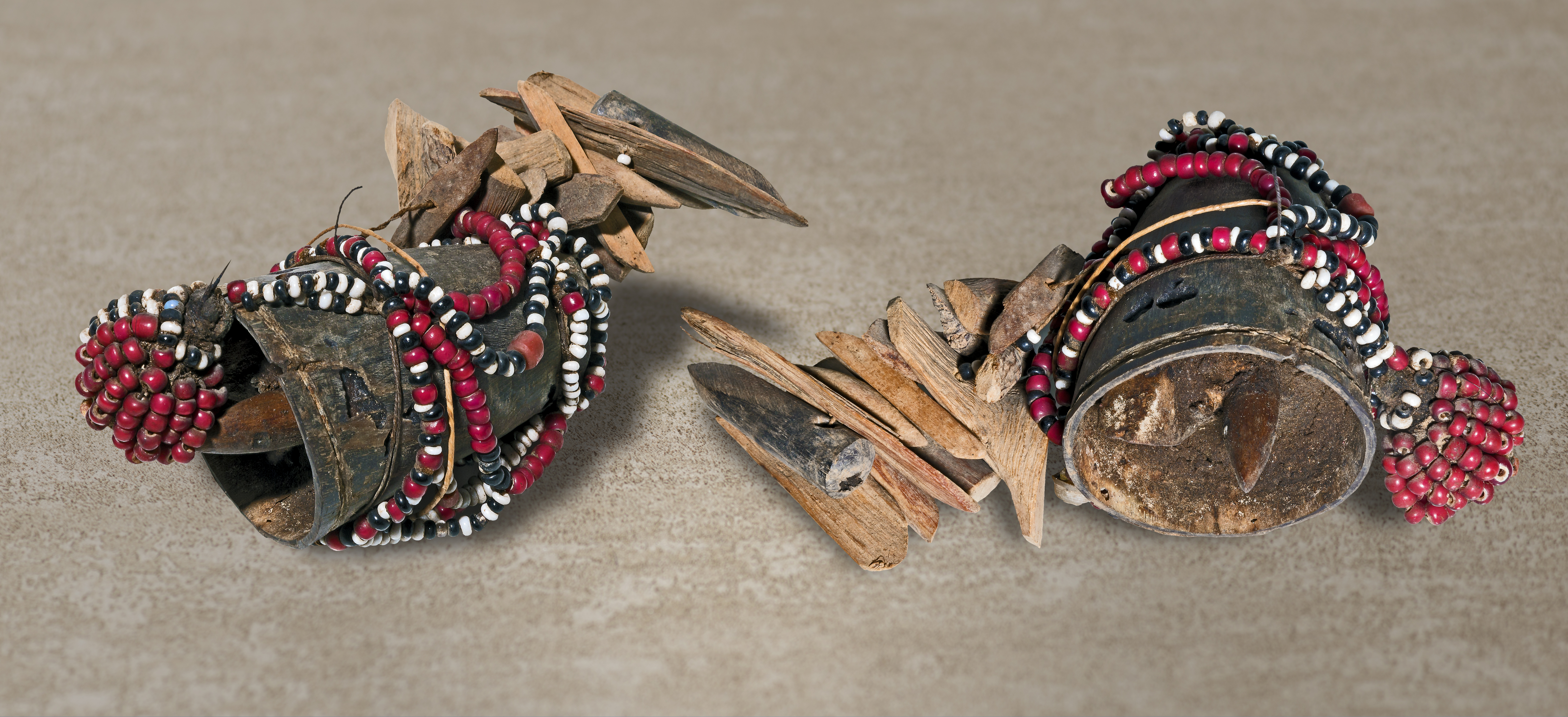
Mohara, Ody, (Madagascar) collection Gustave Julien[13].

- Le fonds américain est en pleine expansion avec les missions de collectes en cours depuis 2010 au Brésil Central auprès des populations amérindiennes (Karajà, culture xinguano…) et représente désormais un peu plus de 20 % des collections. Ce fonds comprend également parmi le fonds ancien un ensemble représentatif de céramiques précolombiennes, un petit ensemble d’Amérique du Nord, ainsi qu’une partie des objets collectés lors de la mission de Cessac.

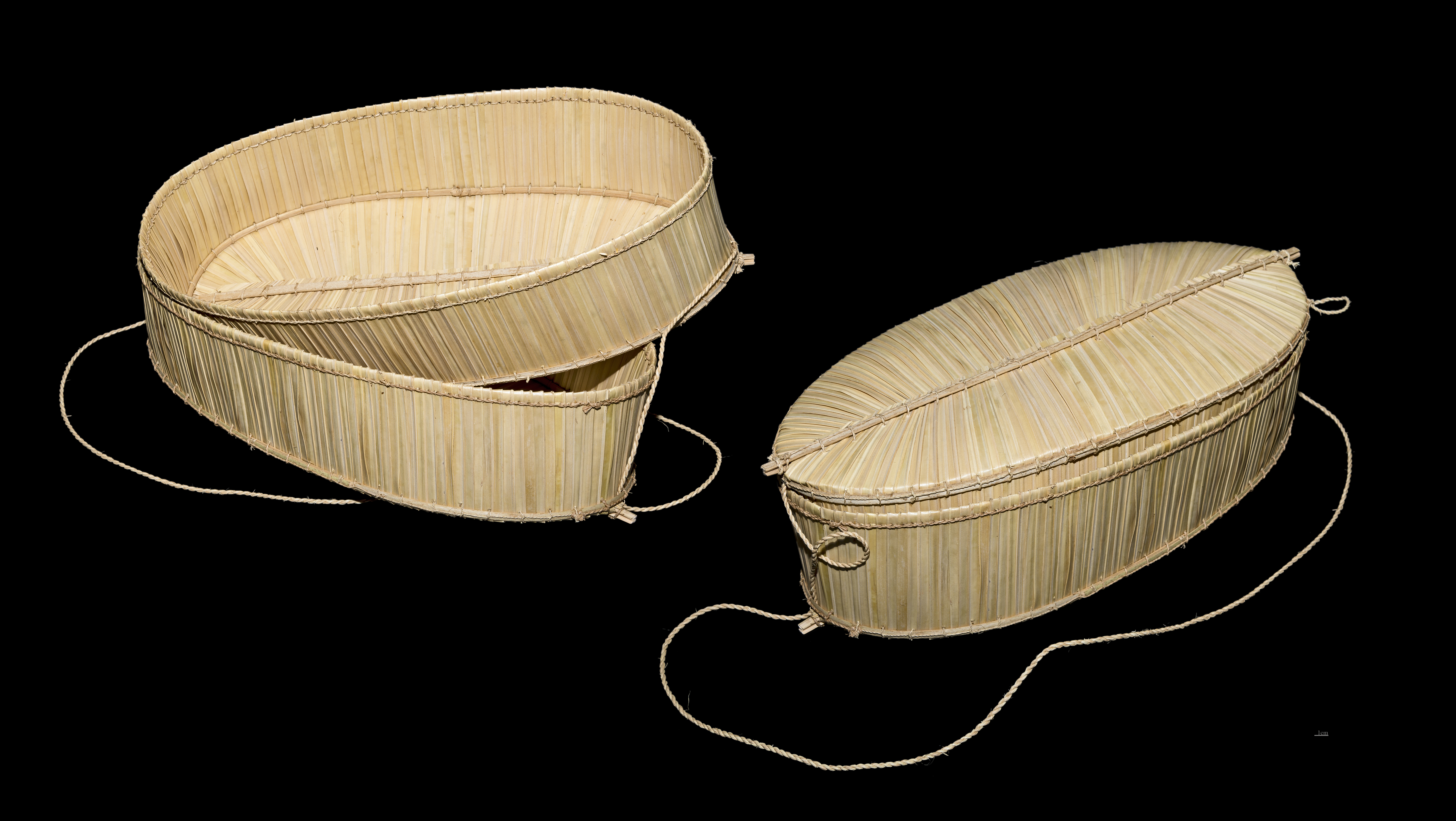
Panier à couvercle "Warabahu", culture Karajà.
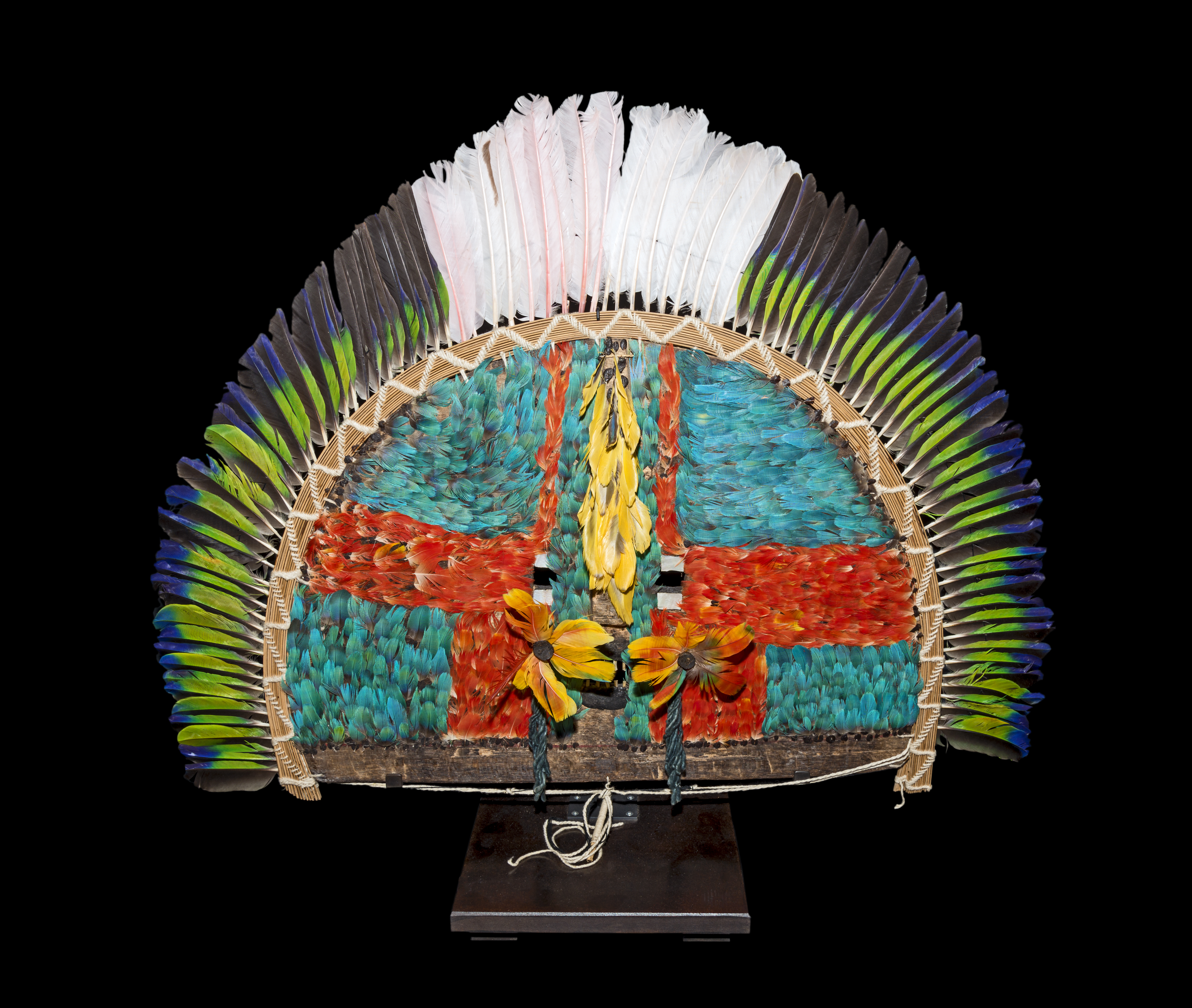
Masque Apyãwa (Tapirape).

- Les collections asiatiques sont les moins nombreuses, mais comptent un ensemble d’objets remarquables provenant du Laos et du Cambodge dont certains collectés par Gaston Rocquemaurel.

## Minéralogie

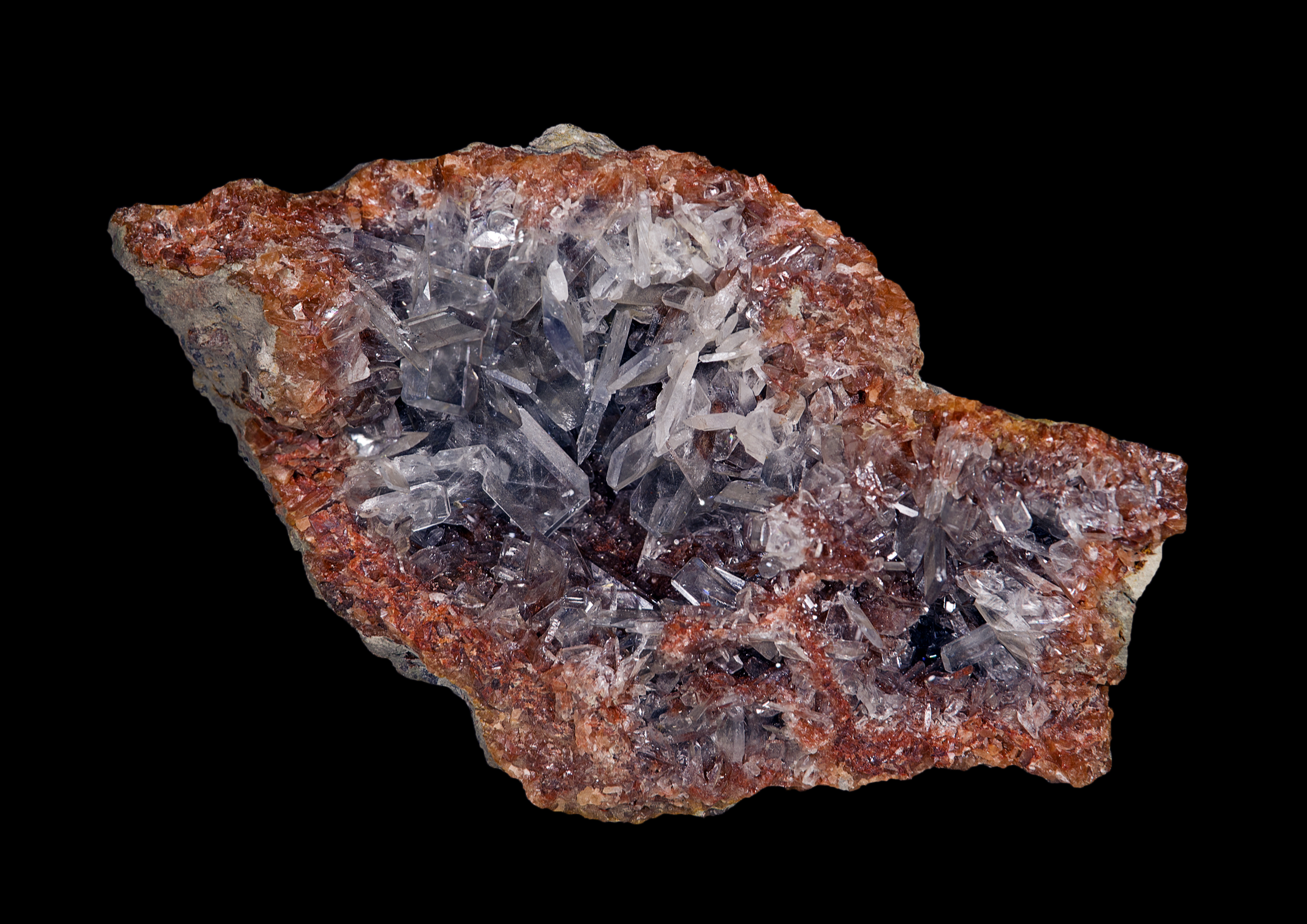
Célestine - Turkménistan.
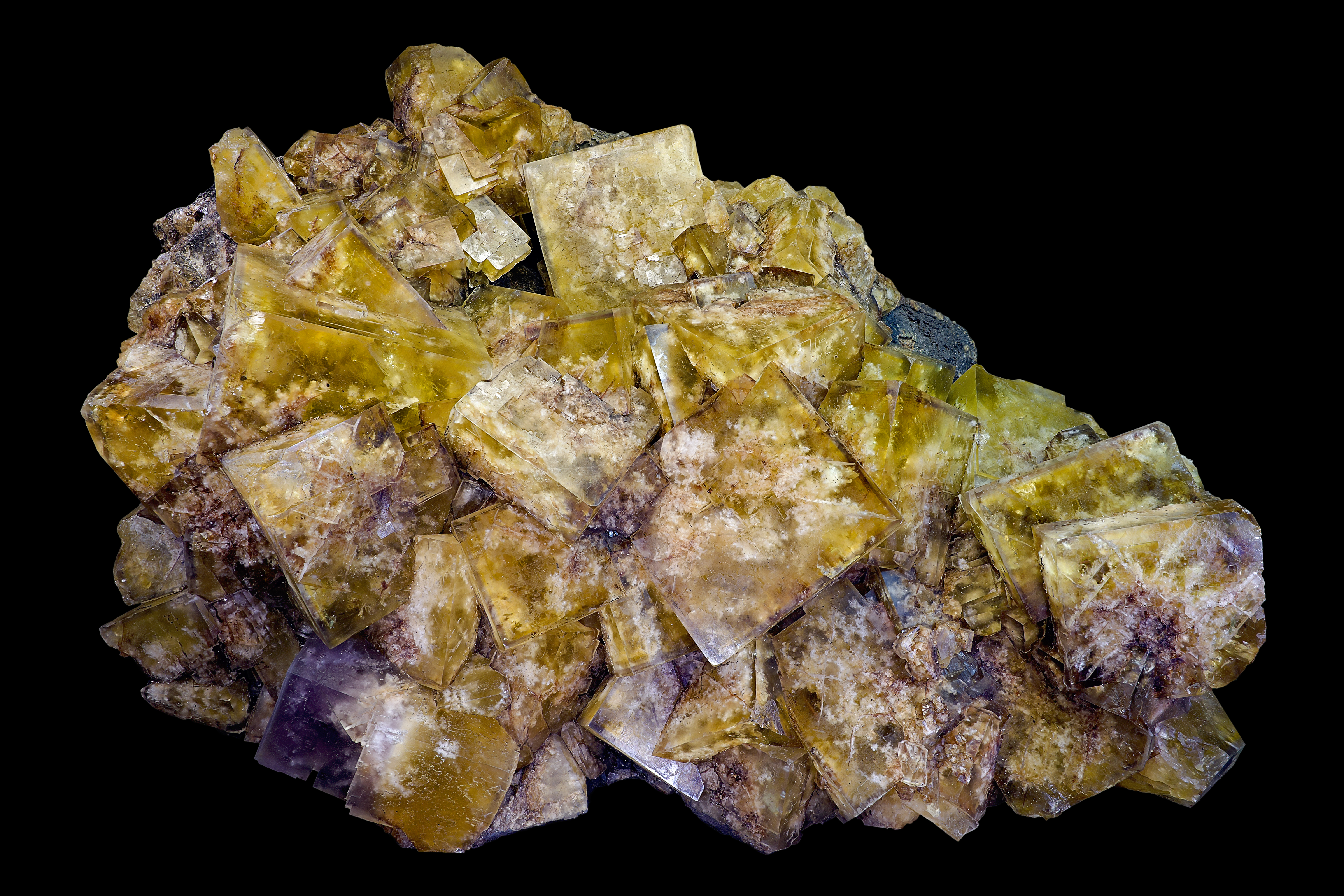
Fluorite - France.
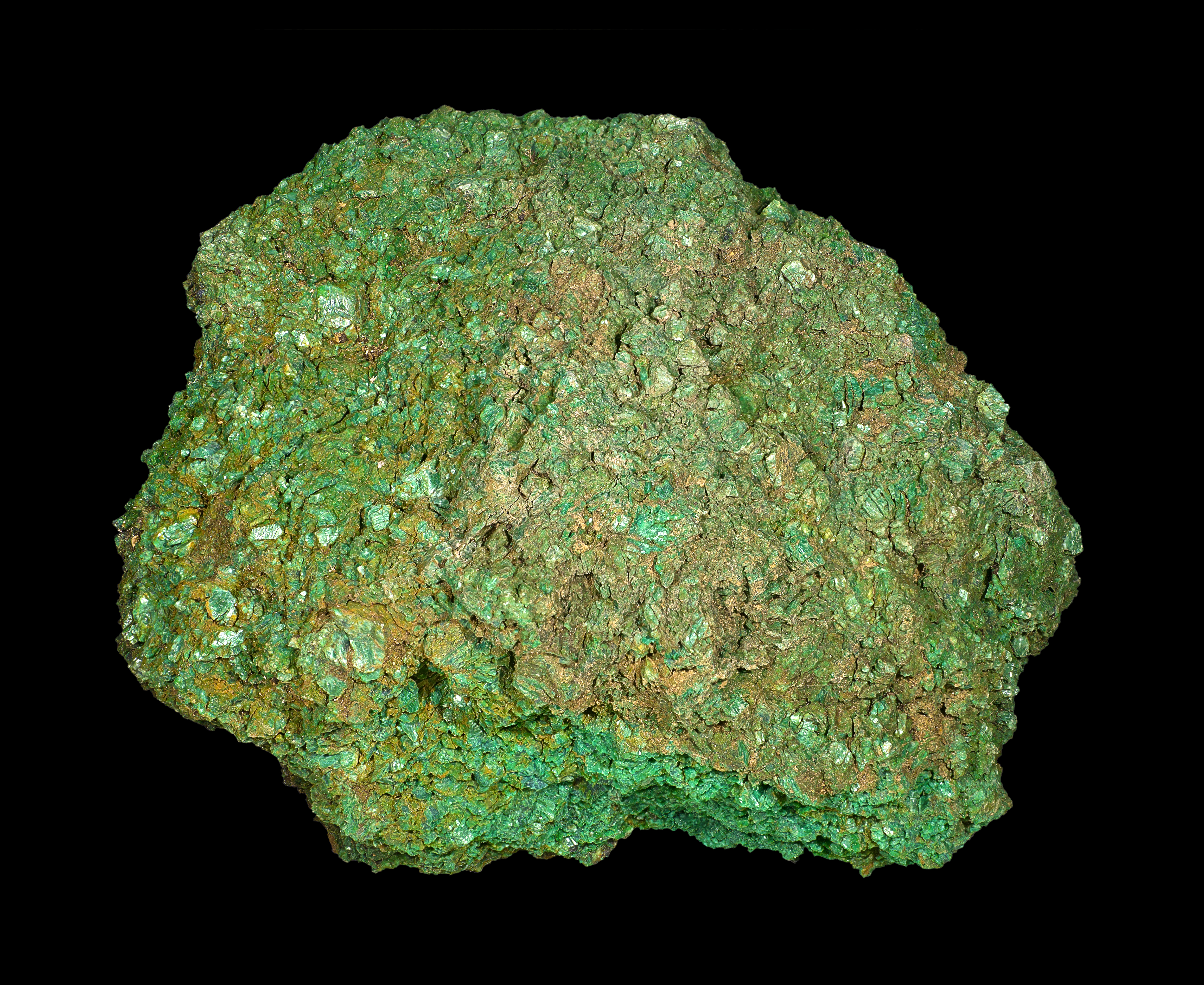
Népouite - Nouvelle-Calédonie.
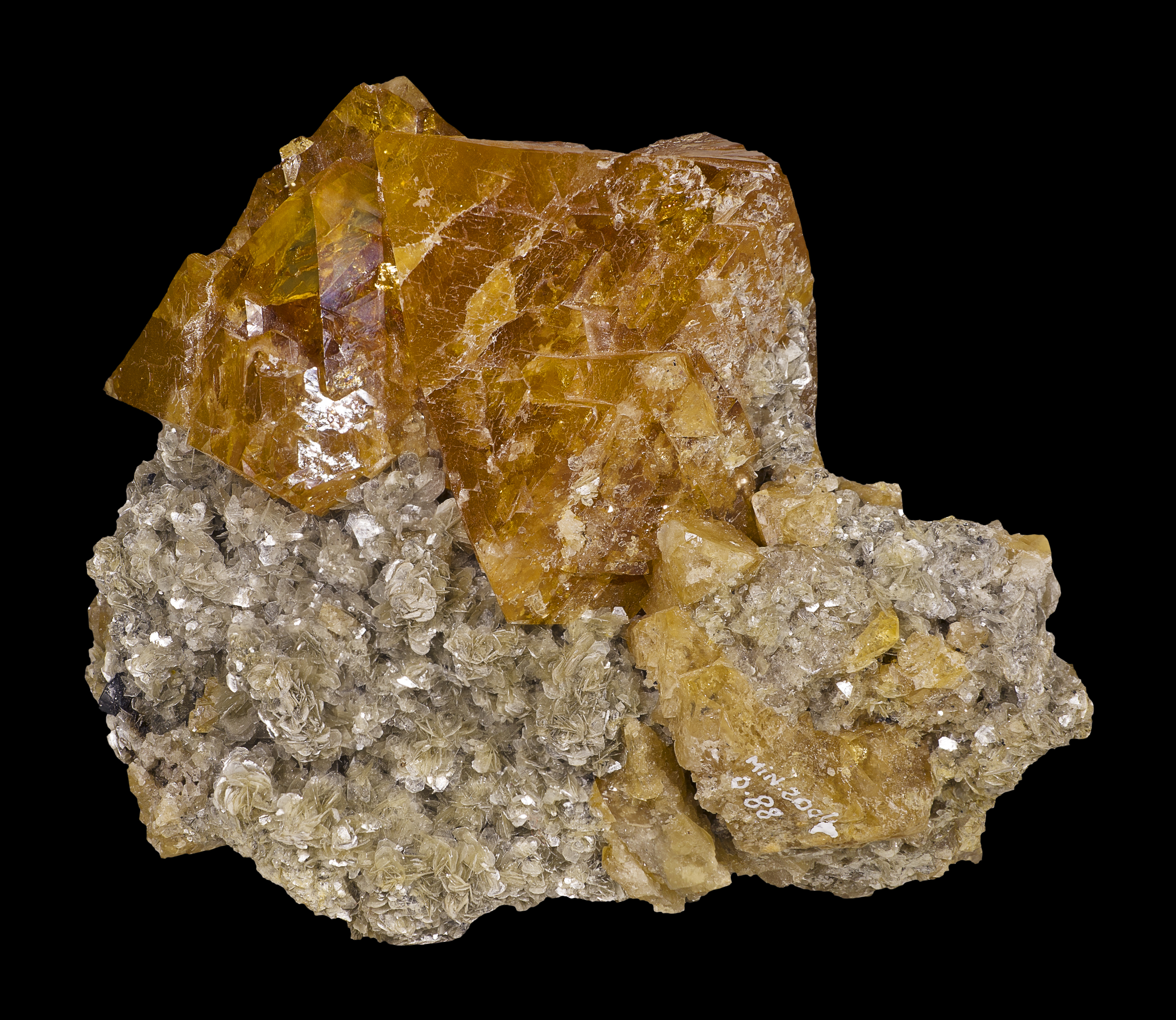
Scheelite - Chine.
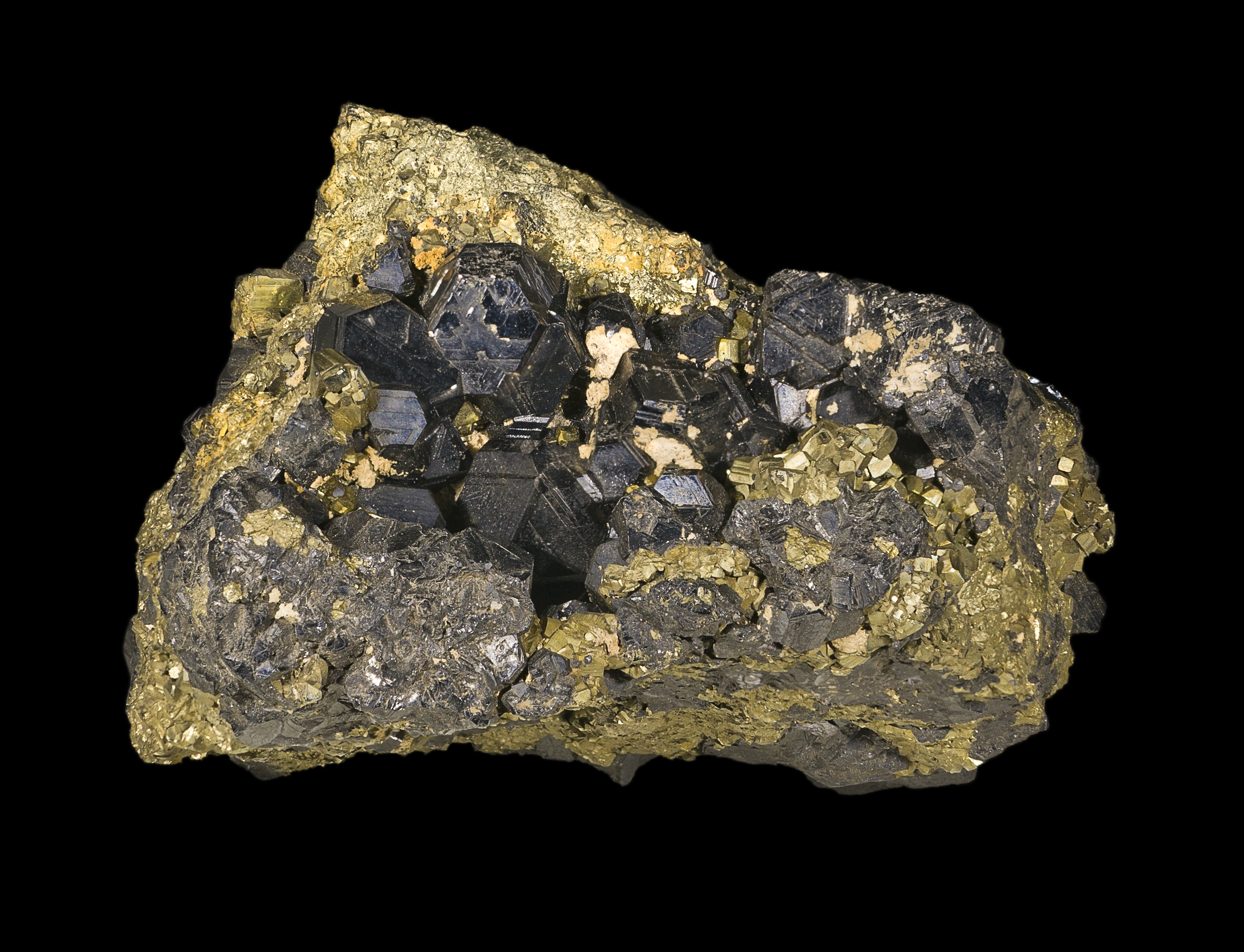
Sphalérite - Roumanie.

## Paléontologie
Les spécimens de la collection de paléontologie se comptent en dizaines de milliers. On peut y trouver des fossiles allant de l'archéen à l'actuel. Leur taille varie de quelques millimètres à quelques mètres pour le Mégacéros par exemple. La collection comporte également un certain nombre de moulages dont certains peuvent mesurer jusqu'à dix mètres de long. Il existe plusieurs holotypes et paratypes.

### Non-vertébrés

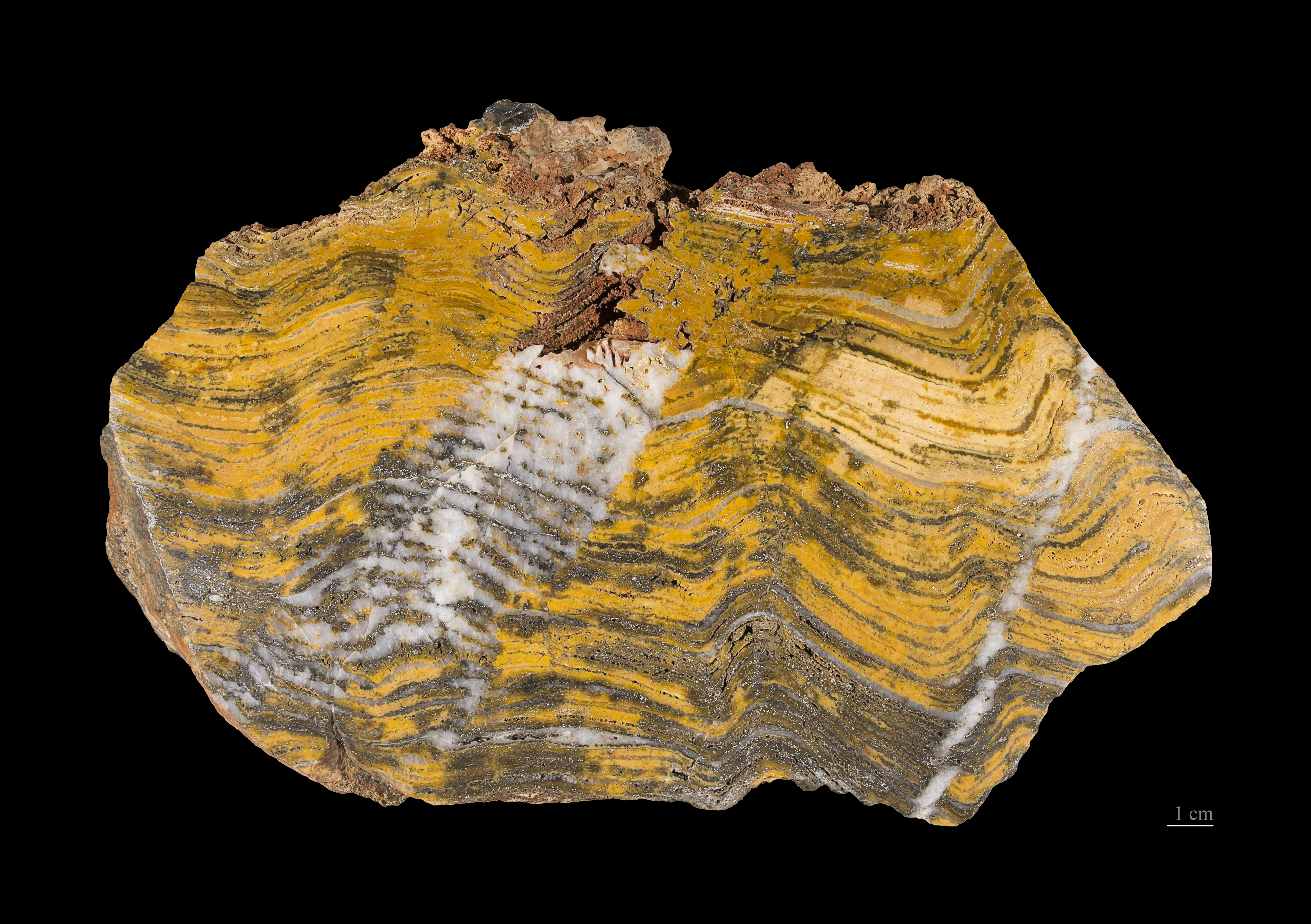
Une des plus anciennes formes de vie connues.
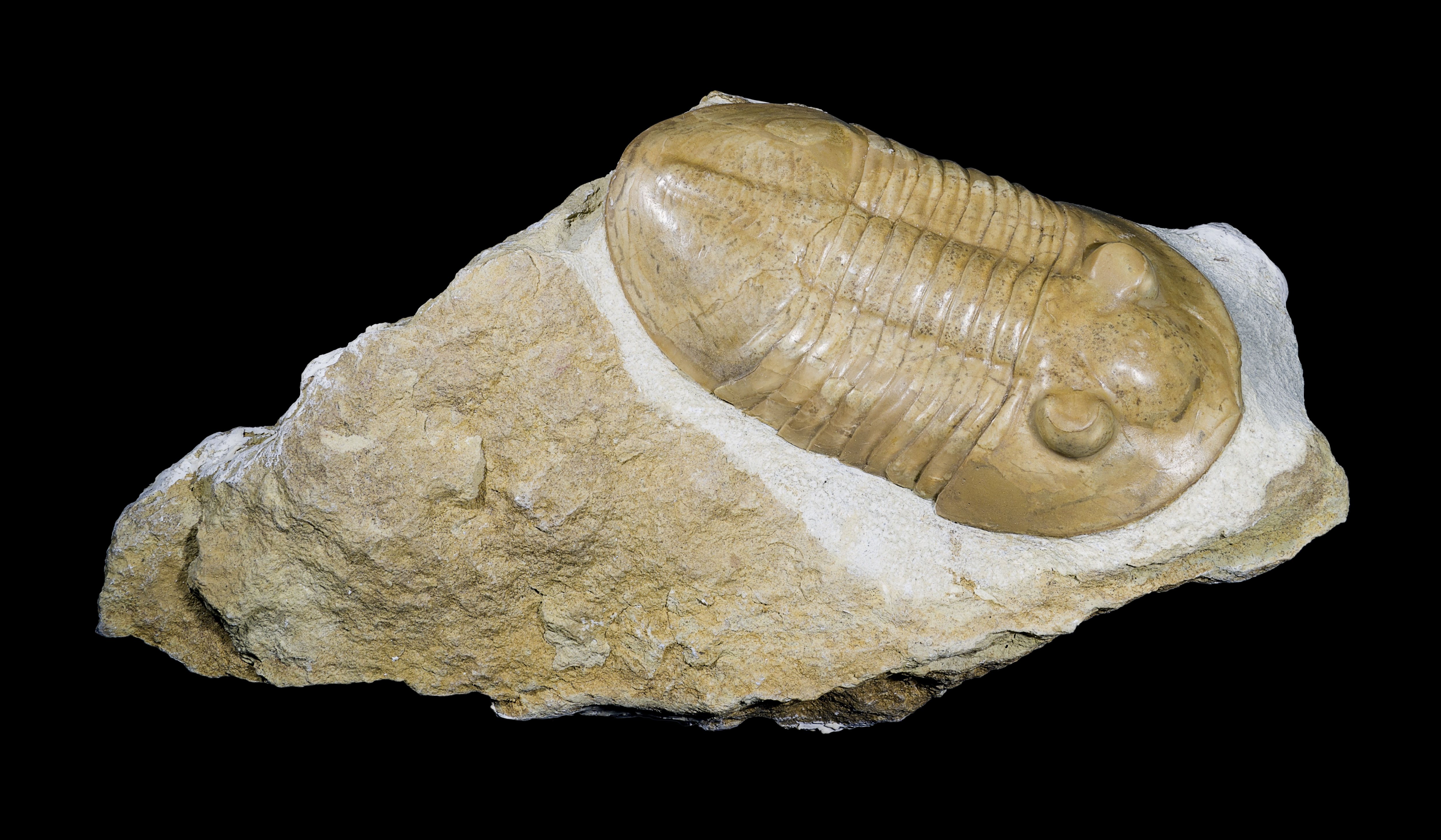
Pseudoasaphus Ordovicien.
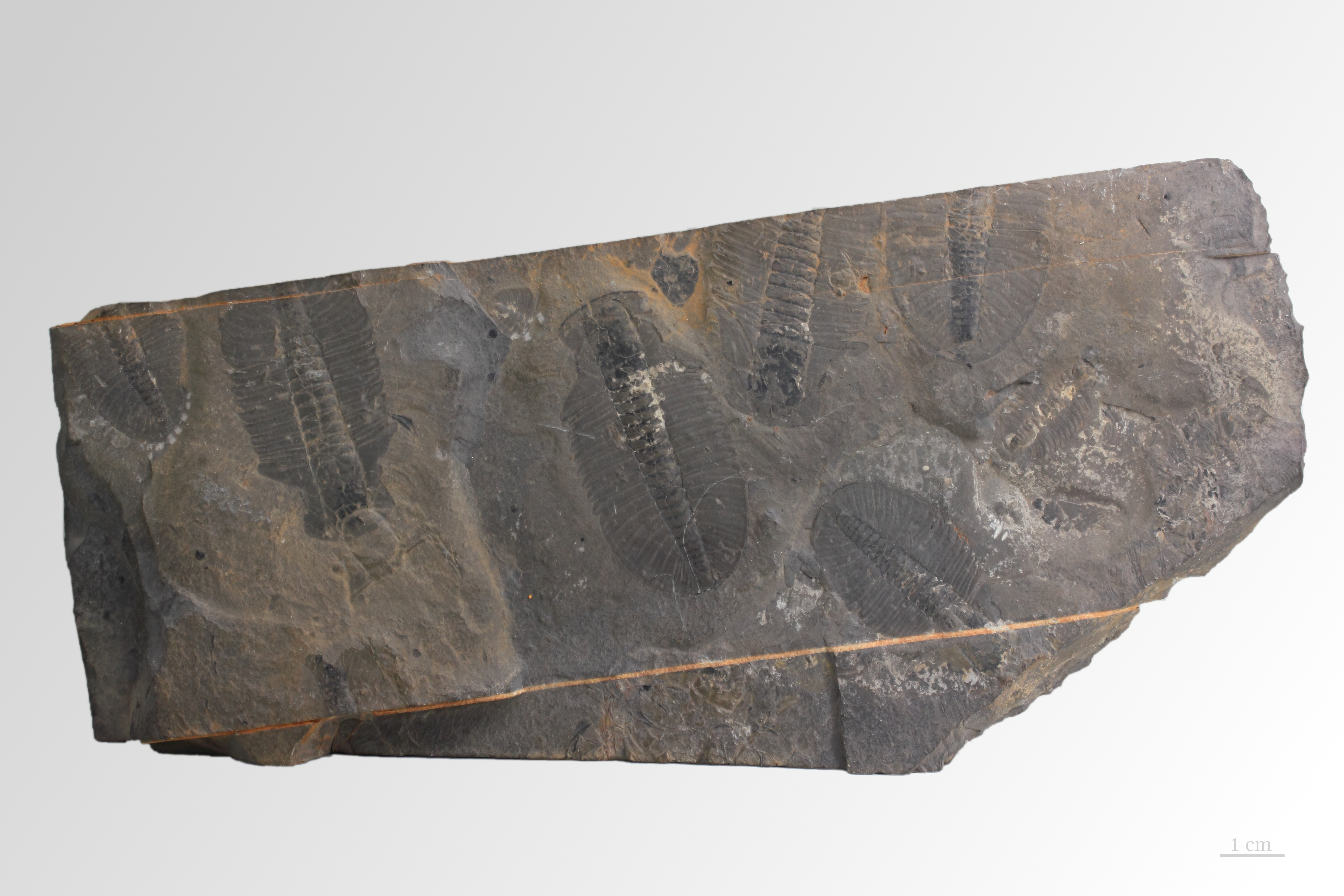
Ogygopsis canadense.
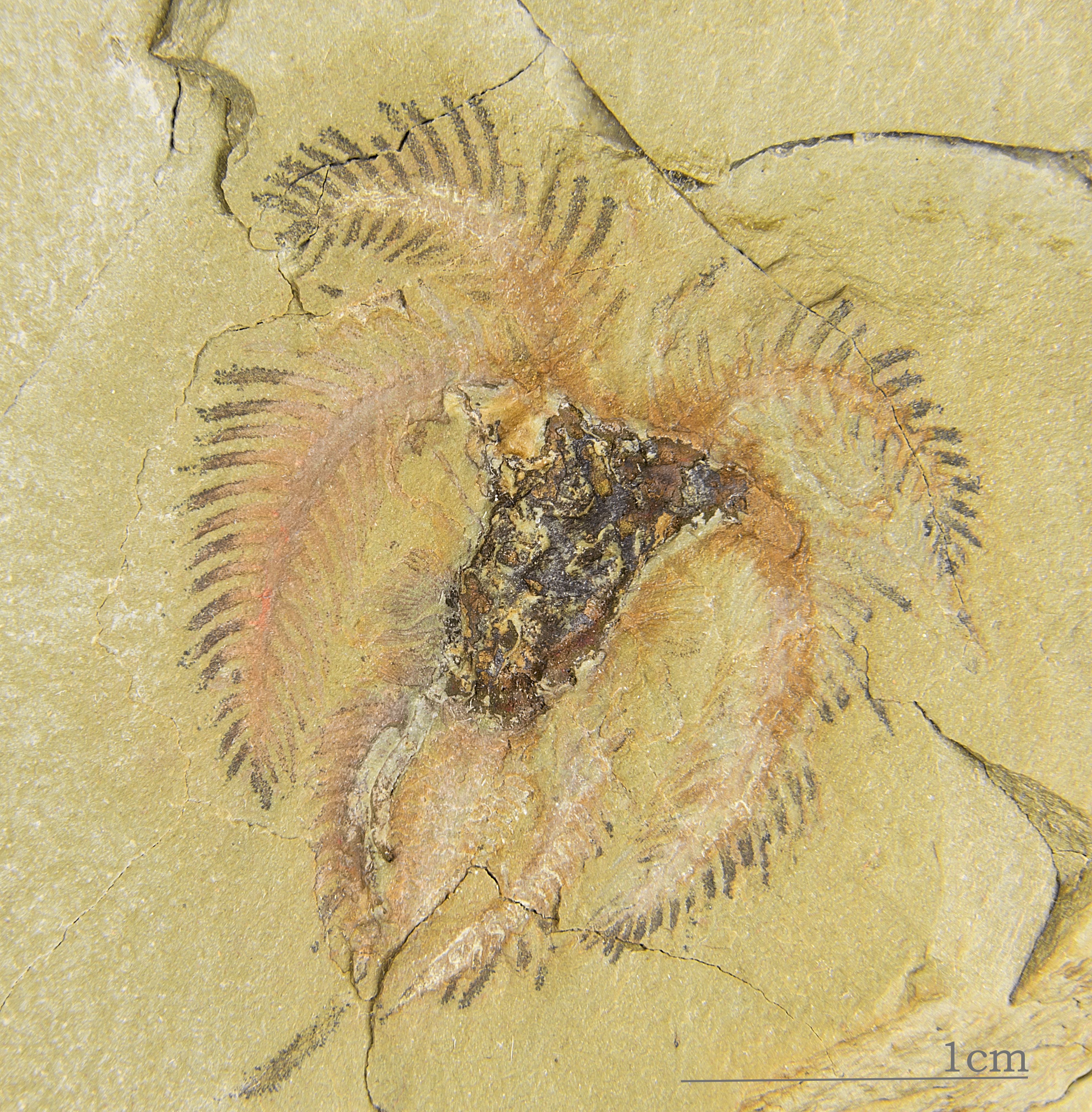
Furca mauritanica.
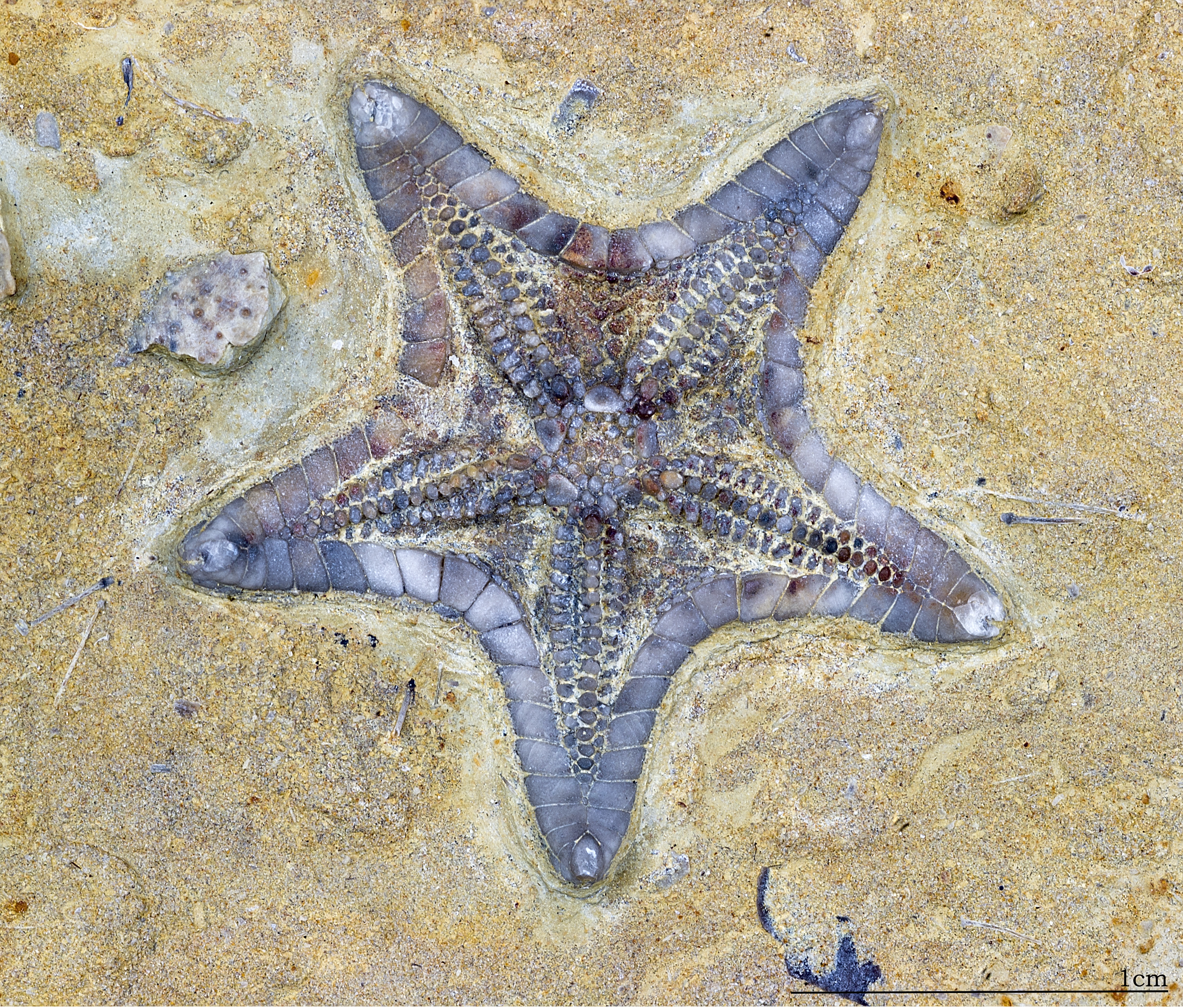
Marocaster coronatus.
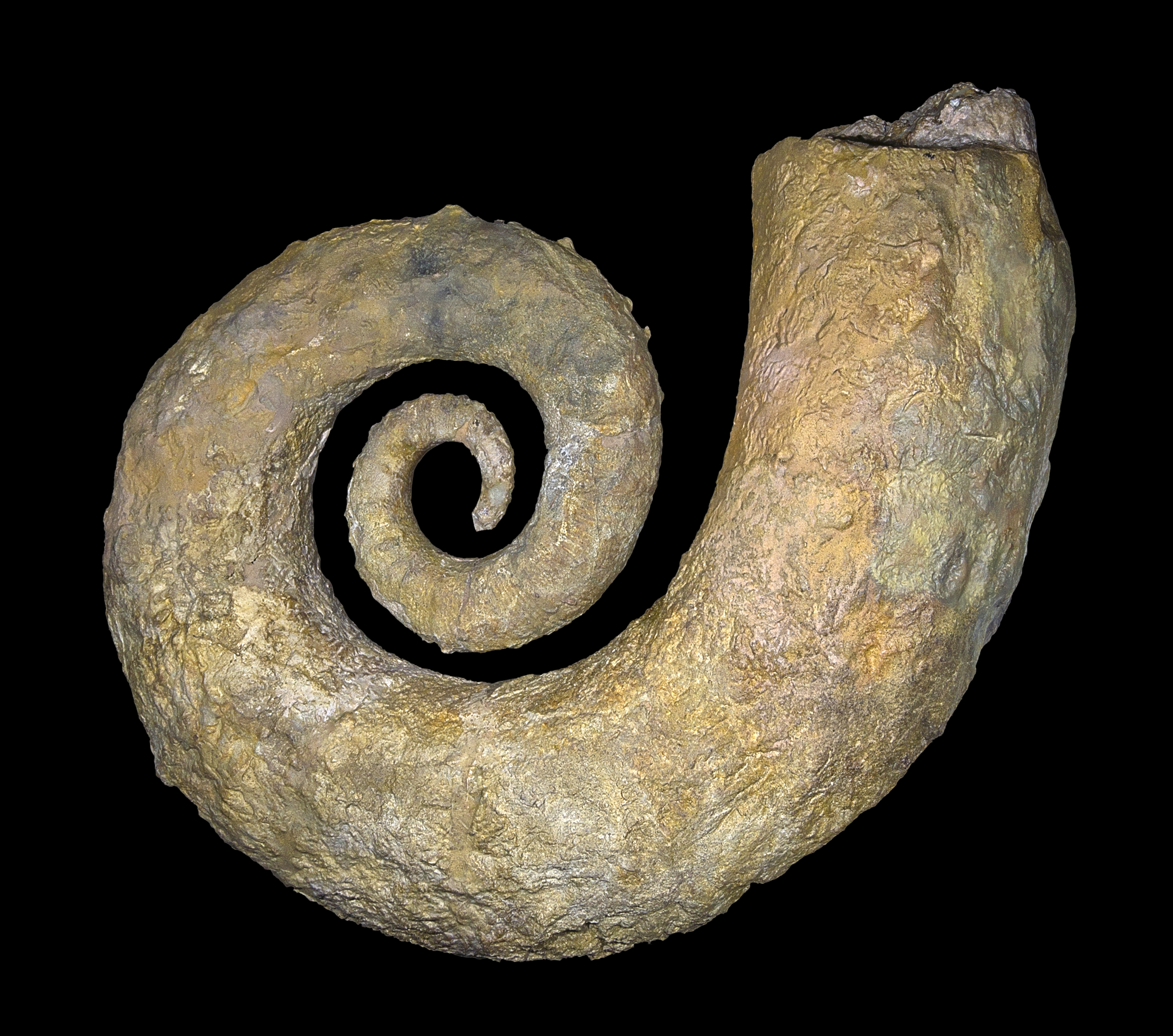
Crioceratites emerici.
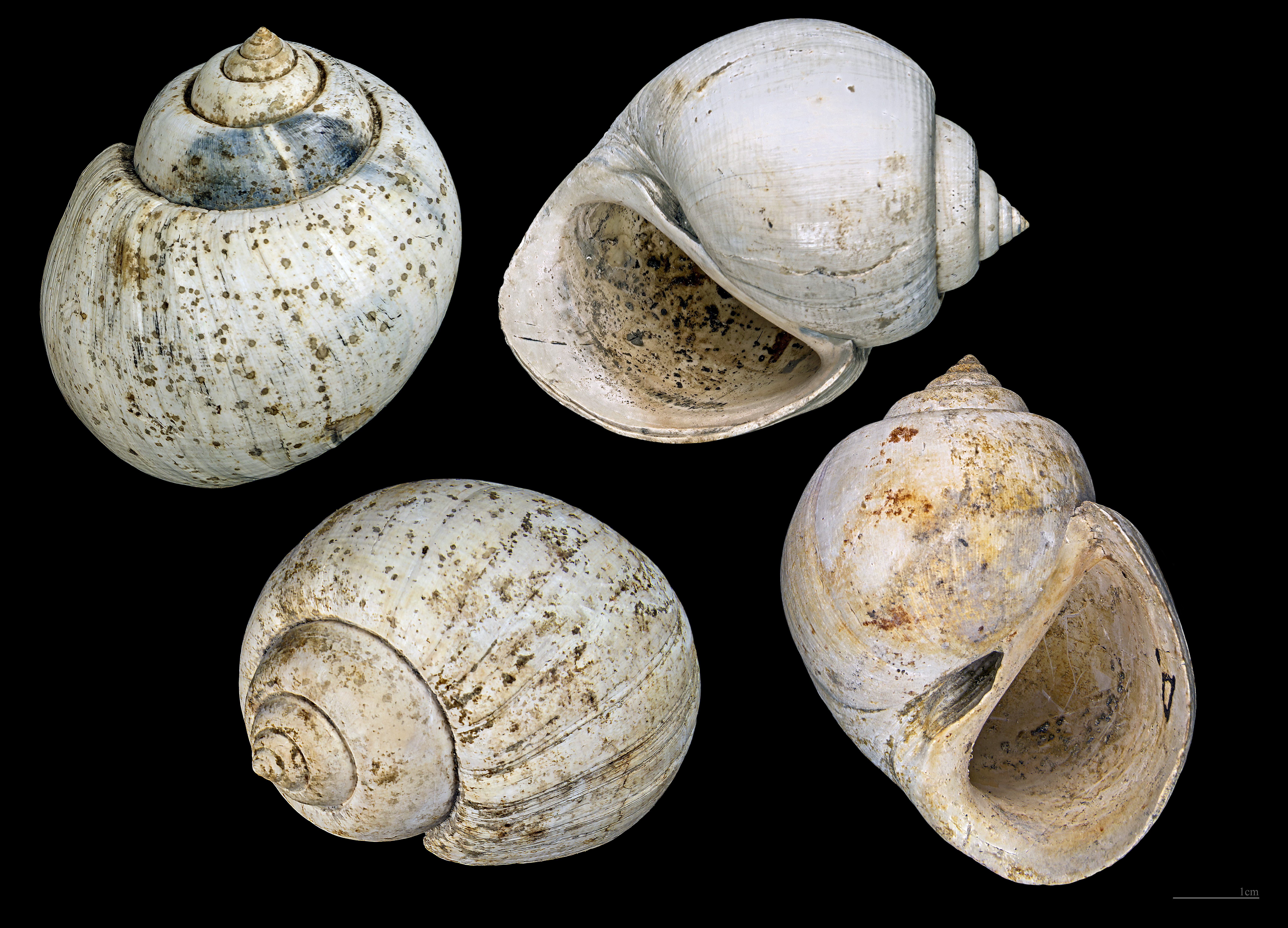
Crommium ponderosum.

### Vertébrés

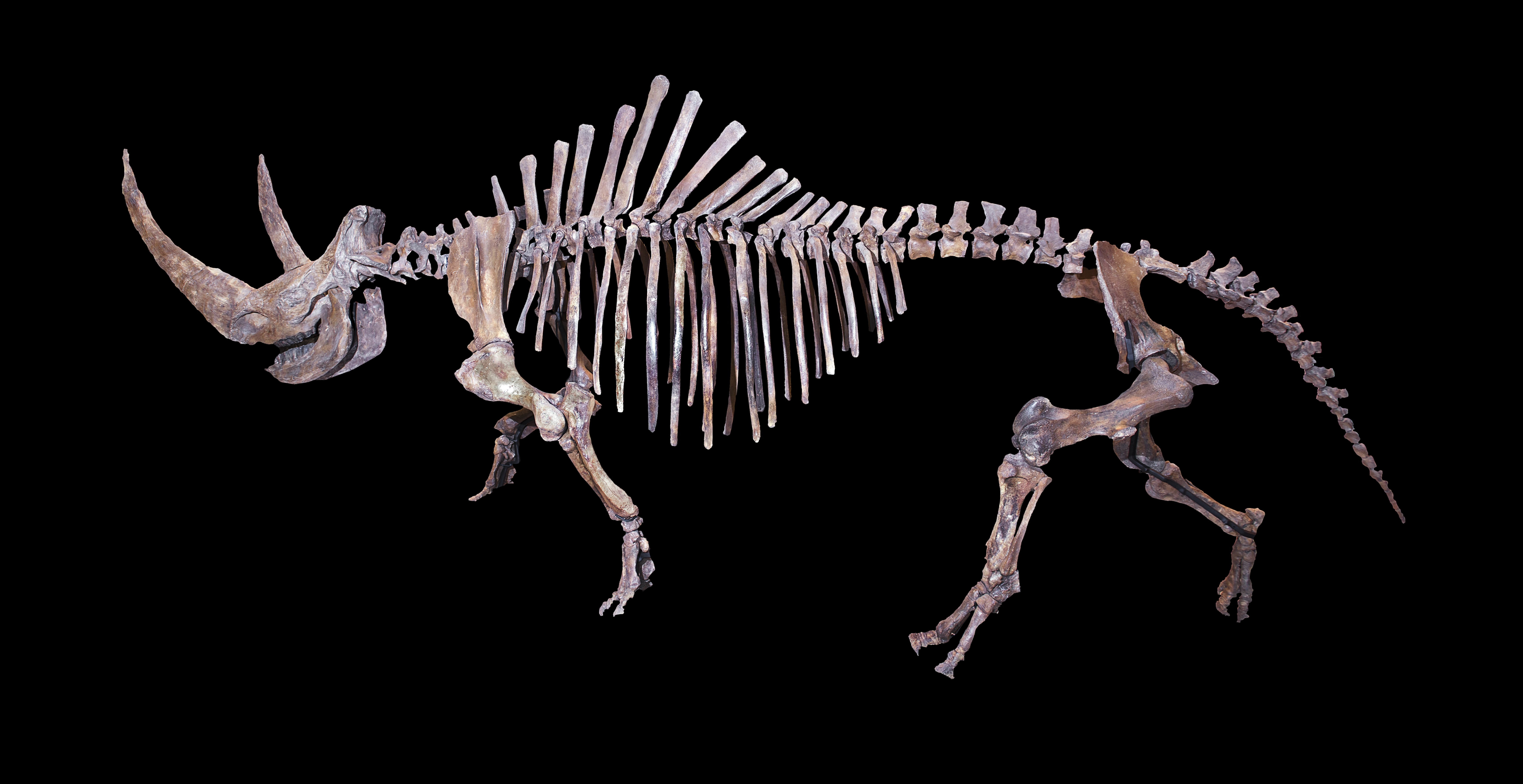
Rhinocéros laineux squelette complet.
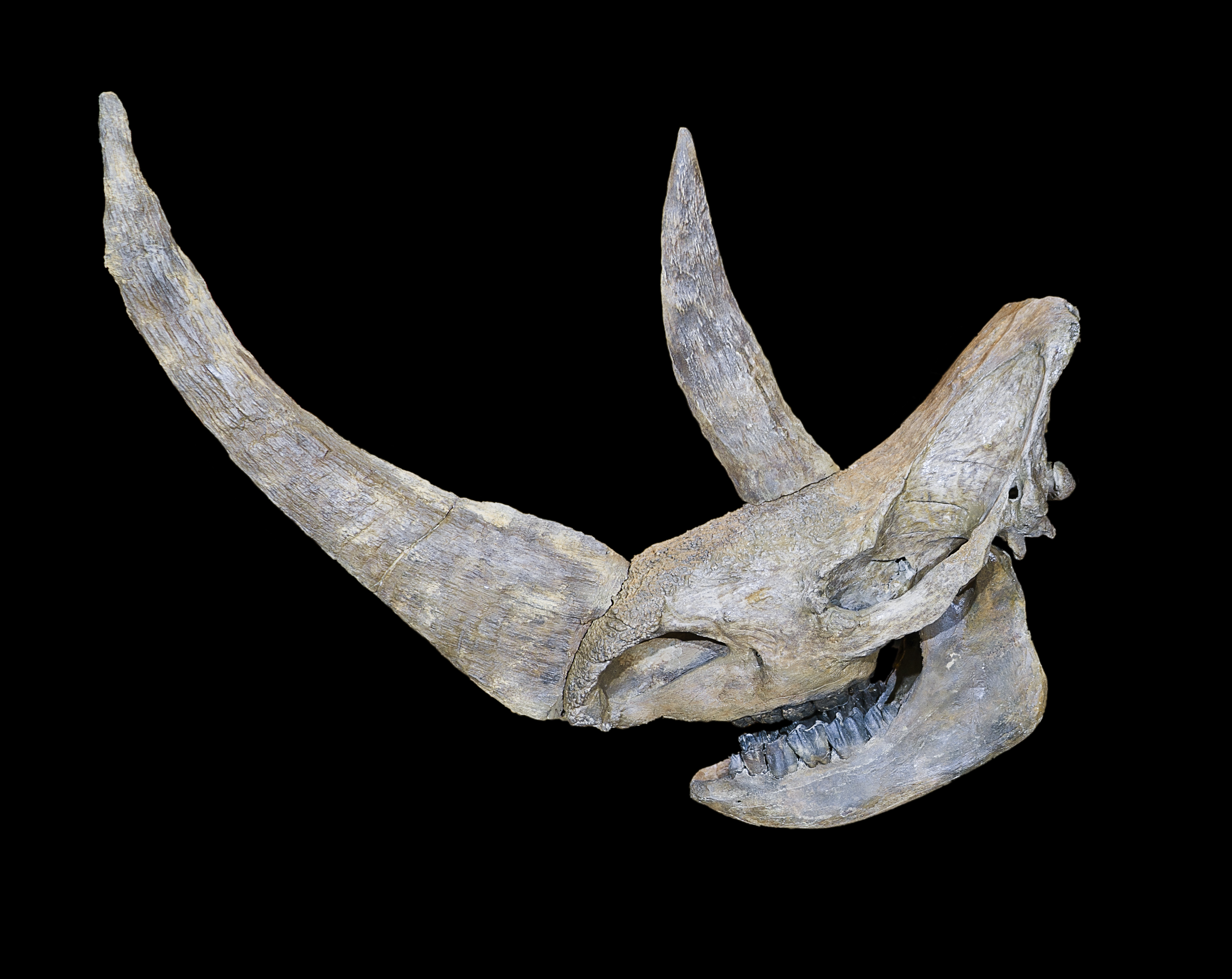
Rhinocéros laineux crâne.
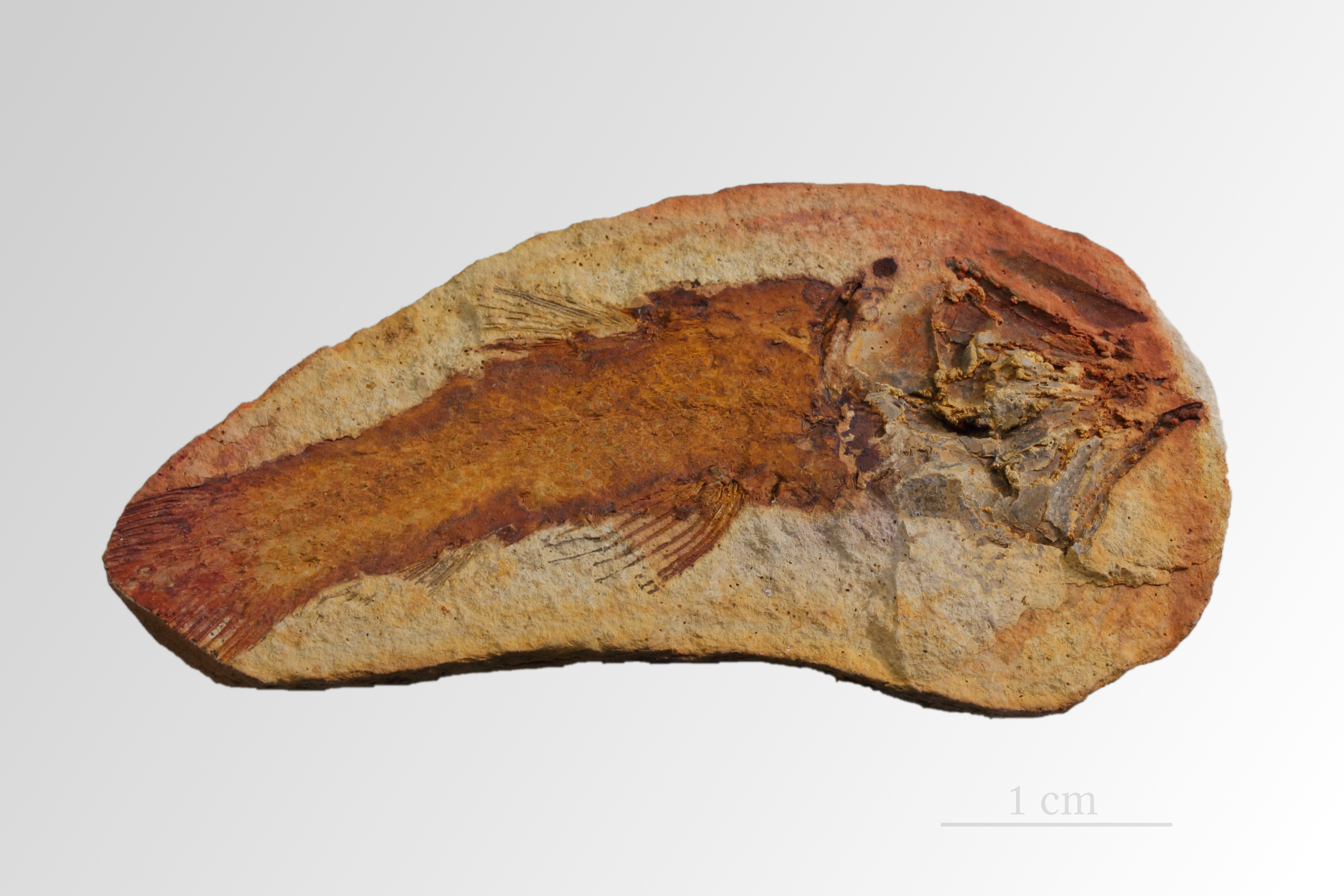
Whiteia woodwardi.
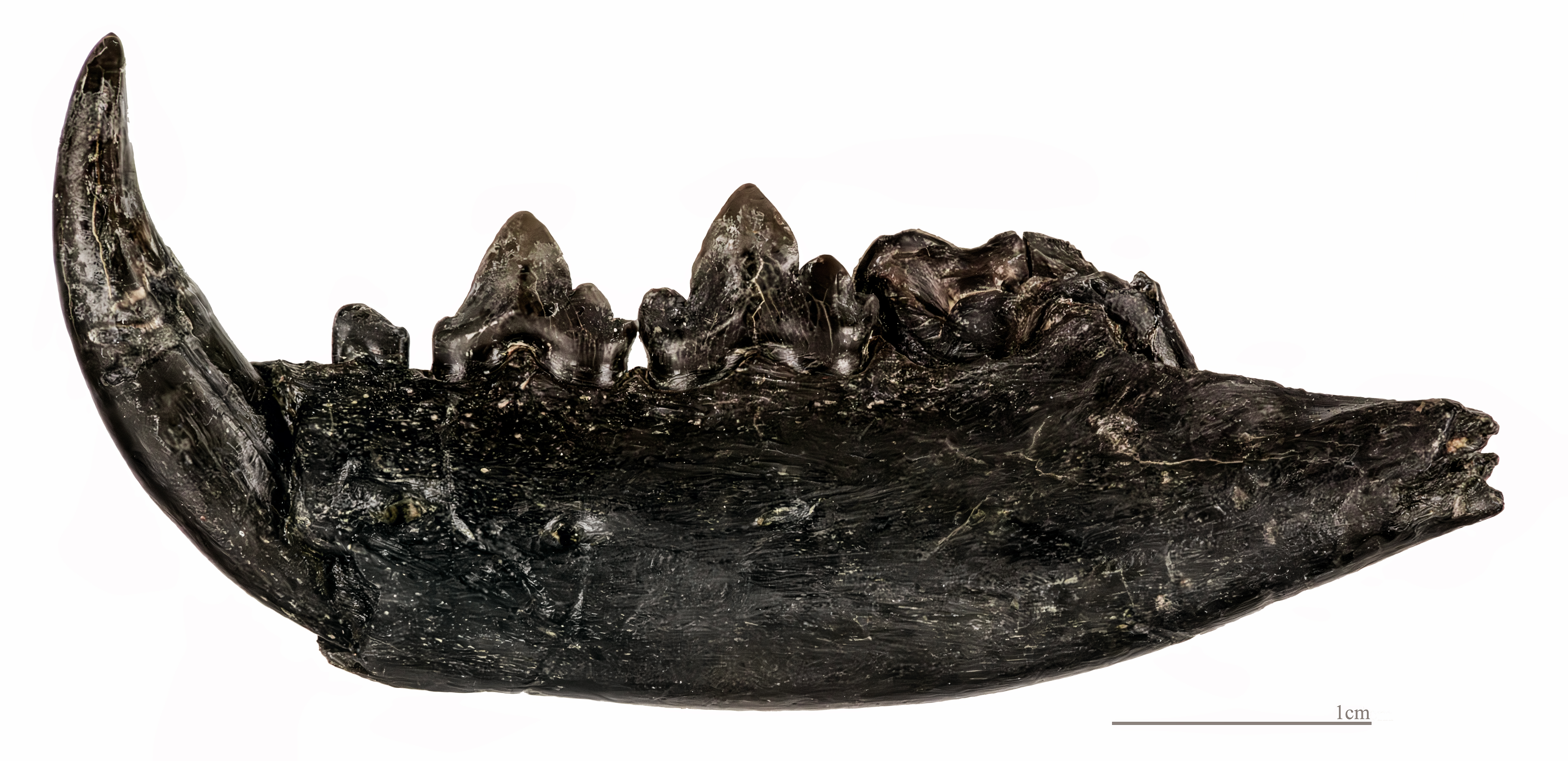
Pseudaelurus turnauensis Hémimandibule gauche

## Préhistoire

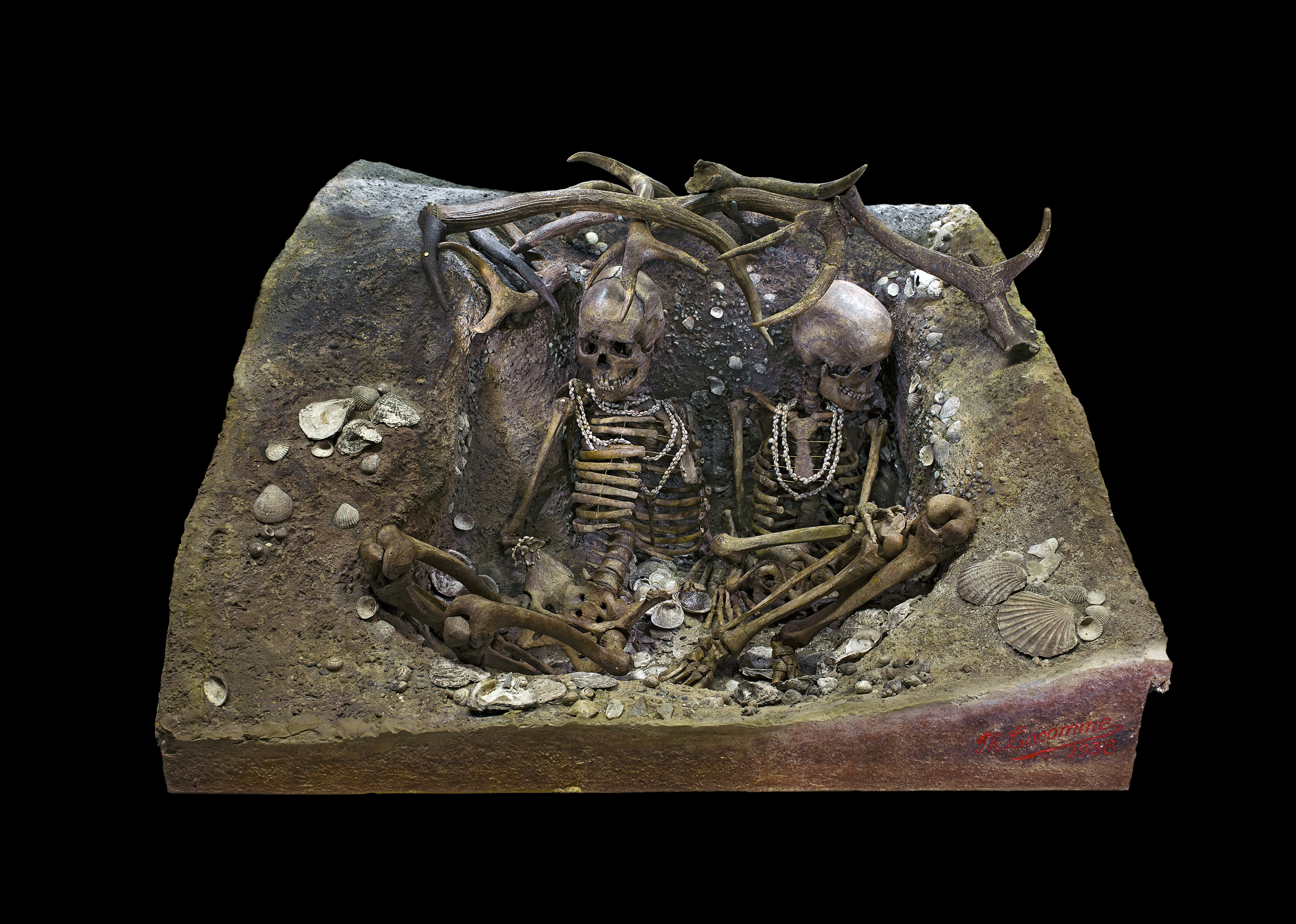
Sépulture de Téviec - Mésolithique (6740-5680 avant le présent).
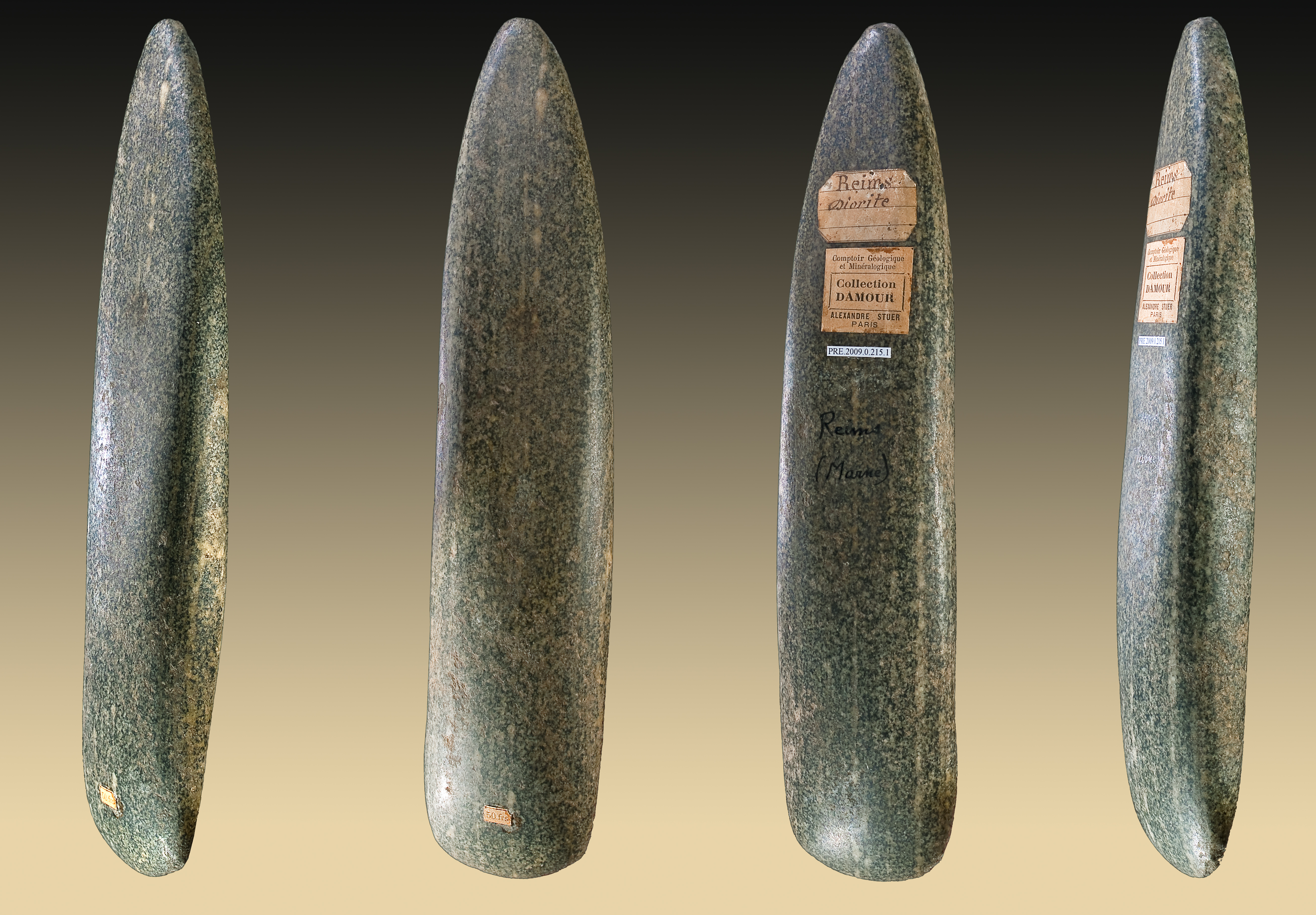
Hache polie en diorite période néolithique – Reims  France – Collection d’Alexis Damour.
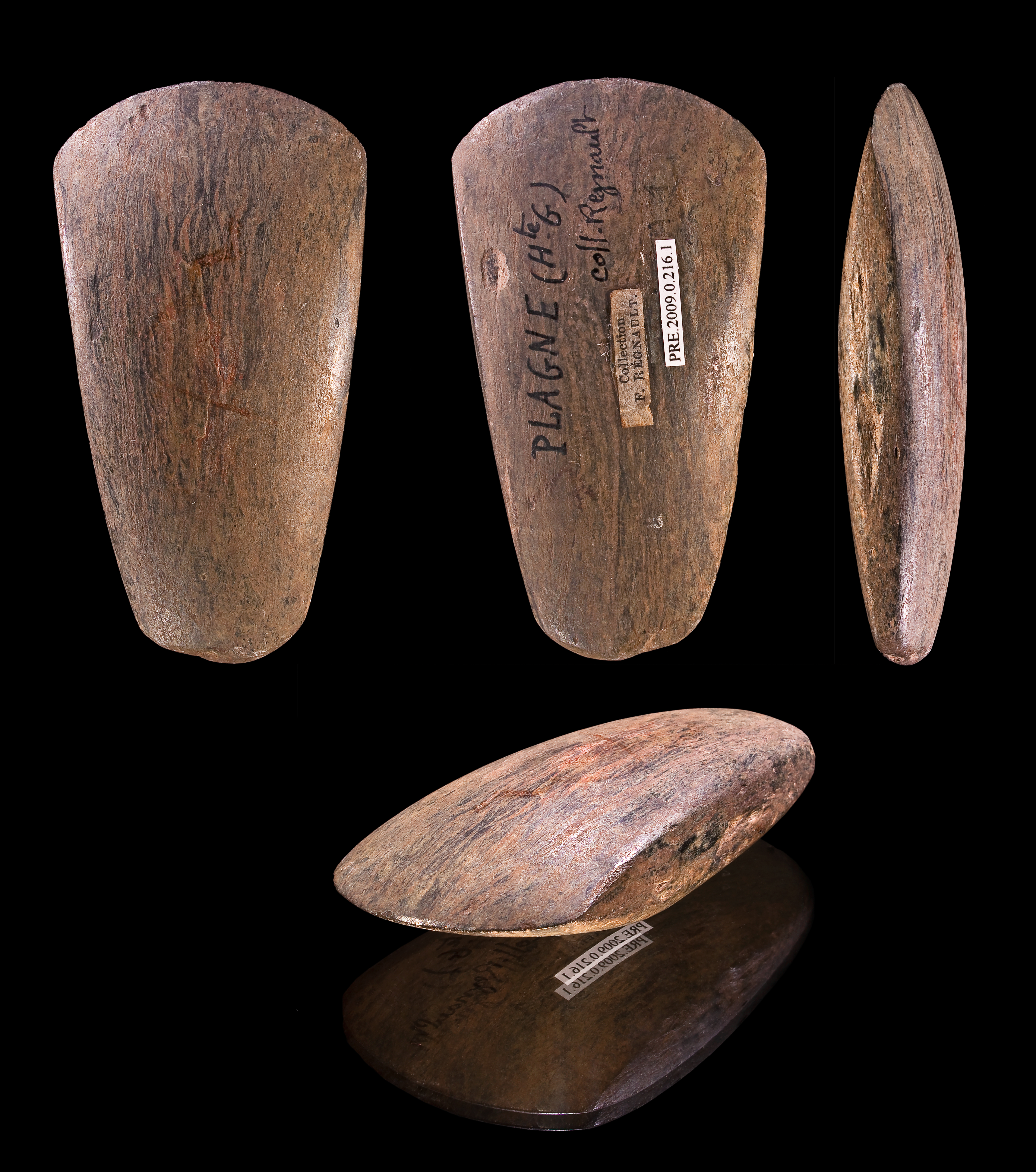
Hache polie période néolithique – Plagne Haute-Garonne.
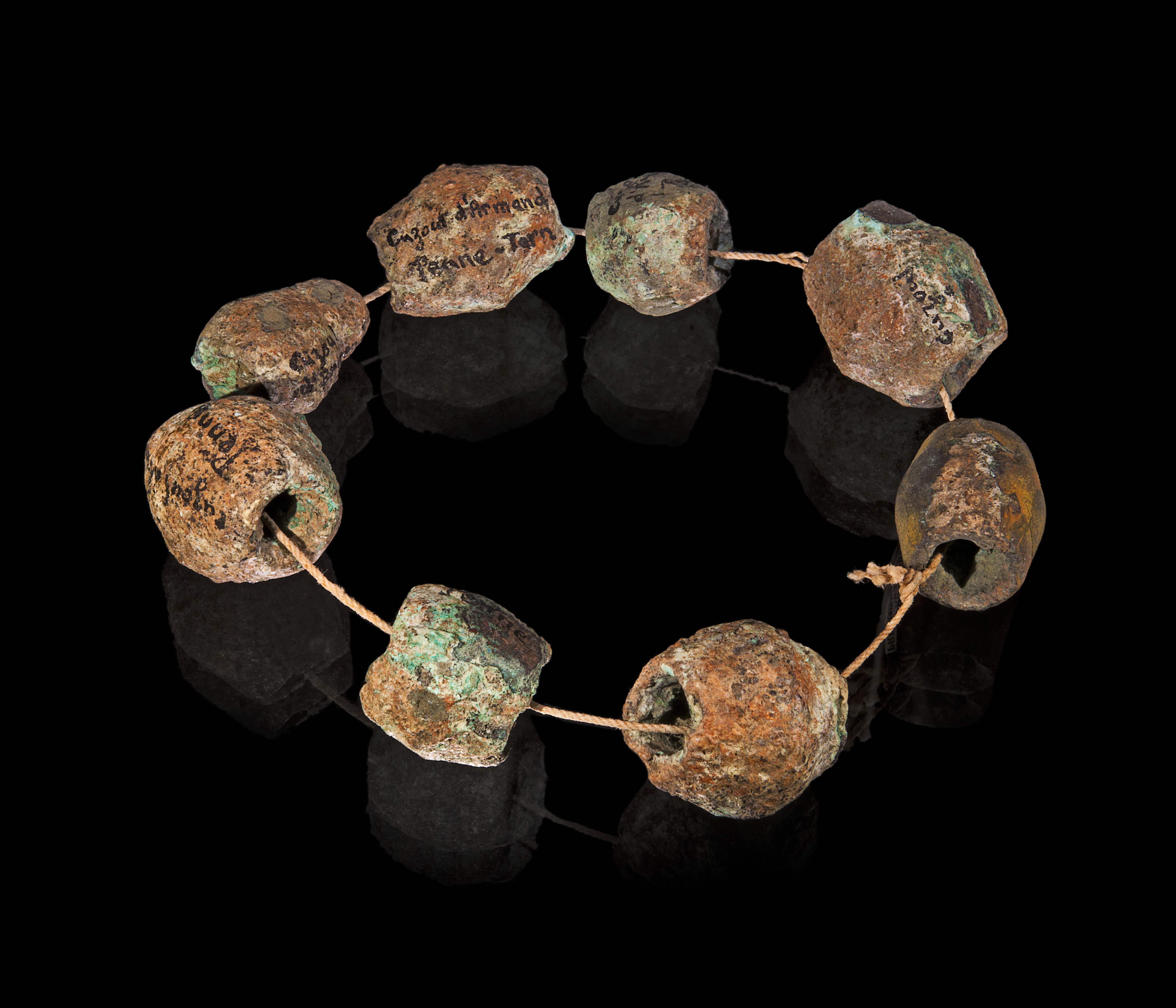
Parure en perles de bronze -  Holocène.

## Zoologie

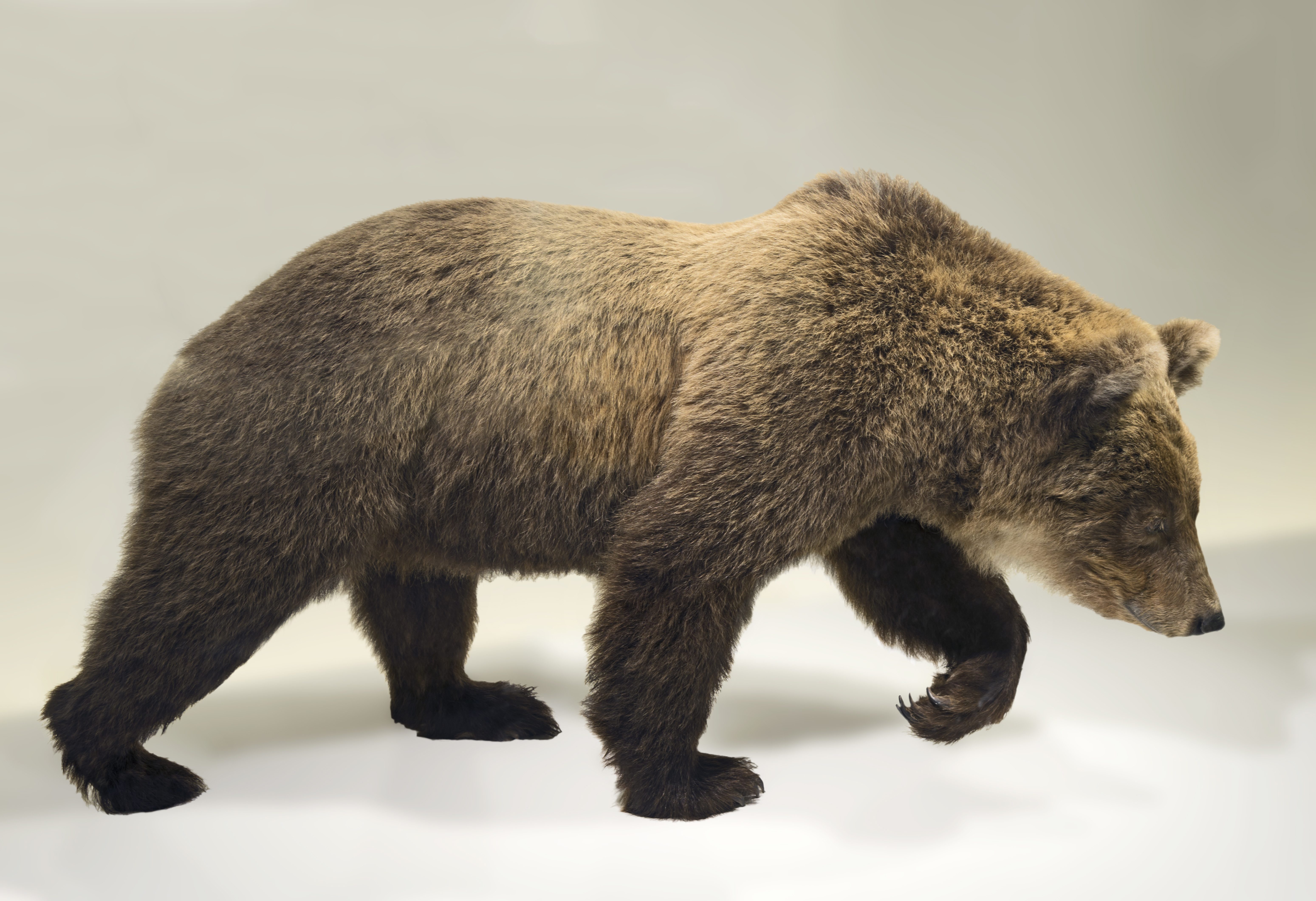
L'ourse Cannelle.

### Entomologie
Sur plusieurs centaines de milliers de spécimens, seuls 1200 sont exposés de façon permanente.

#### Coléoptères

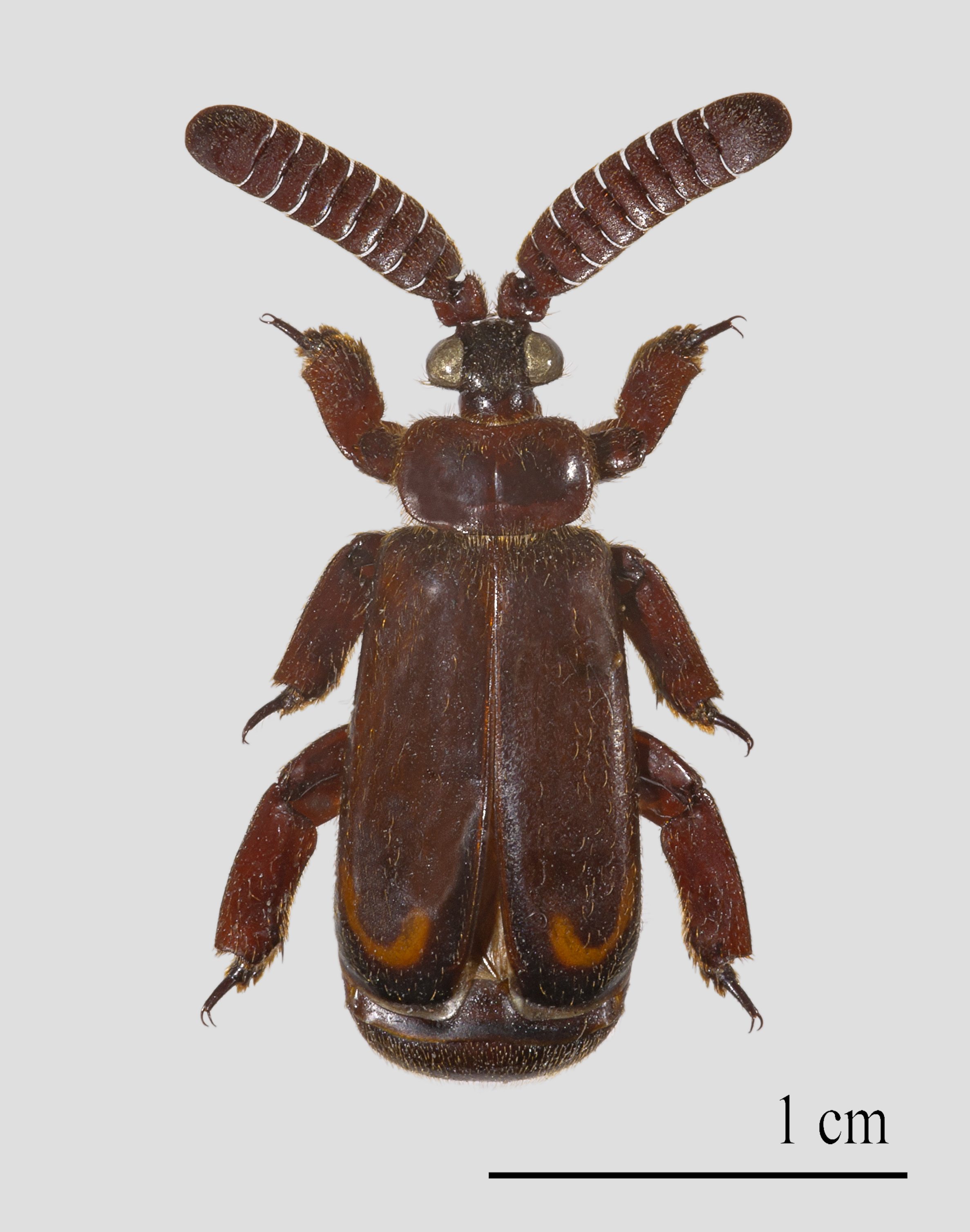
Cerapterus pilipennis - Zambie.
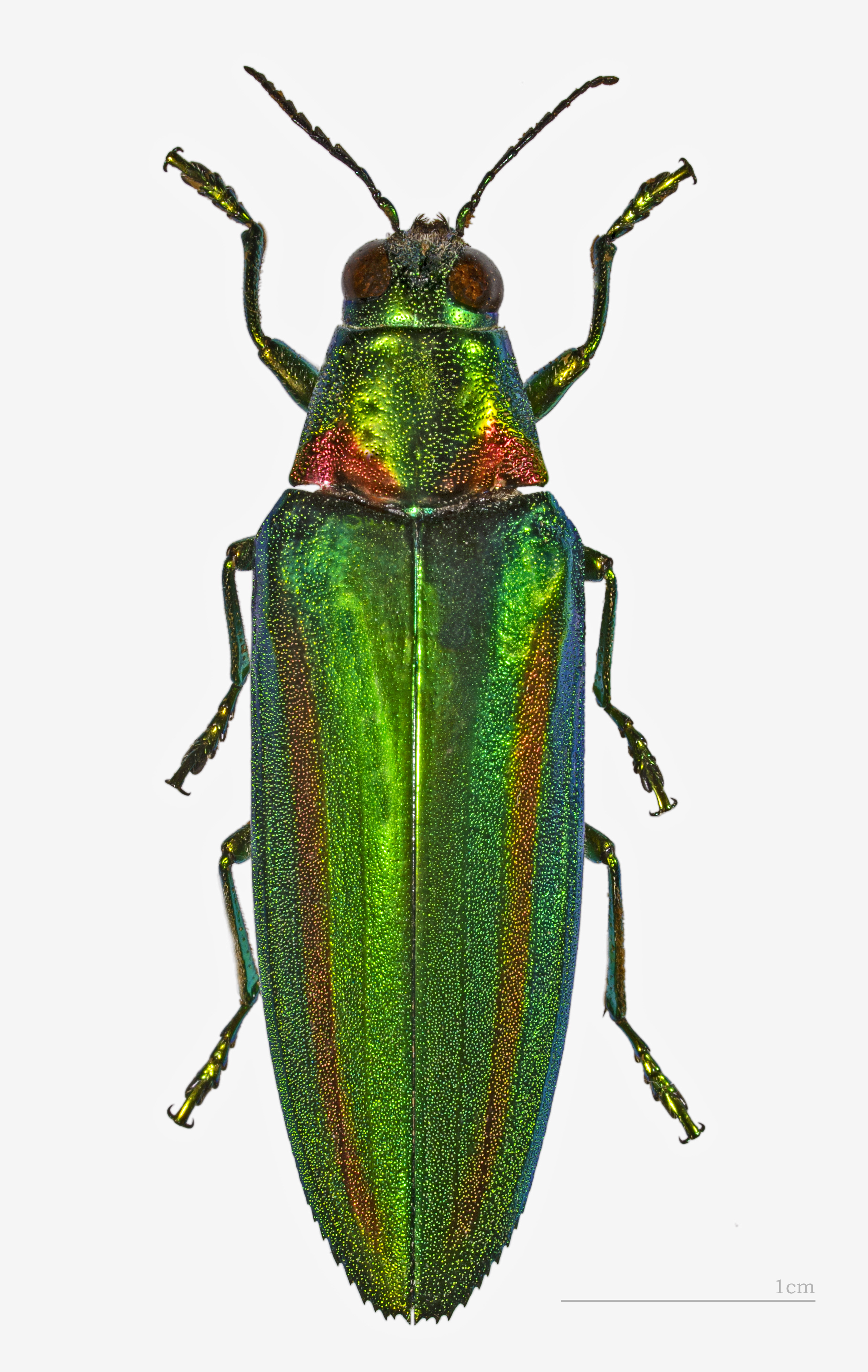
Chrysochroa rajah thailandica - Chiang Mai, Thaïlande.
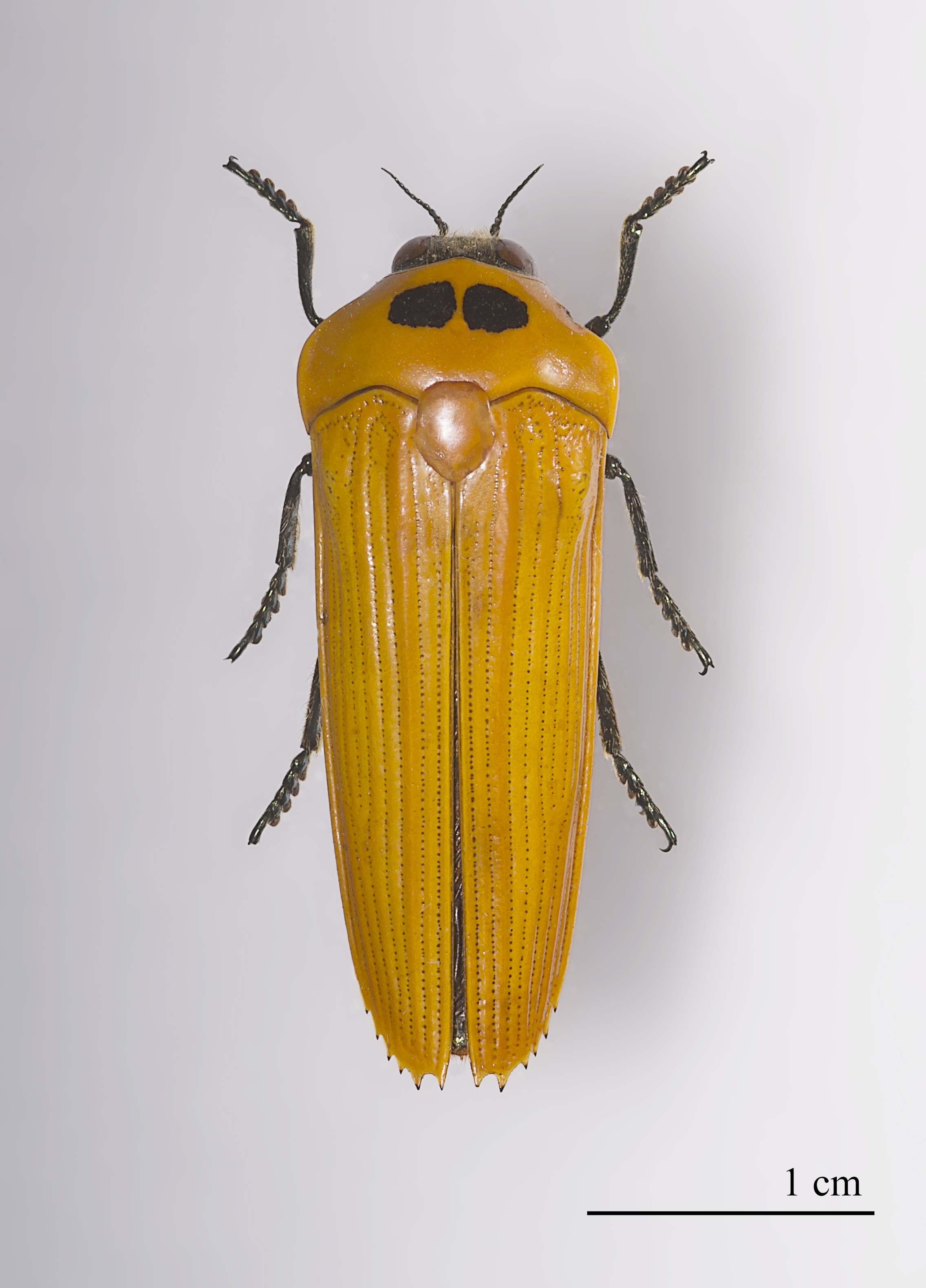
Hiperantha testacea Bupestre de Colombie.
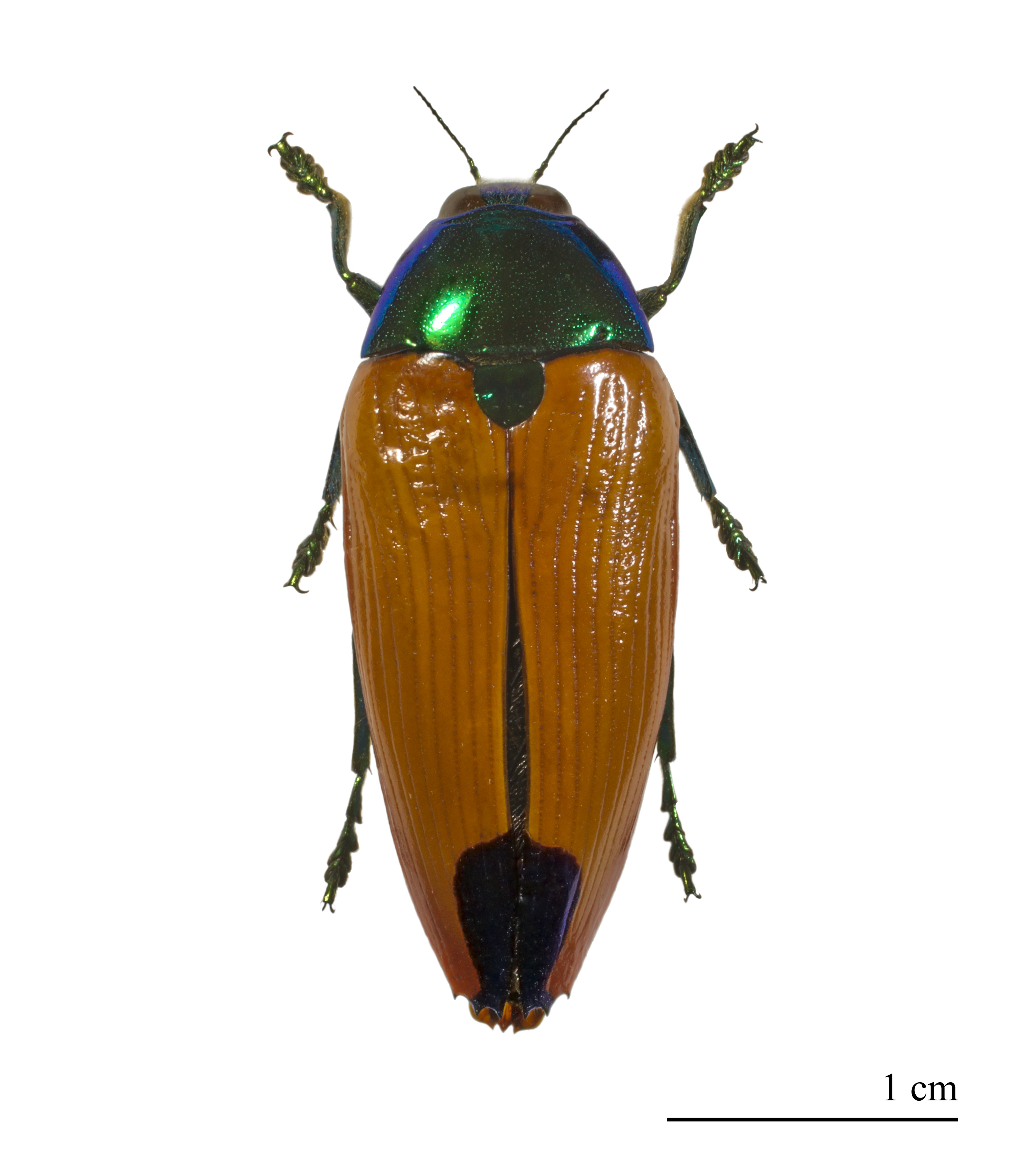
Metaxymorpha gloriosa  Bupestre du Nord-Queensland, Australie.

#### Lépidoptères

Historis odius - Colombie.
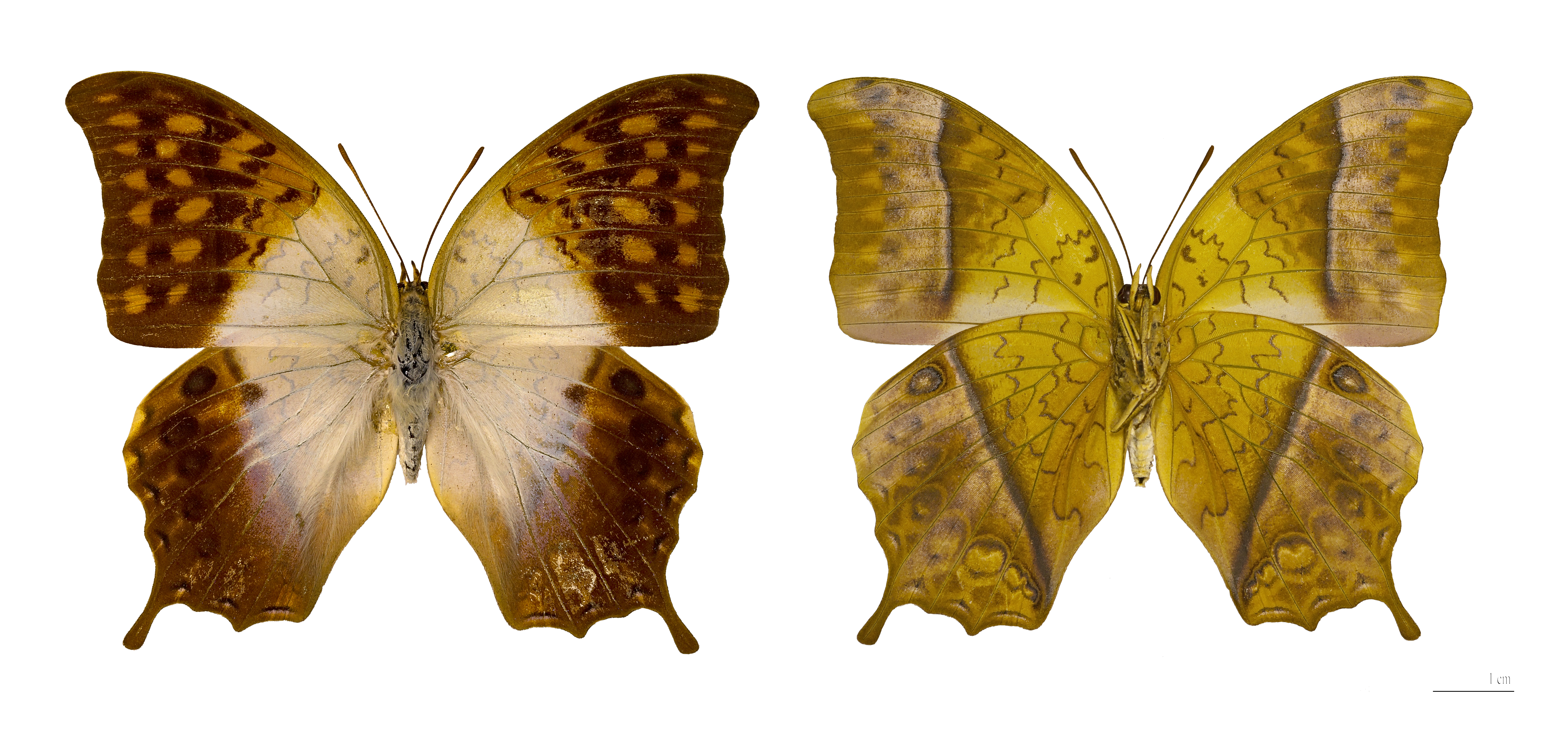
Charaxes varanes vologeses - Malawi.
Morpho didius - Pérou.
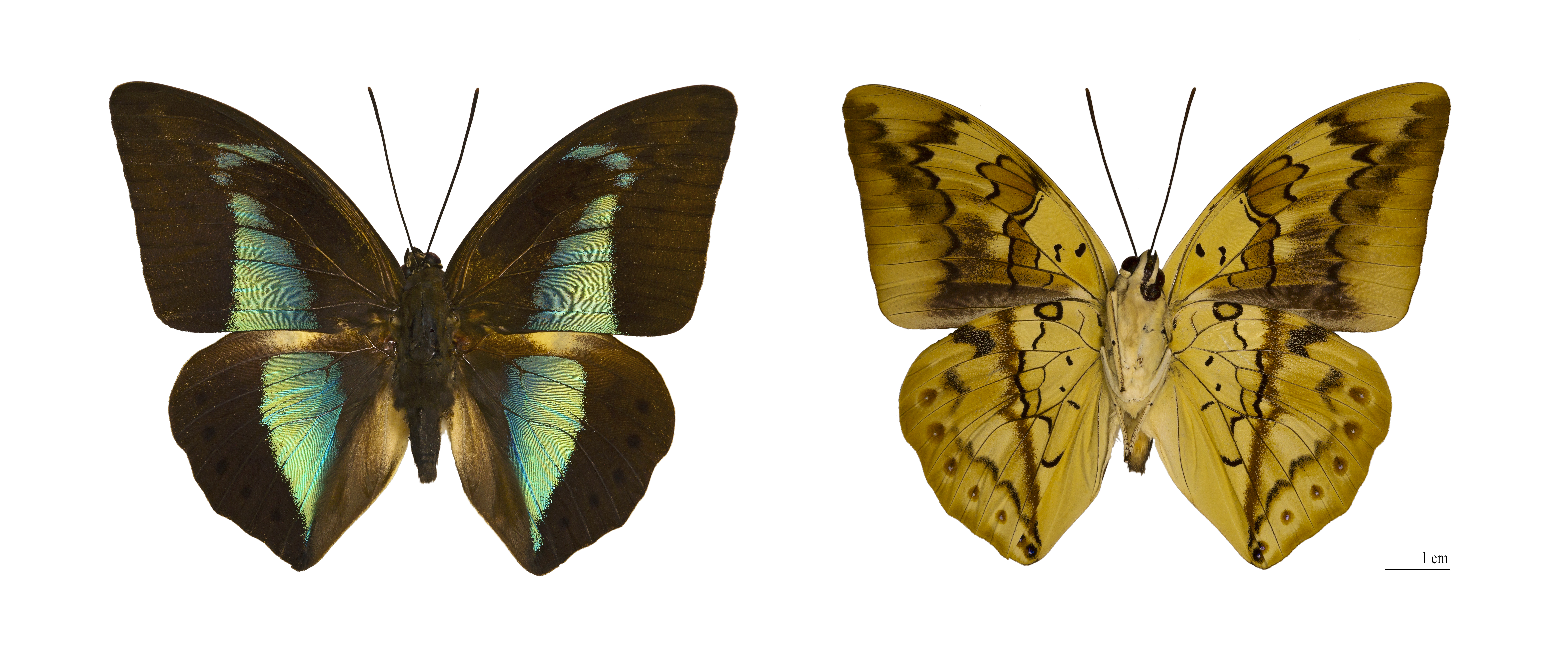
Prepona licomedes - Brésil.

#### Orthoptères

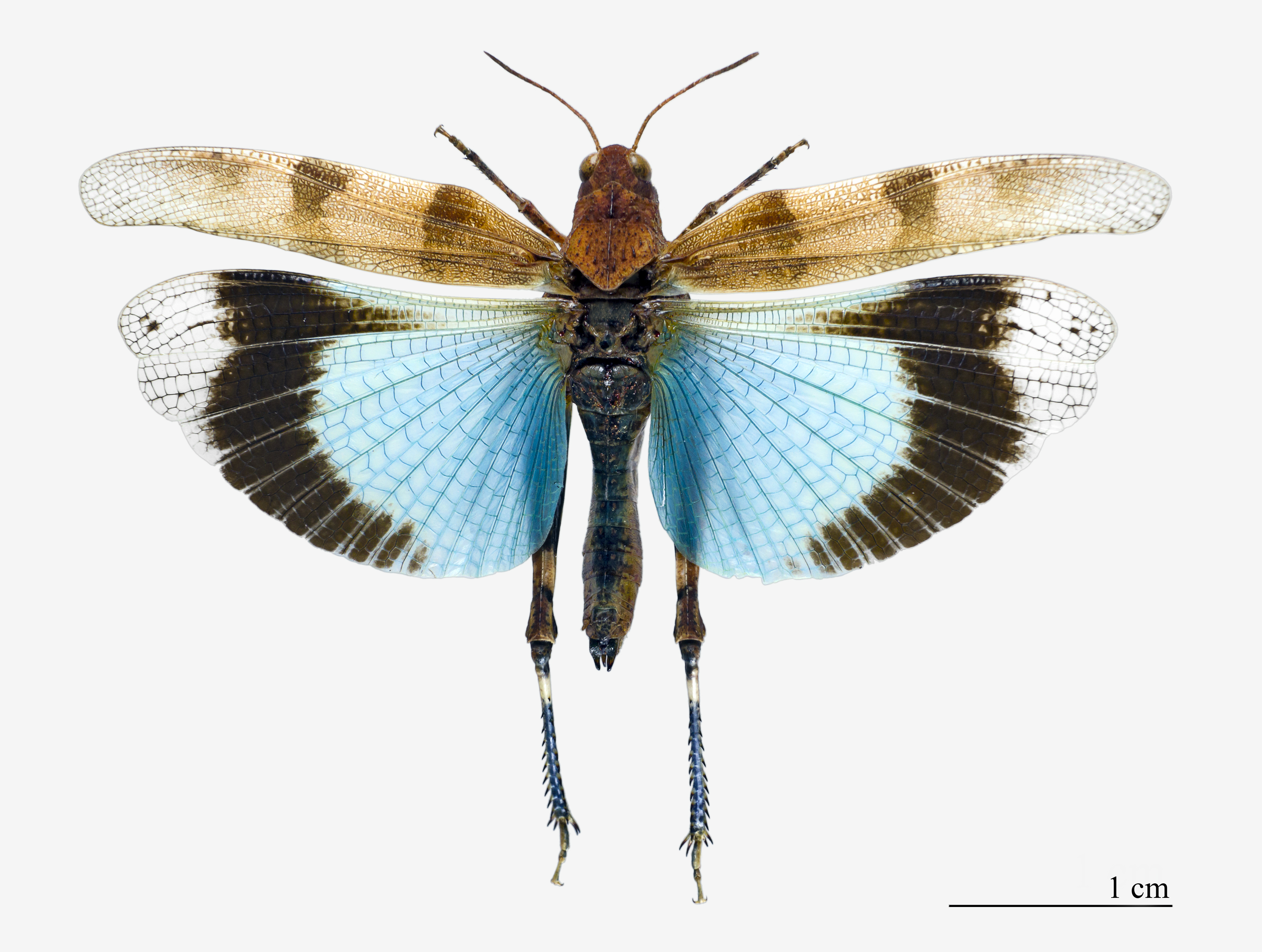
Oedipoda caerulescens - Etang de la Maourine Toulouse.
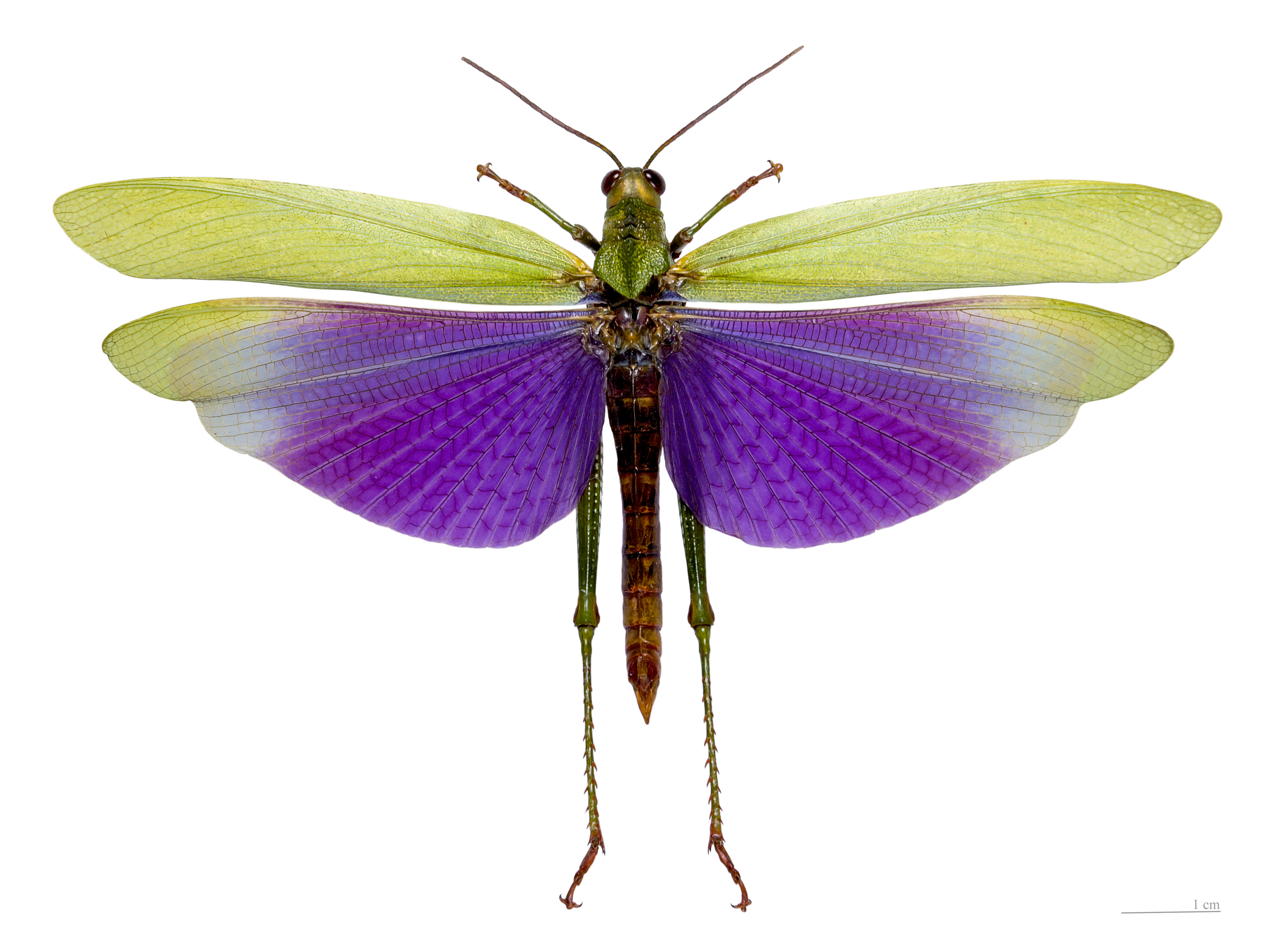
Titanacris Albipes - Guyane.
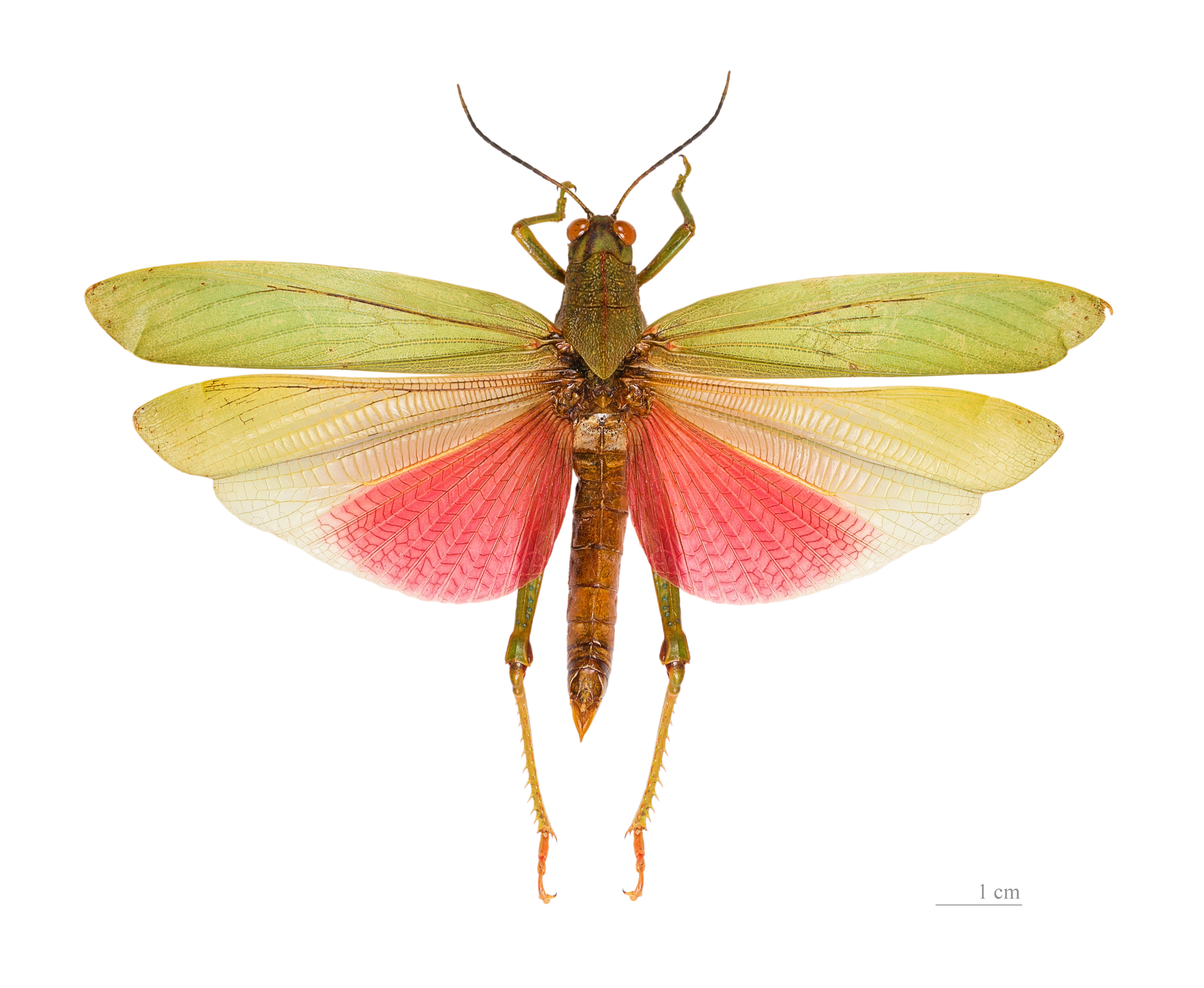
Titanacris picticrus - Guyane.
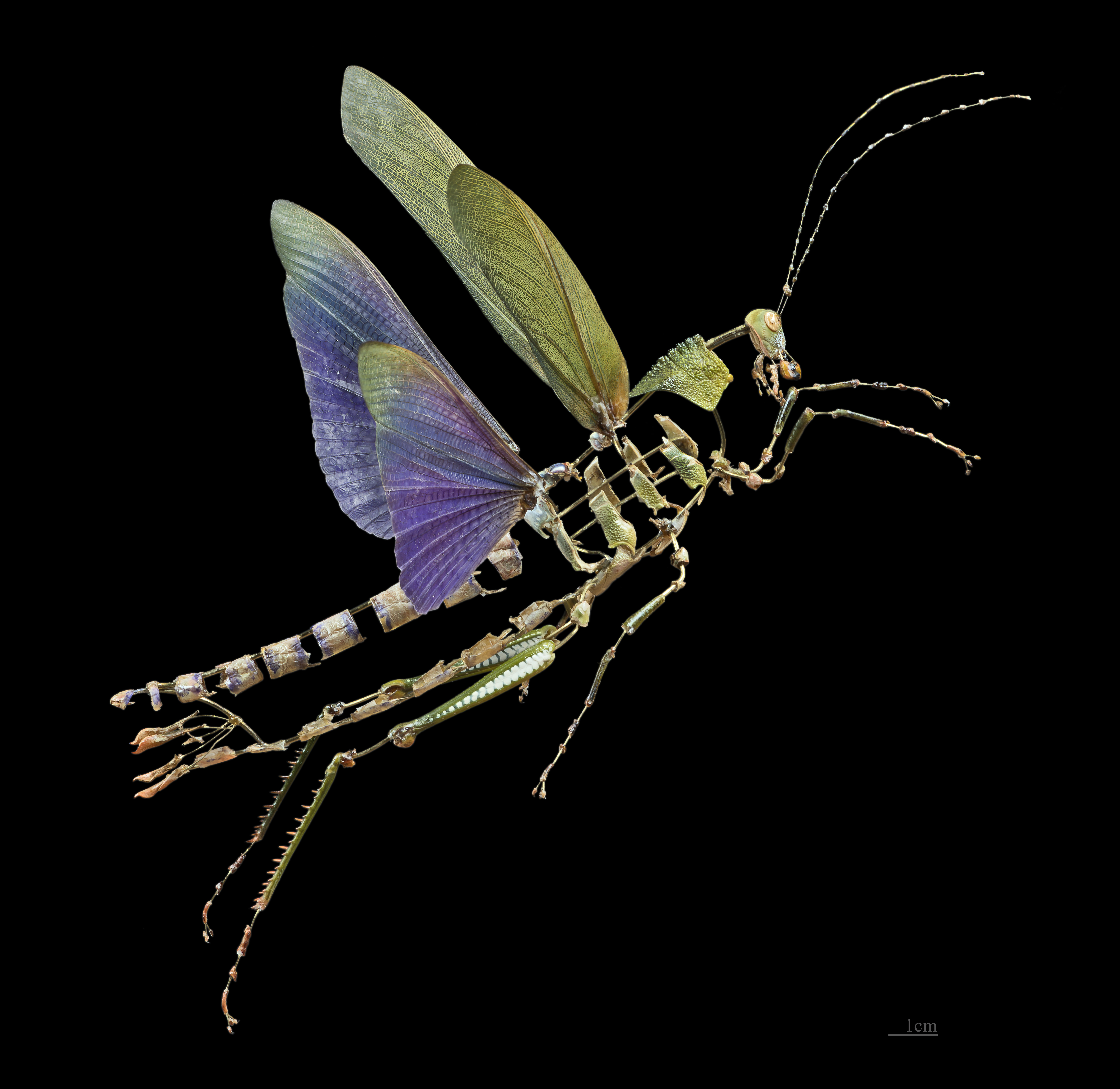
Titanacris Albipes - À la Duchêne.
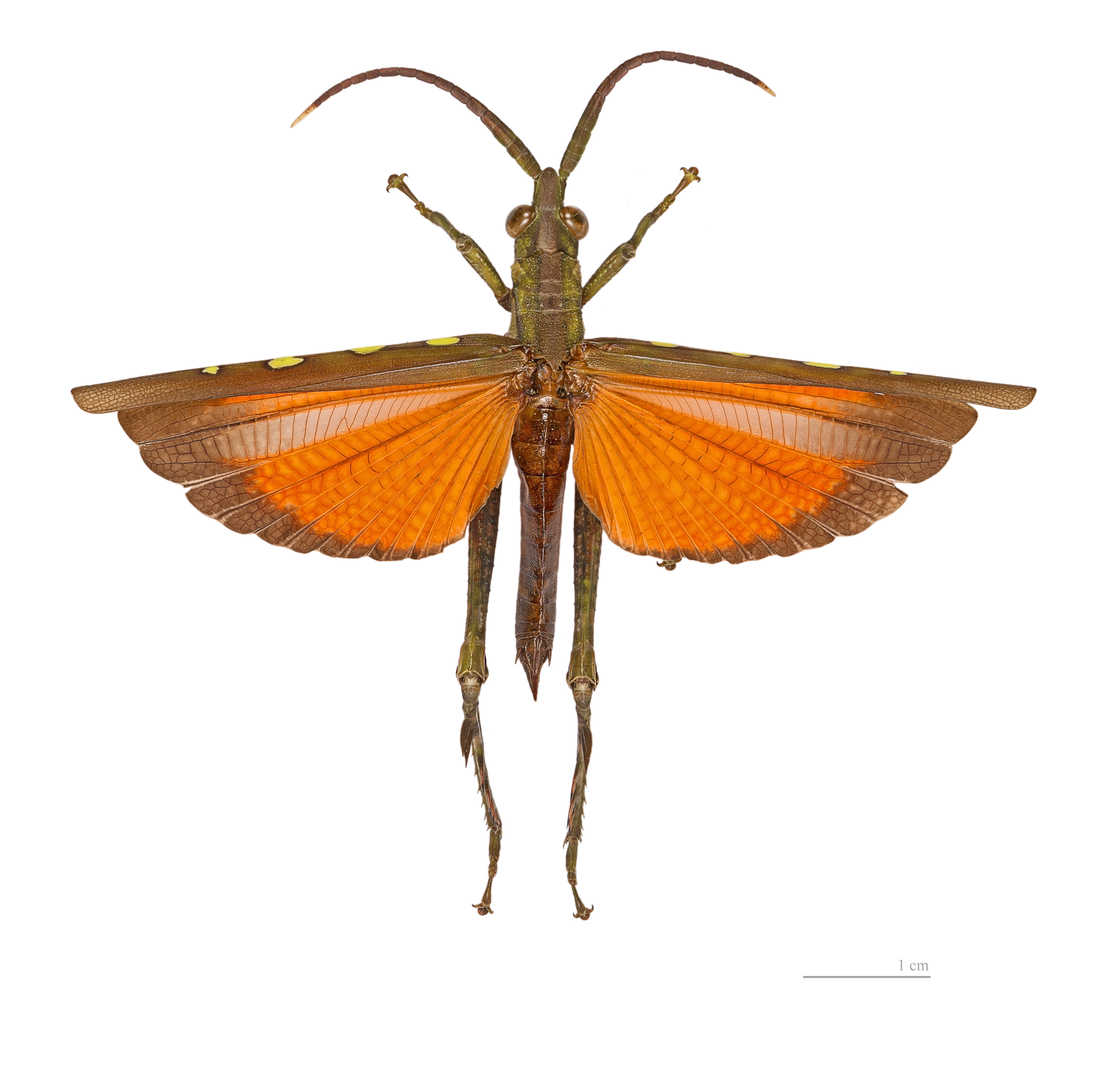
Aeolacris caternaulti - Guyane.
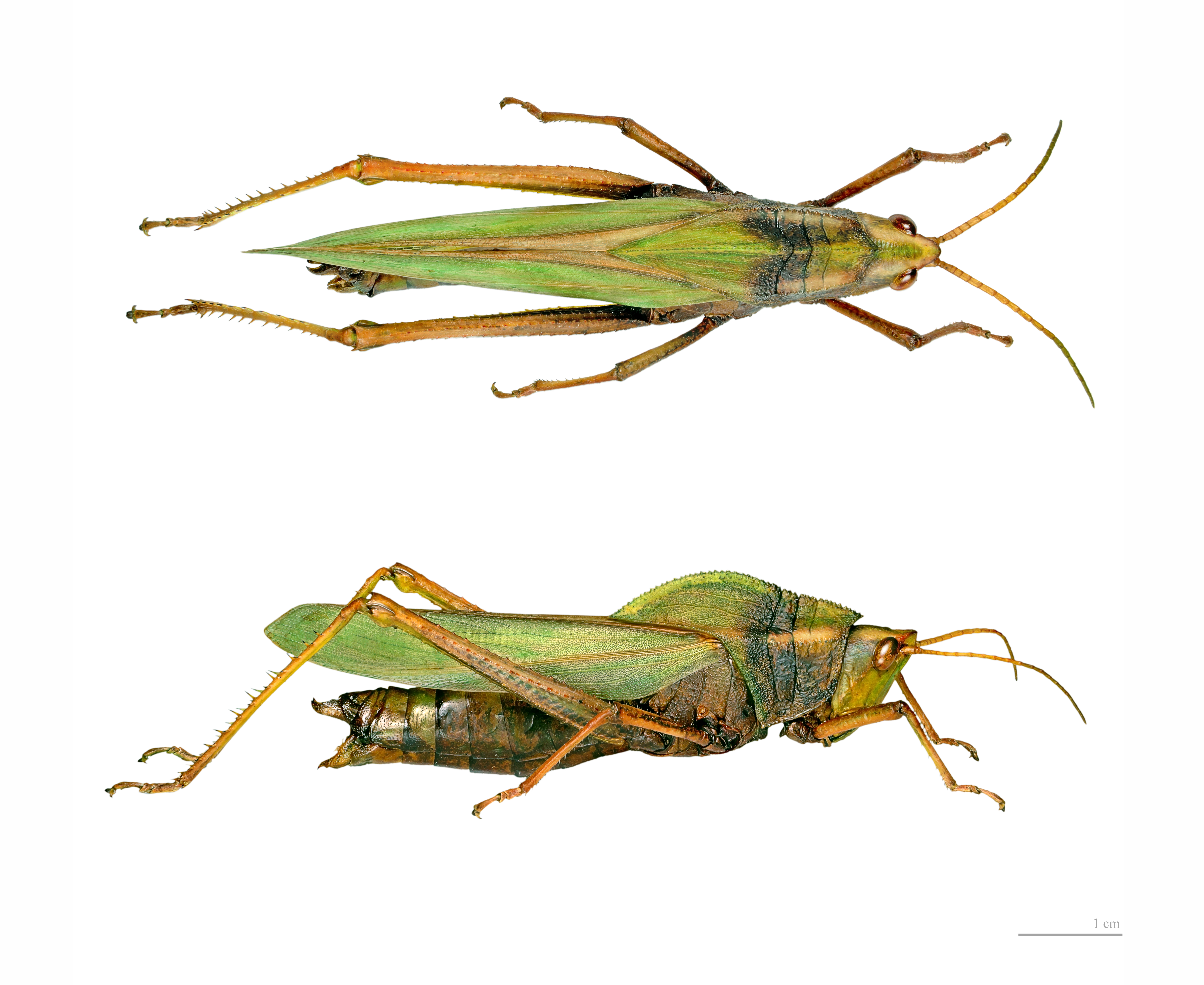
Prionolopha serrata.
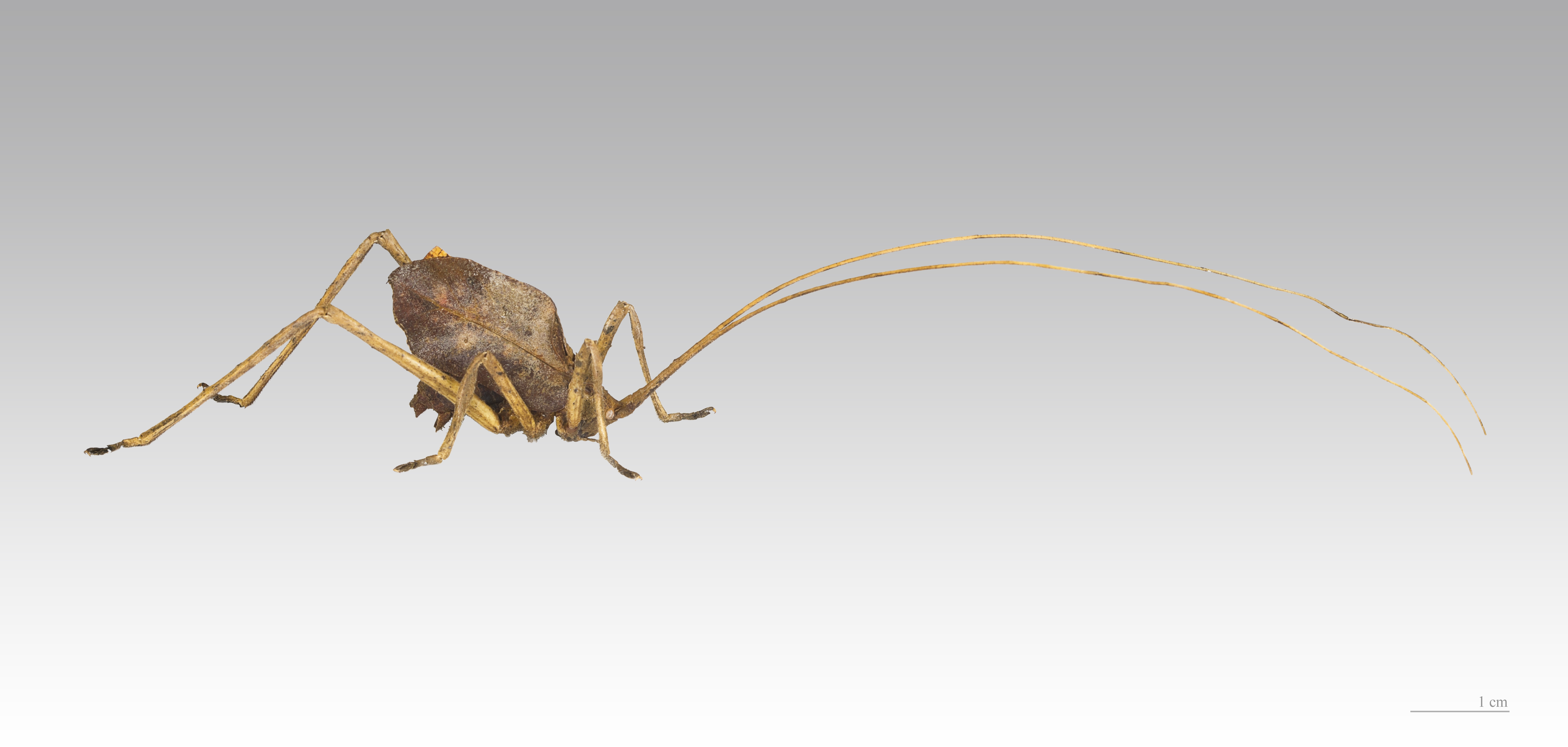
Ommatoptera pictifolia.

### Ornithologie
- La collection d’ornithologie du MHNT s’élève à plus de 30 000 spécimens dont 20 000 œufs et près de 10 000 oiseaux, naturalisés (8 500) ou « mis en peau » (1 500) ; seuls 480 spécimens font partie de l'exposition permanente.
- Parmi les collections d’oiseaux naturalisés la collection Besaucèle avec ses 5 000 spécimens constitue une des collections historiques les plus importantes en Europe.

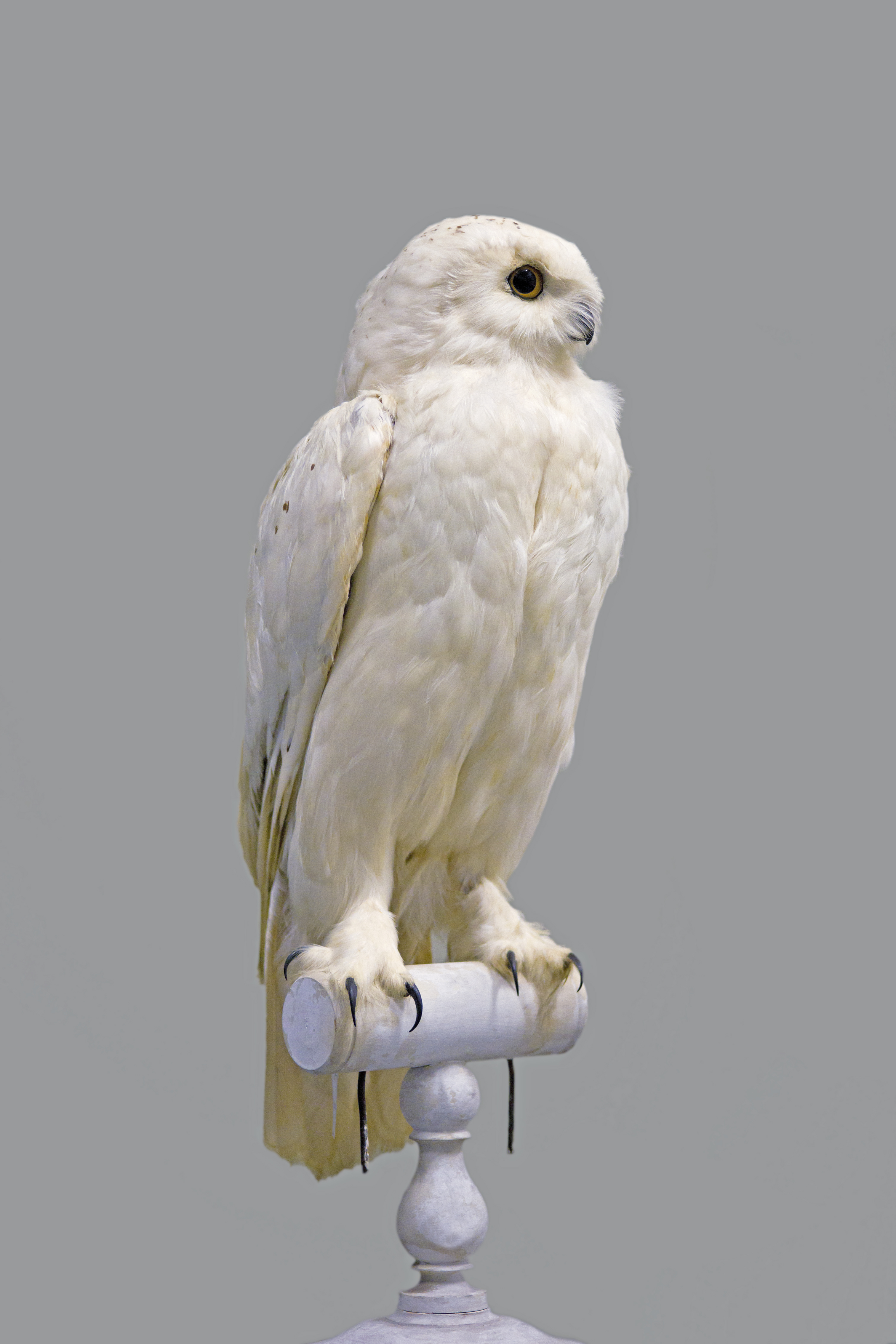
Harfang des neiges, la plus ancienne pièce naturalisée (1807).
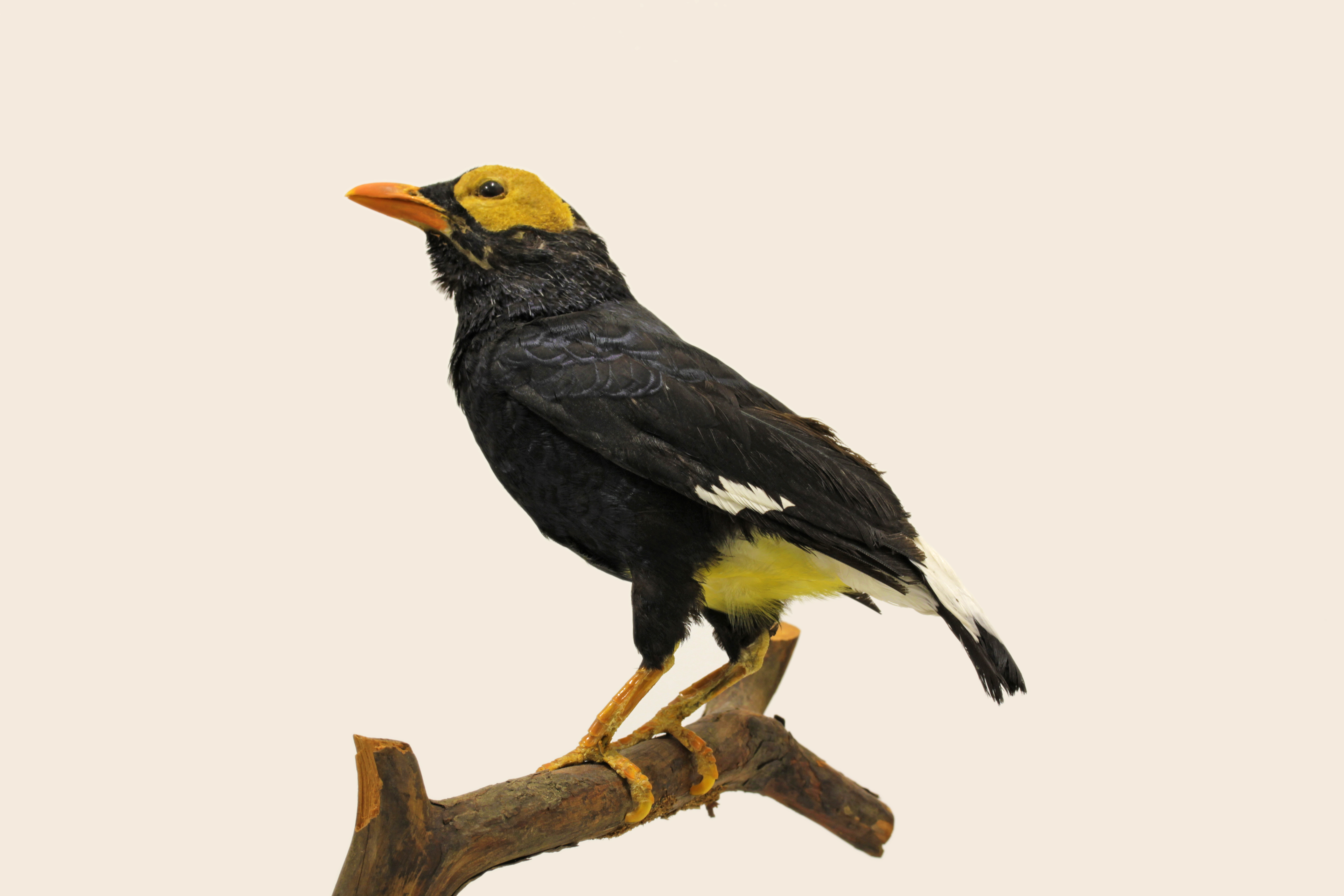
Mainate à face jaune.
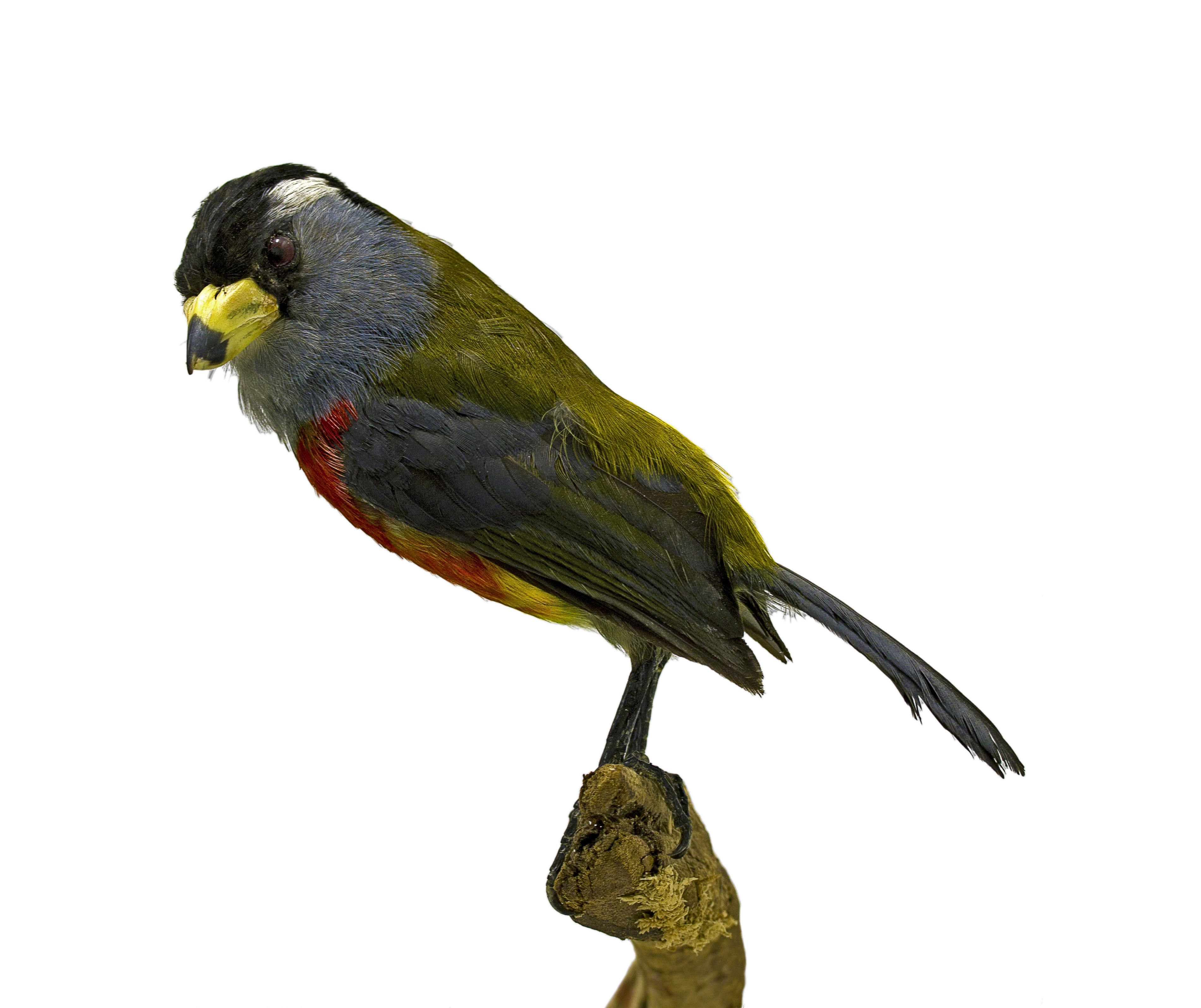
Cabézon toucan.

- La collection d’œufs de Jacques Perrin de Brichambaut (1920-2007) acquise en 2010 par le muséum provient de collectes personnelles, complétées par celles d’ornithologues reconnus comme Guichard, Henri Heim de Balsac et de René de Naurois. Elle comprend toutes les espèces paléarctiques (Europe, Afrique du Nord et Asie), soit environ 1 000 espèces et près de 15 000 œufs, à ce titre elle fait partie des collections d’œufs paléarctiques les plus complètes et les mieux documentées d’Europe.

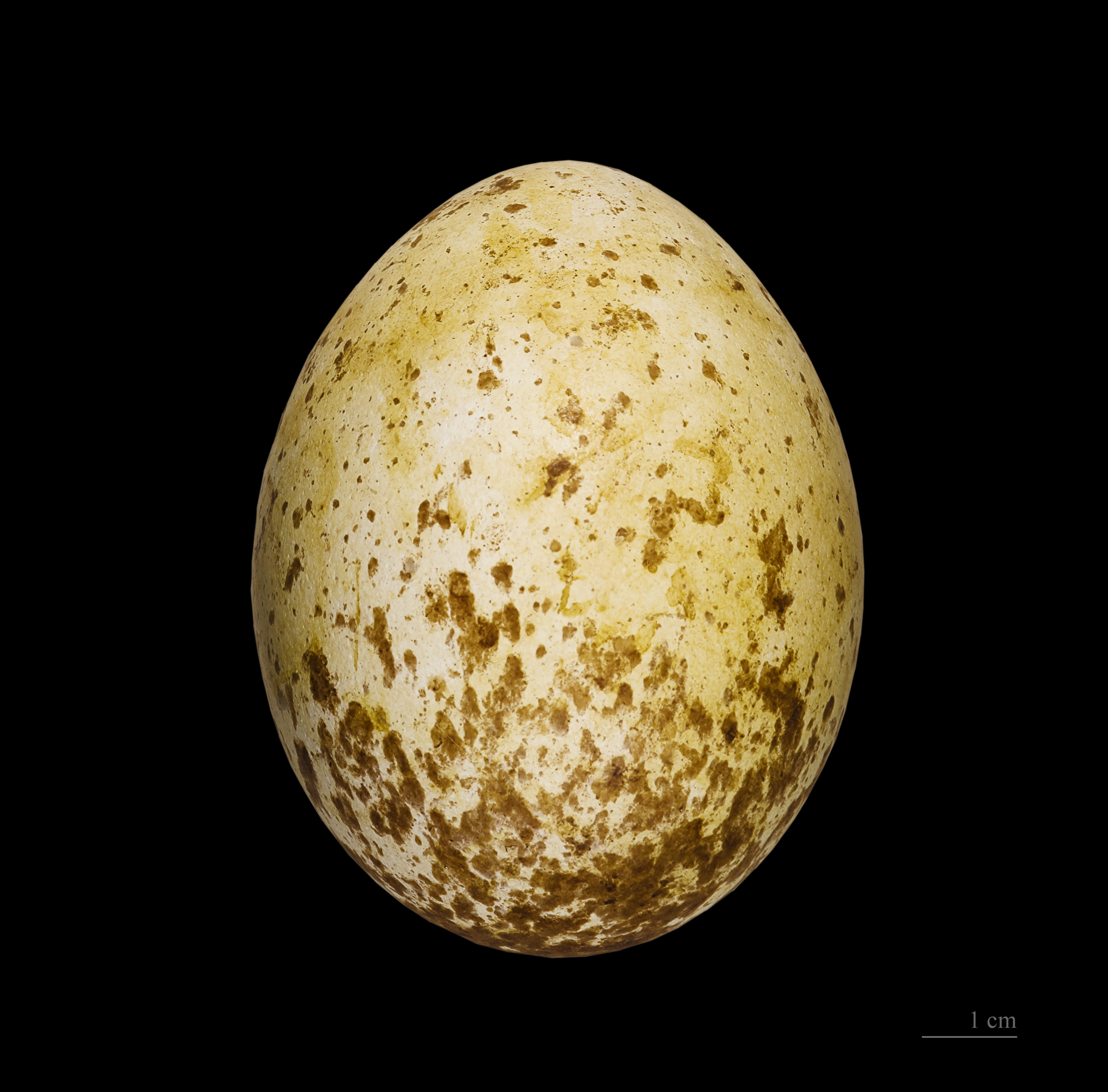
Aigle d'Australie.
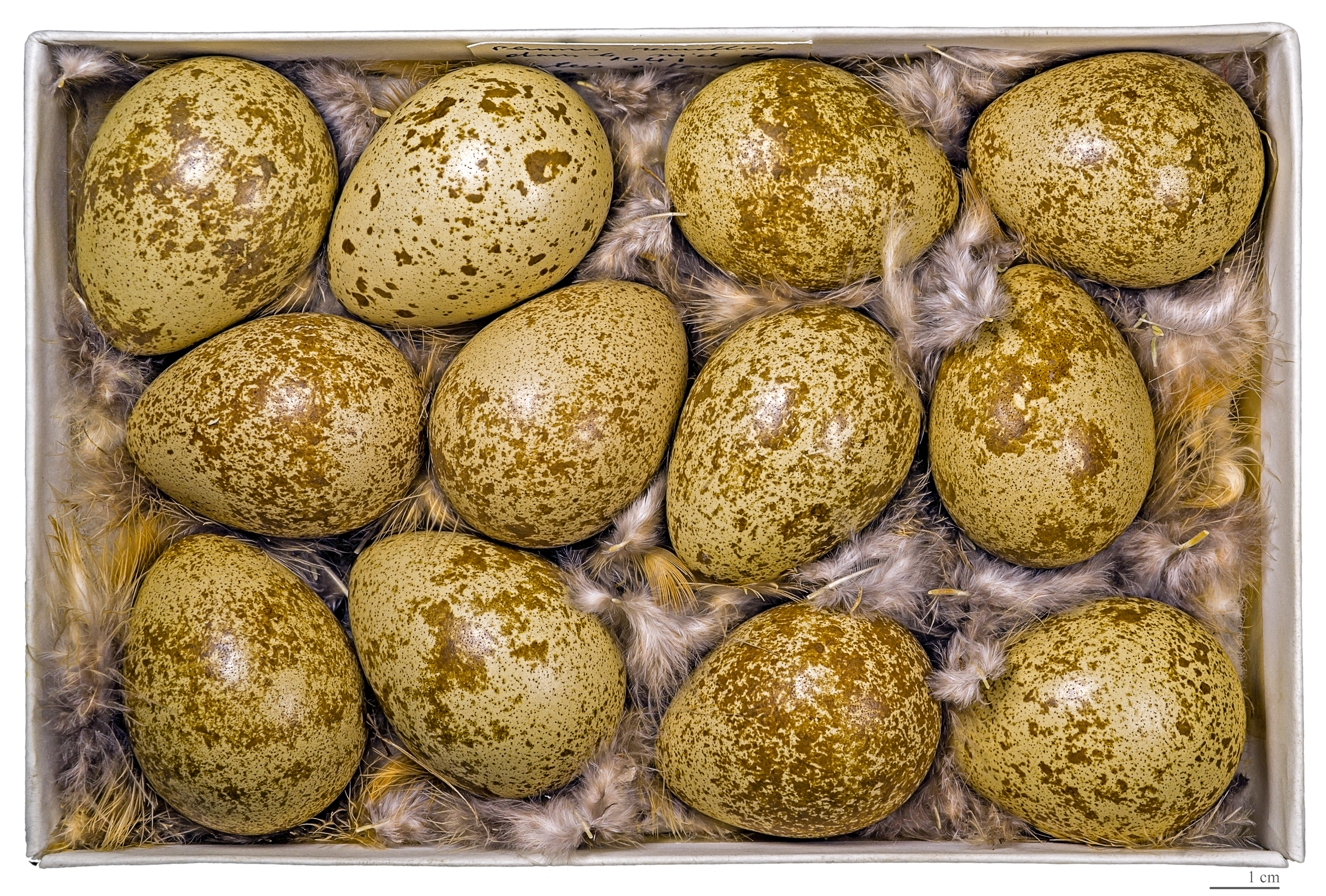
Perdrix rouge.
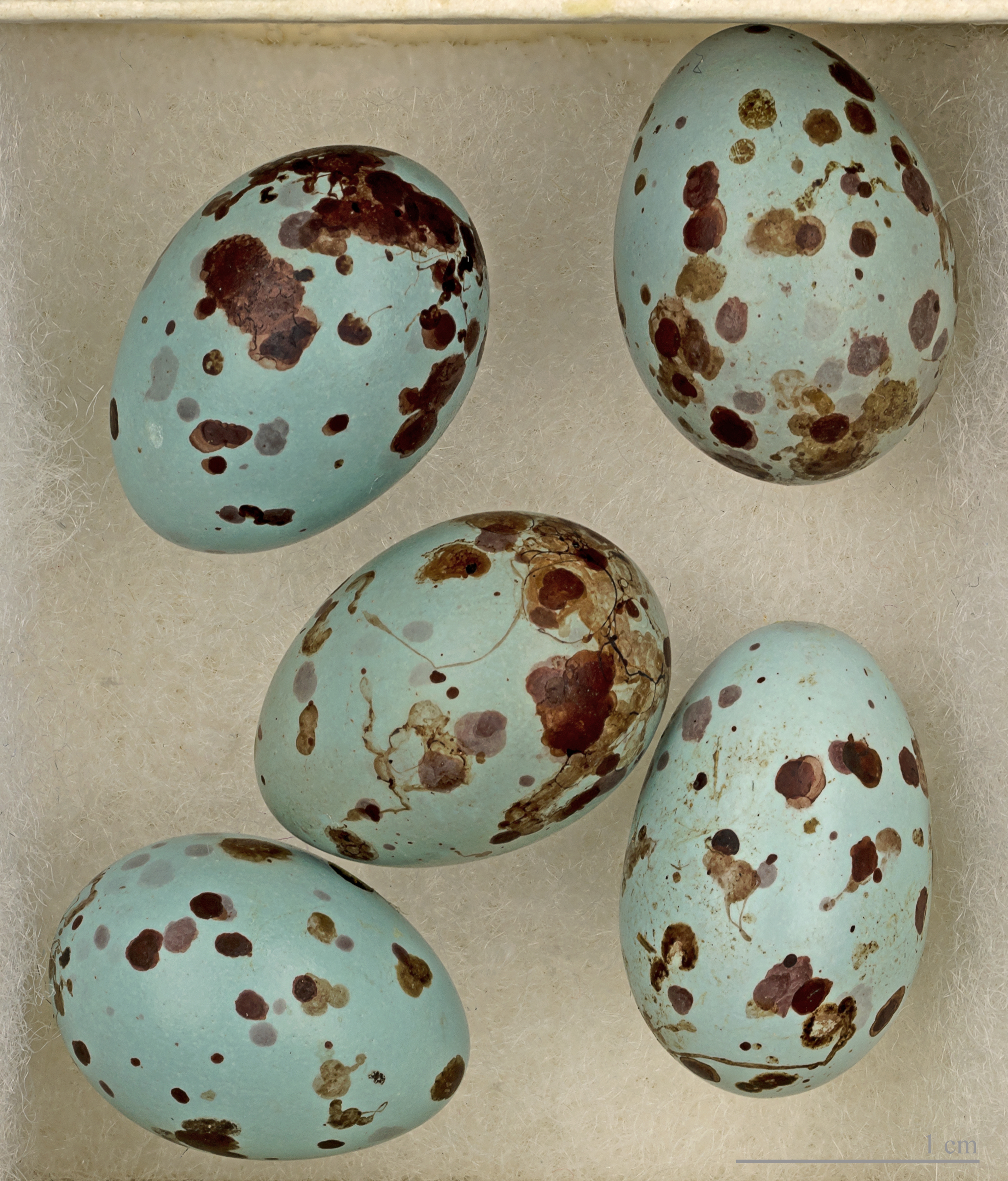
Œufs de Prinia molleri.
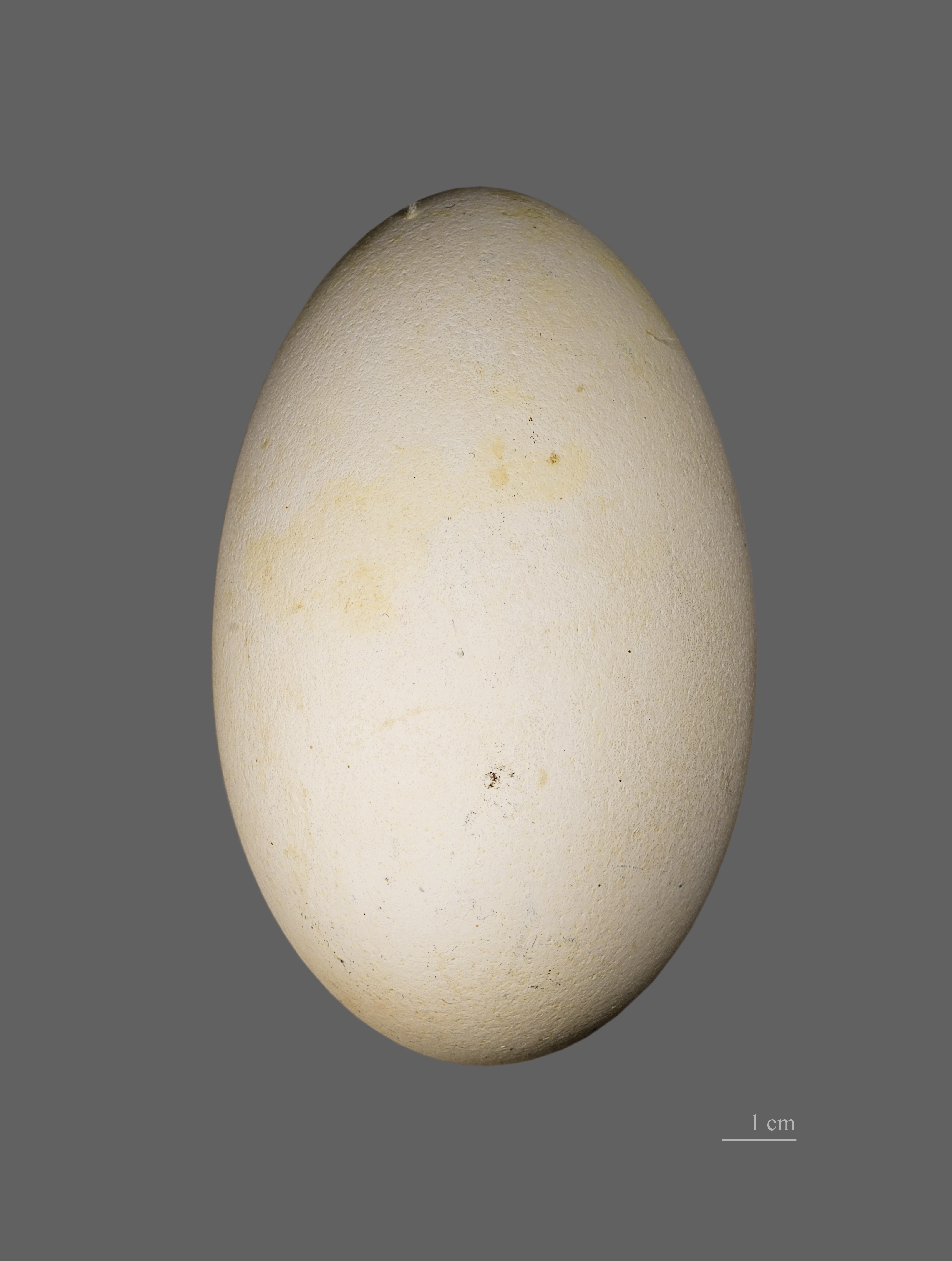
Pétrel géant.

### Ostéologie

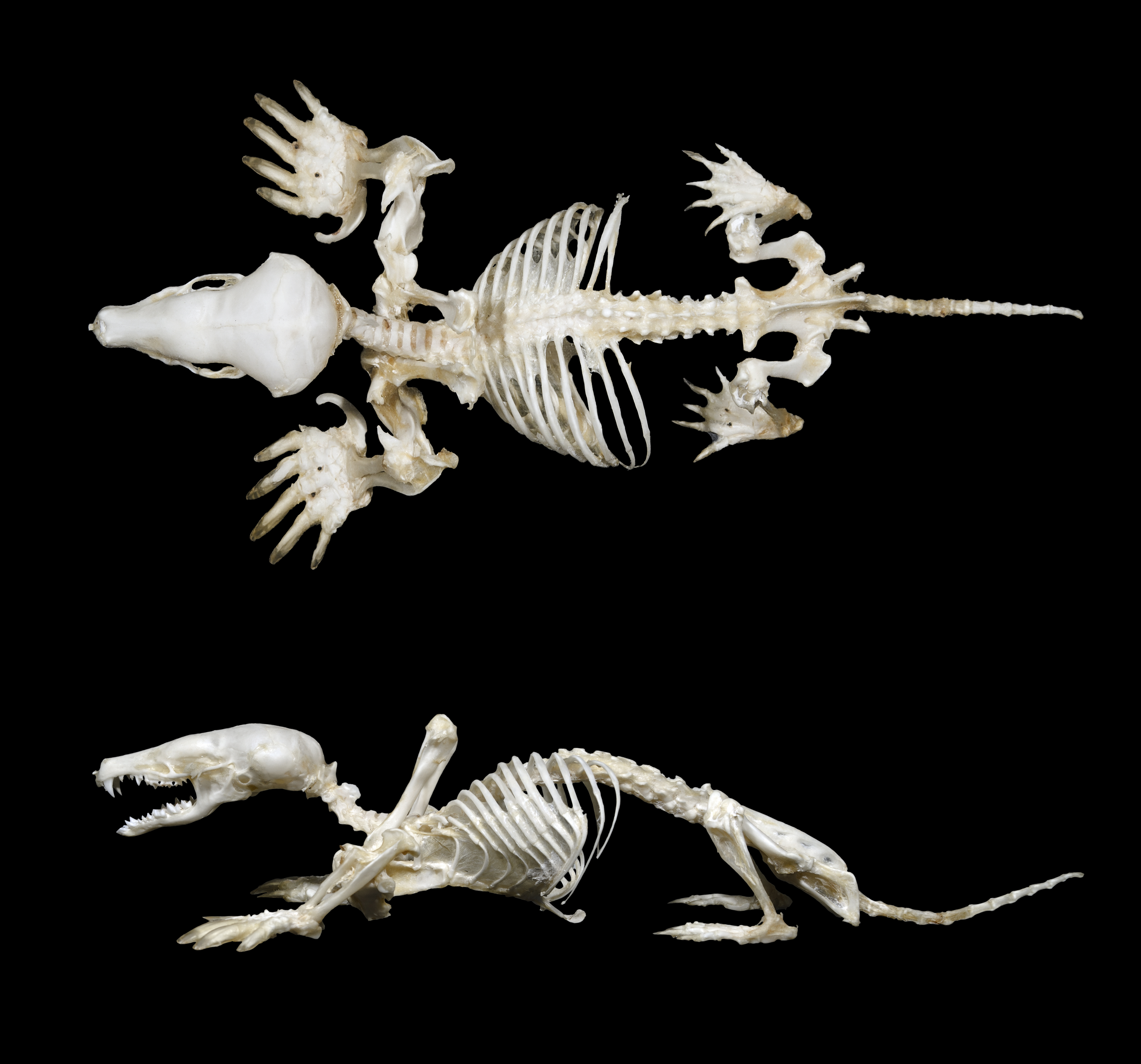
Taupe d'Europe.
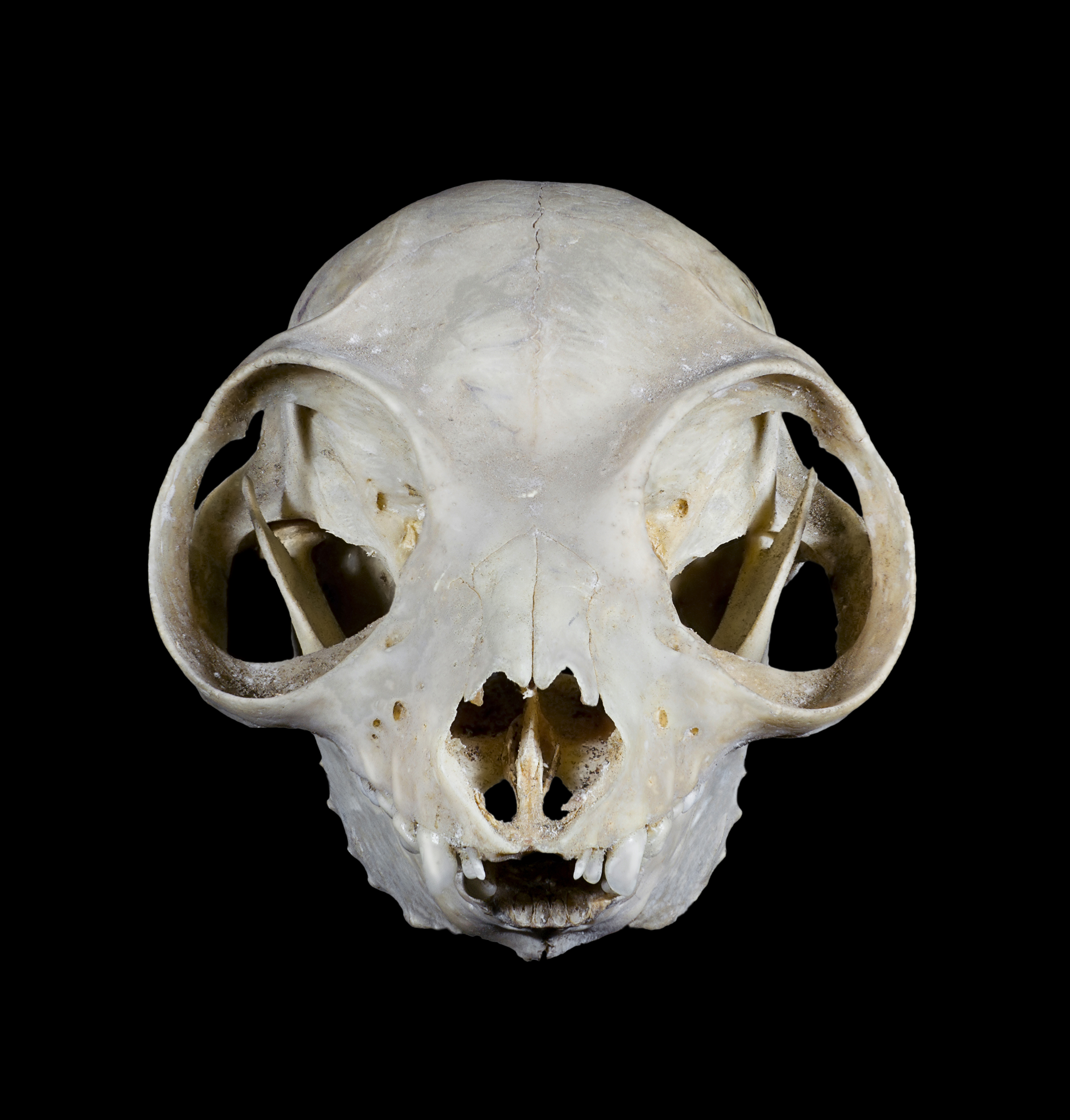
Avahi laineux.
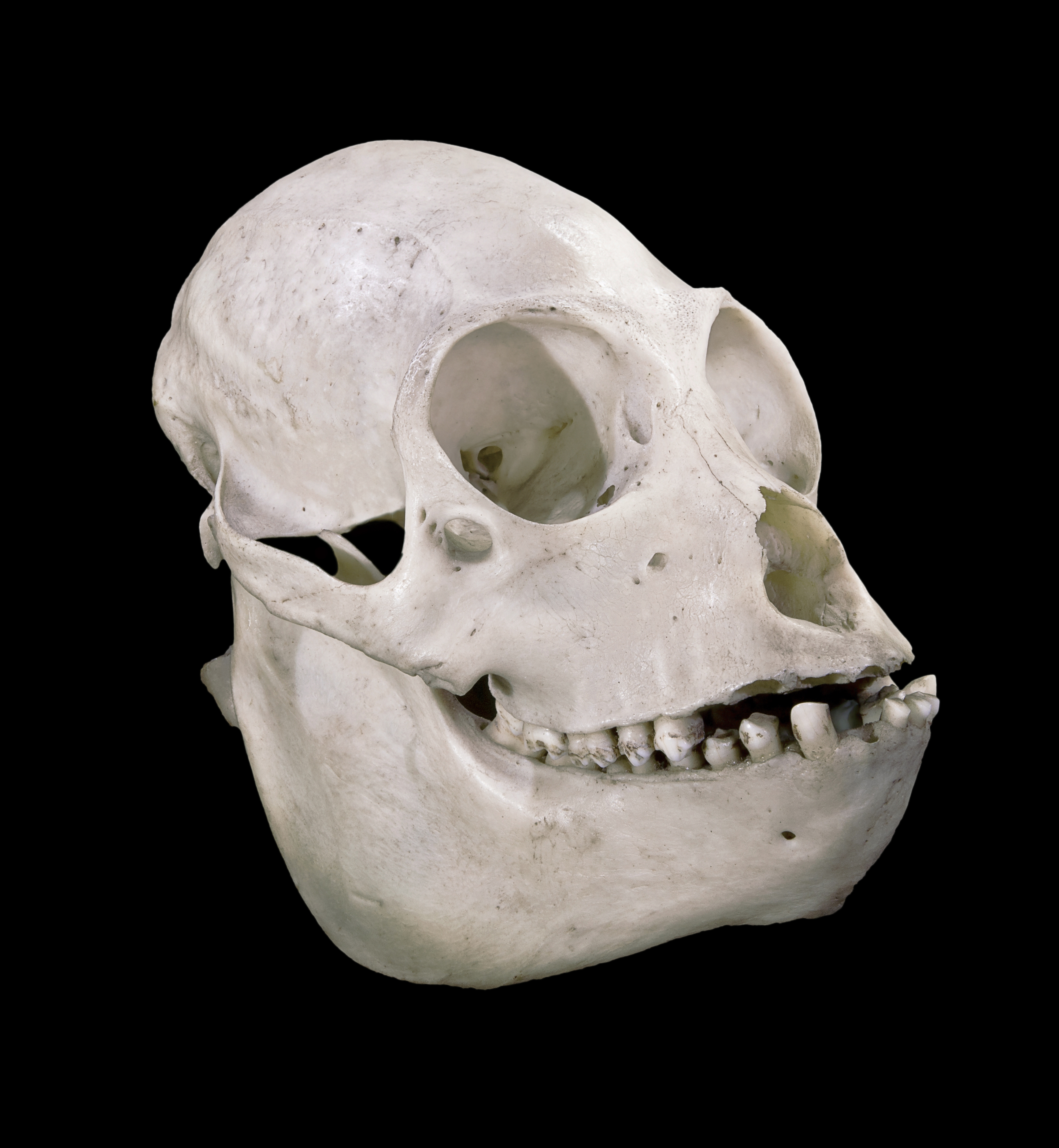
Hurleur roux.
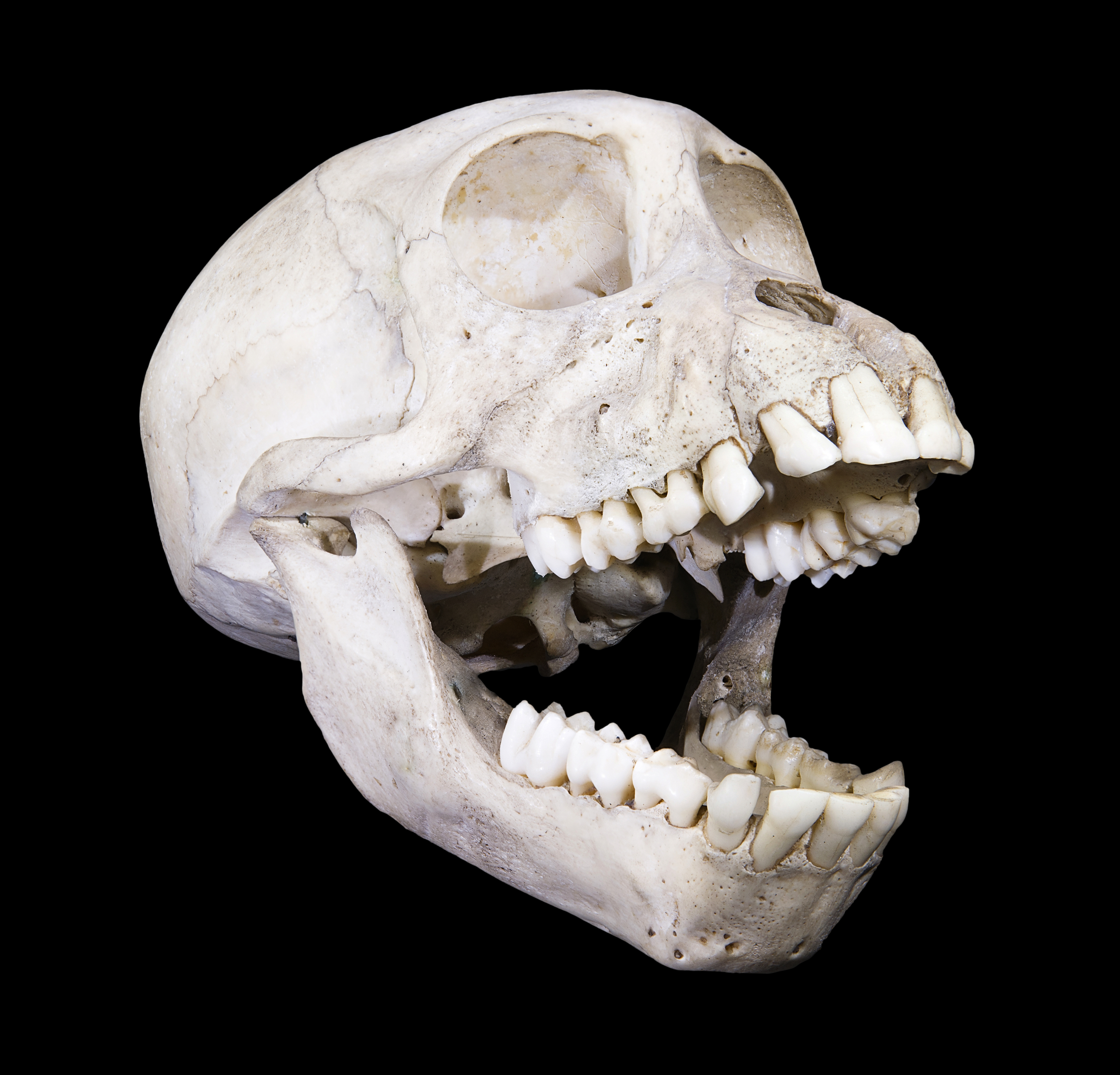
Babouin jaune.

### Type
Le Muséum de Toulouse est dépositaire de nombreux holotypes, en paléontologie, botanique et zoologie.

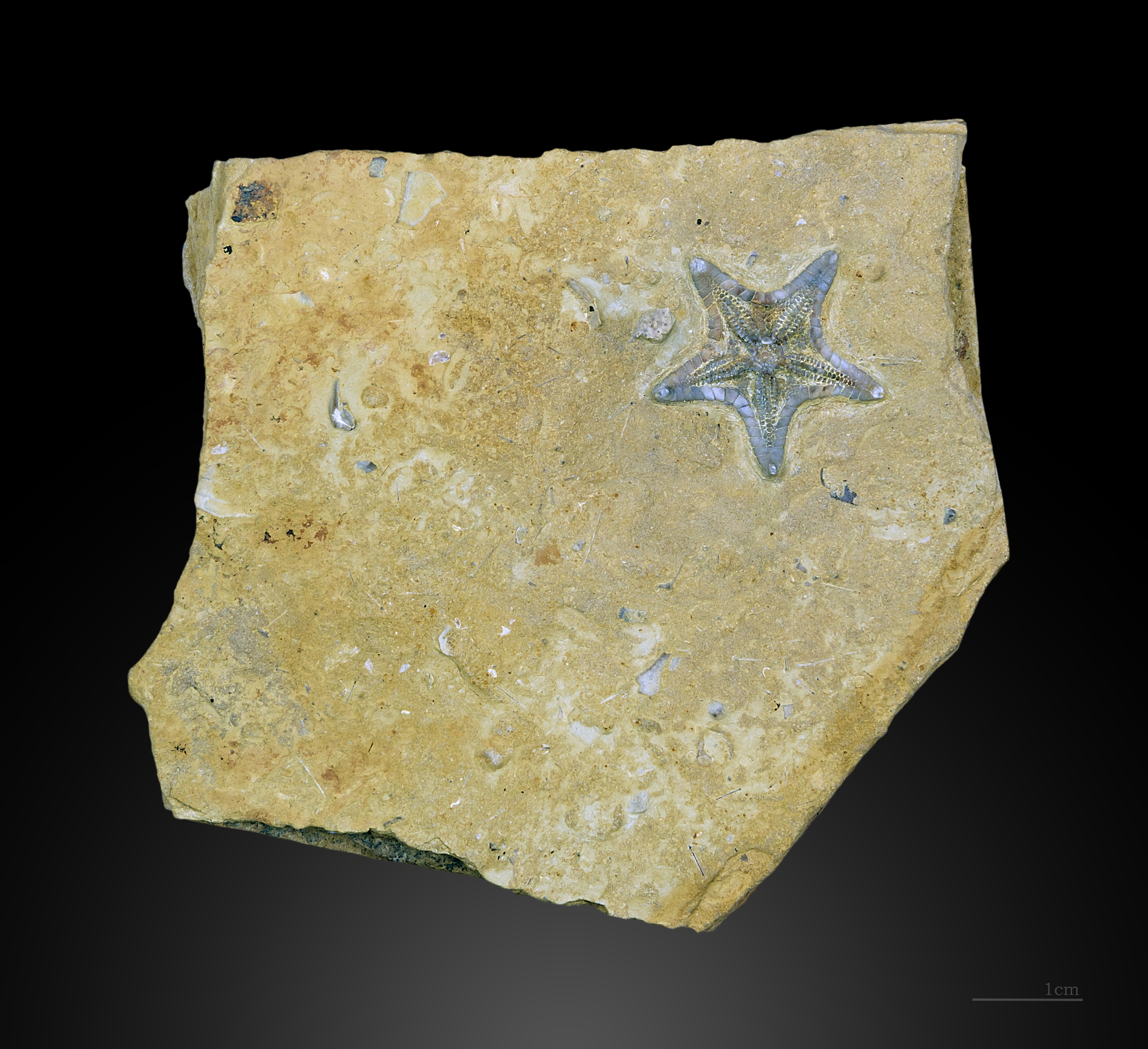
Marocaster coronatus Holotype.
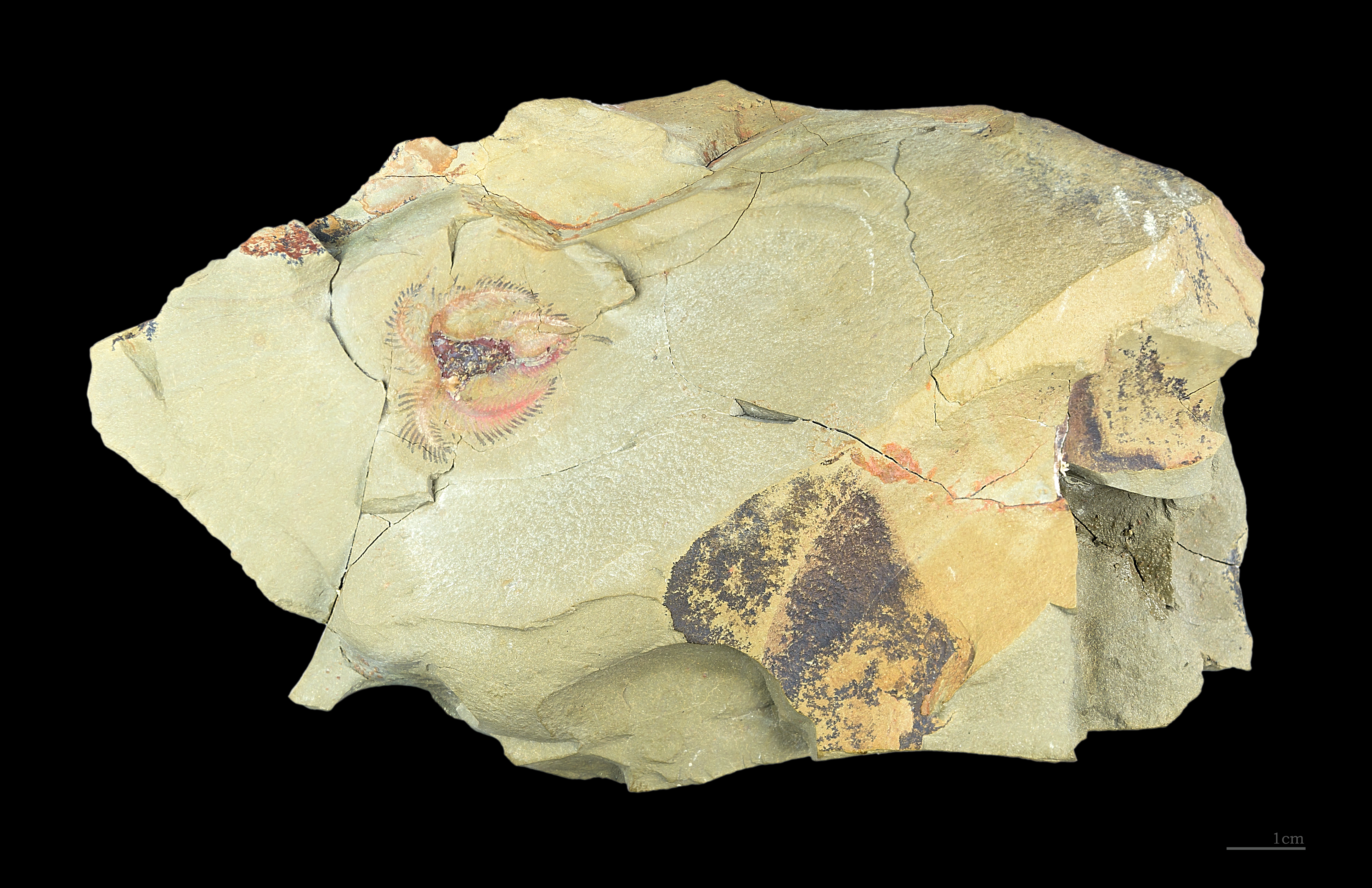
Furca mauritanica Holotype.
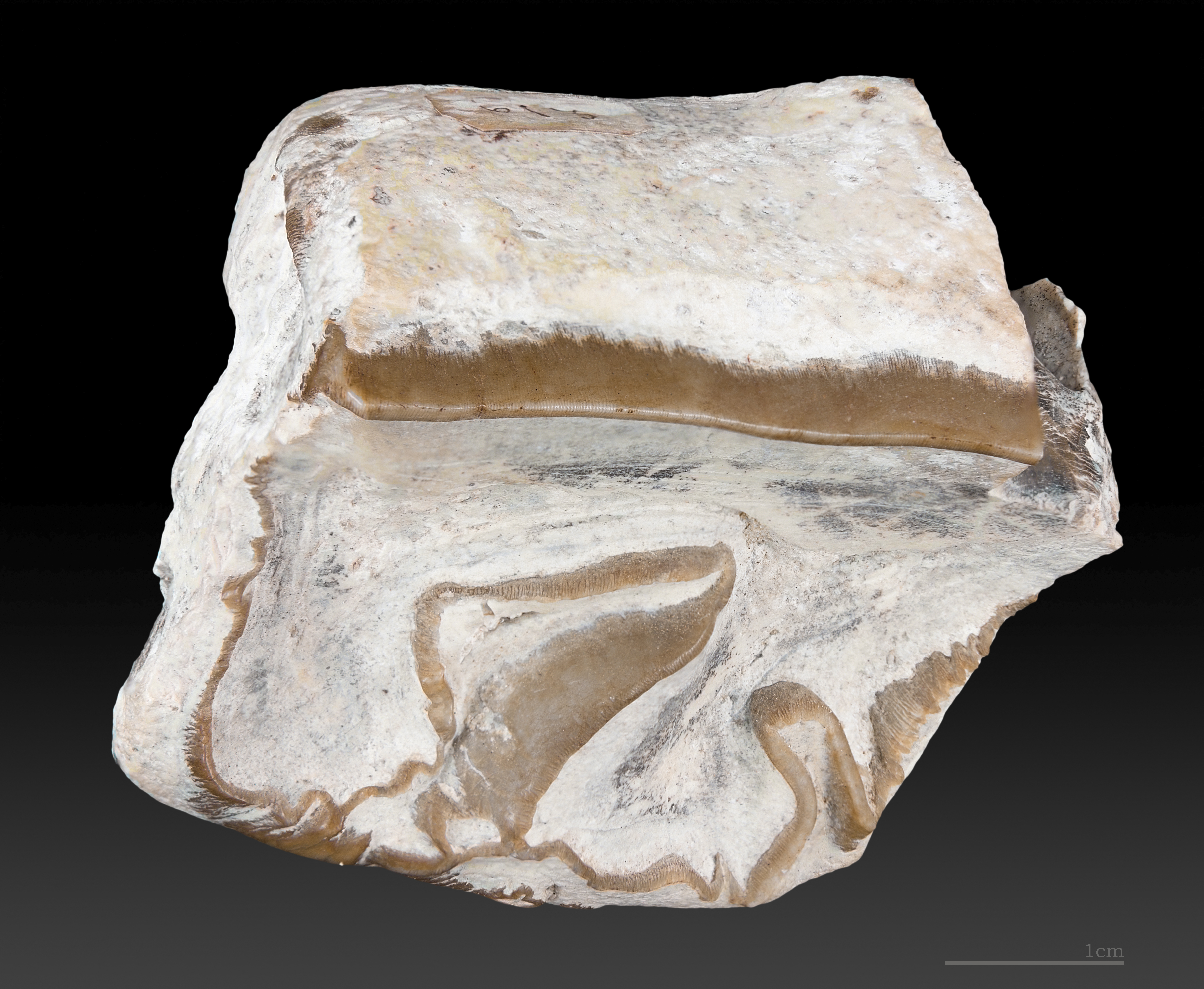
Cadurcotherium nouleti Paratype.

## Photographie

### Fonds photographique Eugène Trutat
Le fonds Trutat se compose de plus de 20 000 plaques de verre dont plus de 14 000 sont conservées à la photothèque du Muséum. Eugène Trutat (né Charles Louis Eugène Trutat le 25 août 1840 à Vernon, Eure, France et mort le 6 août 1910 à Foix, Ariège, France) est un photographe, pyrénéiste, géologue et naturaliste français. Il fut directeur du Muséum d’histoire naturelle de Toulouse.

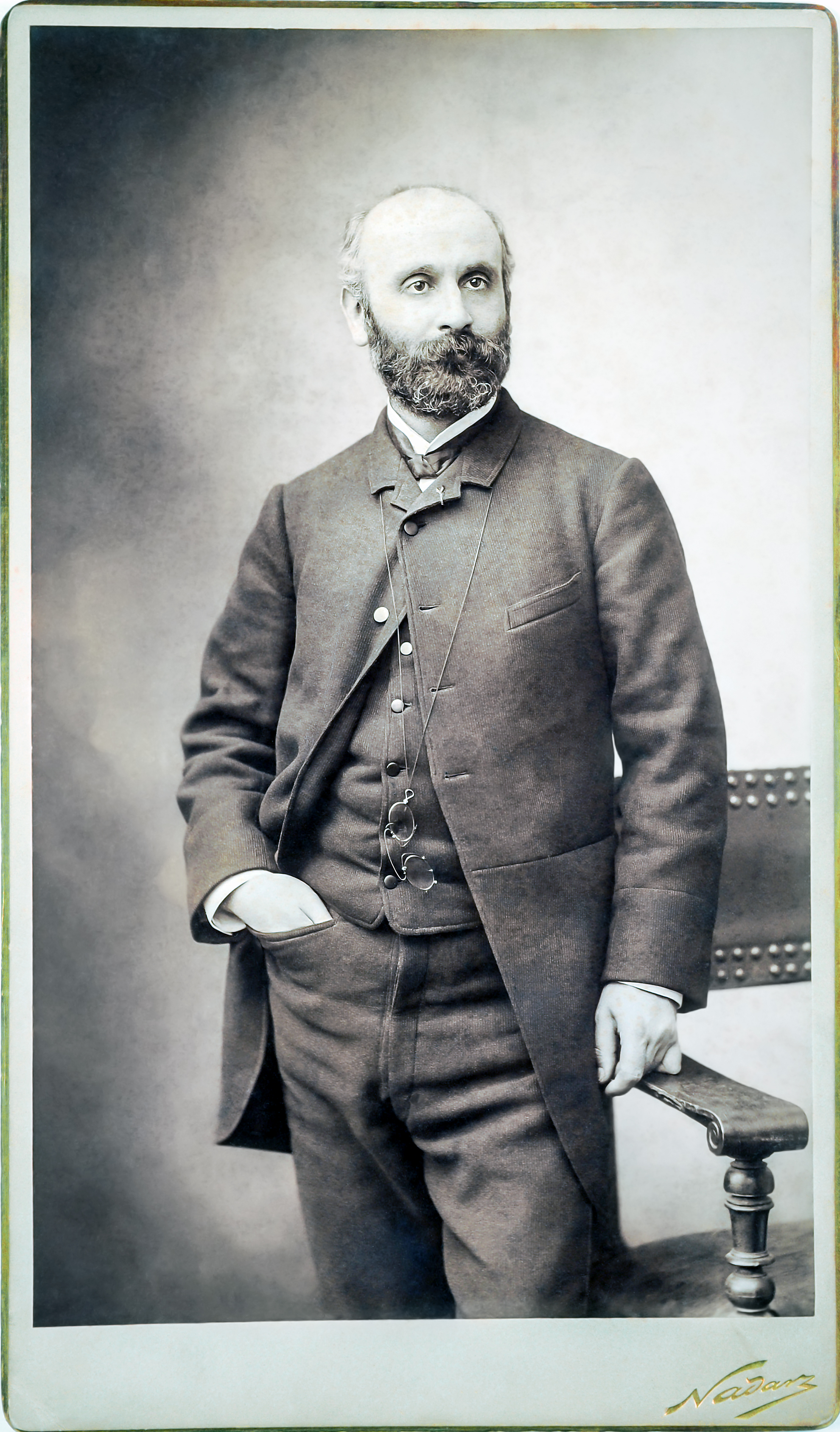
Eugène Trutat par Nadar.
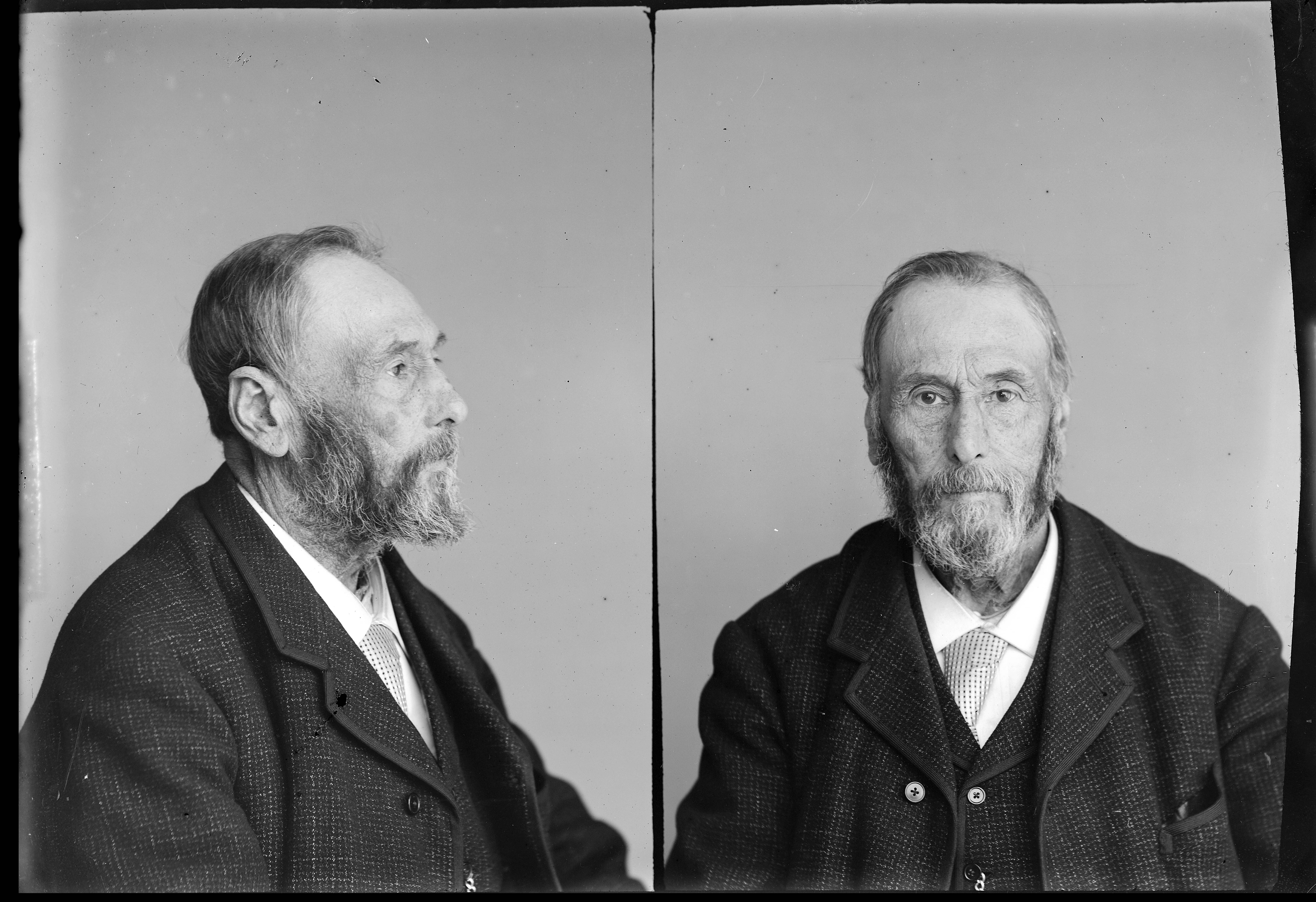
Portraits anthropologiques.
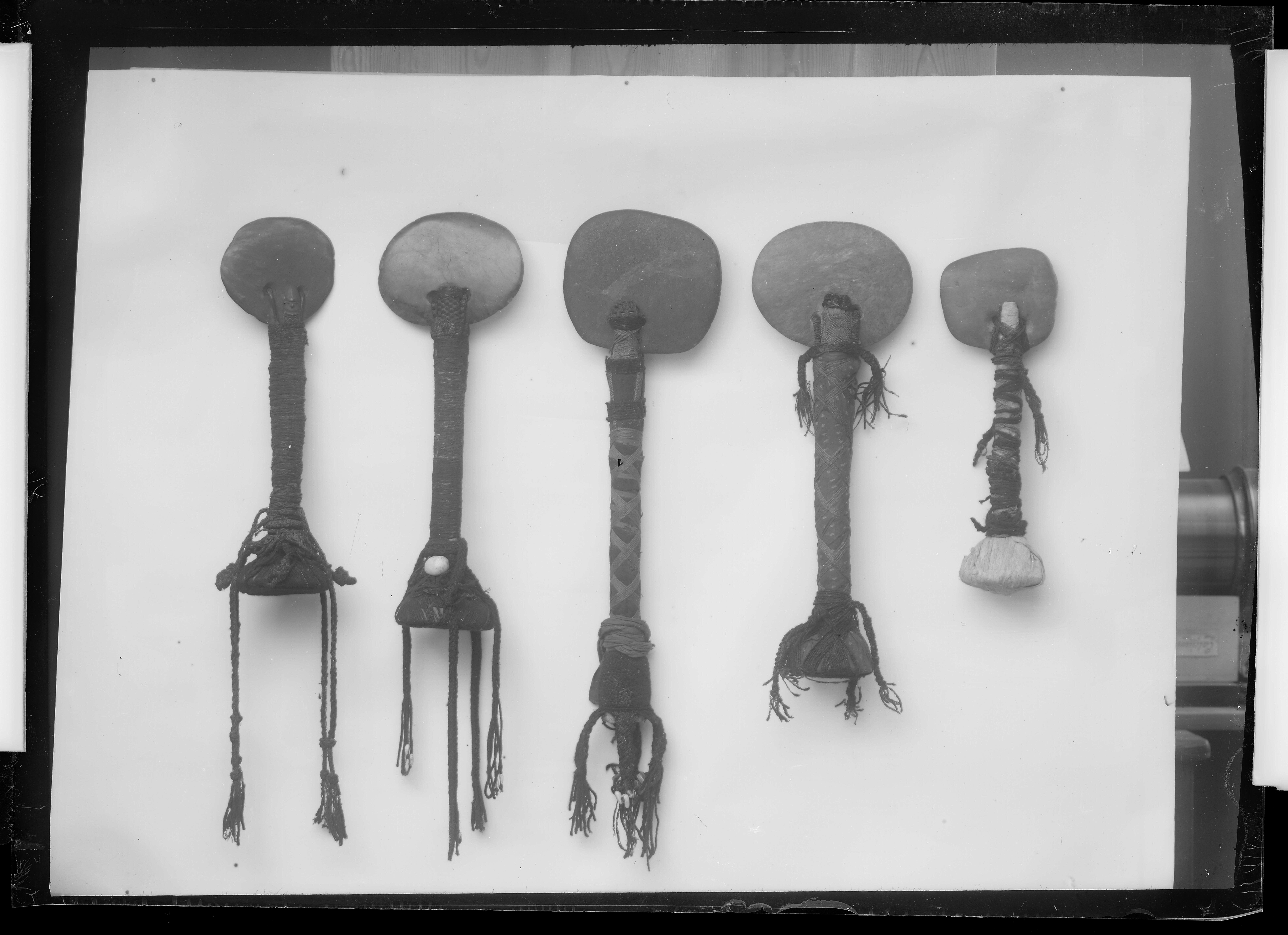
Nouvelle-Calédonie, casse-tête disques.
Stéréoscopie : Le Capitole, Toulouse.
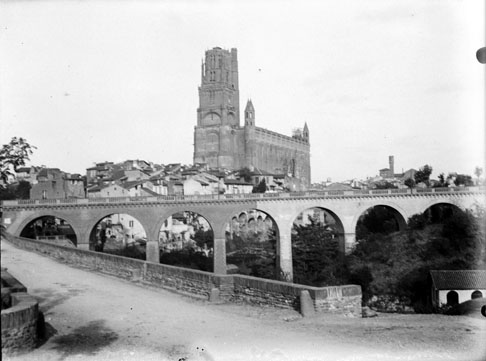
La cathédrale d'Albi.

## Entretien et rénovation des collections

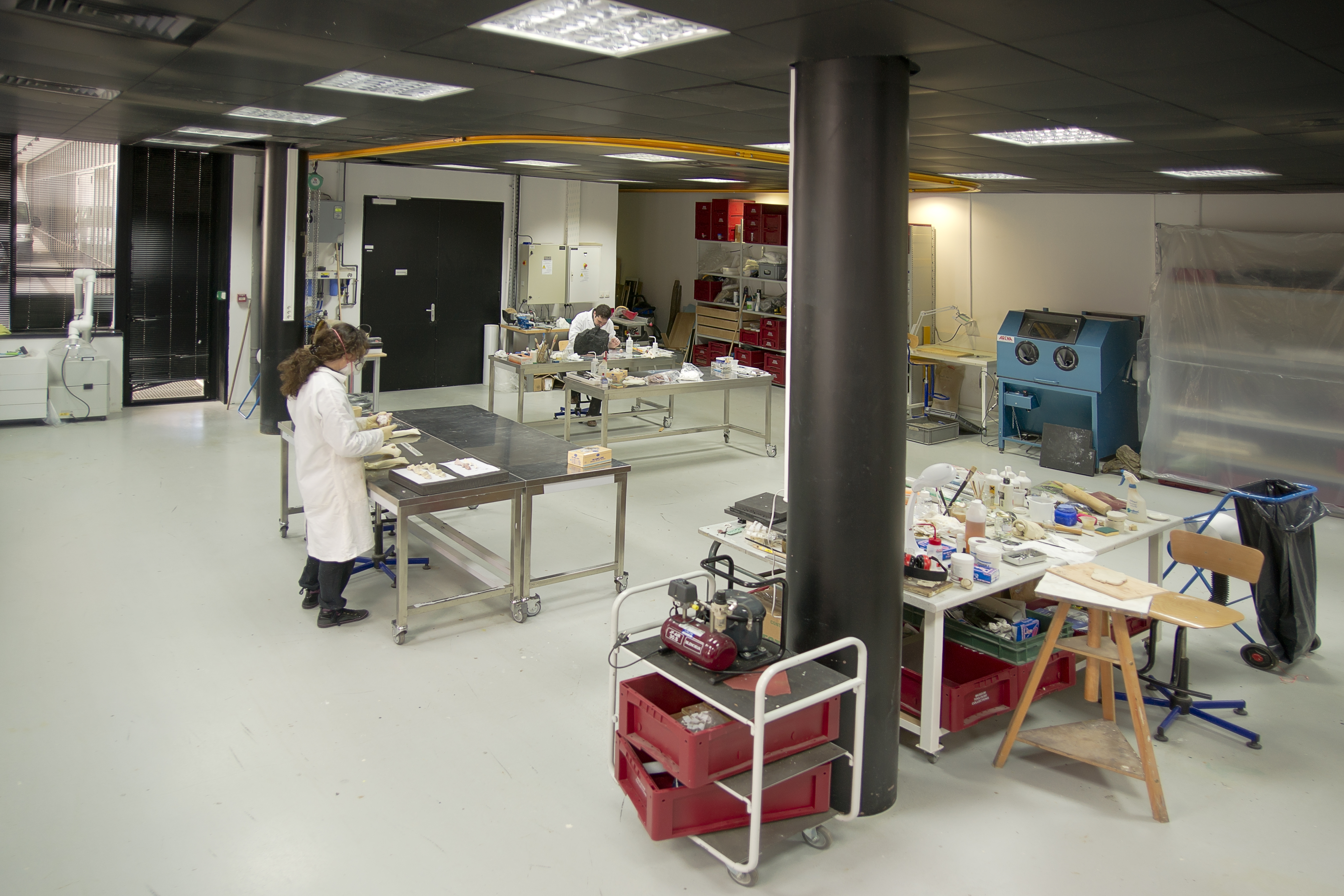
Un des laboratoires de préparation. C’est ici que les réalisations d’animaux naturalisés, les moulages ou encore les dégagements de fossiles s’effectuent.

- Le muséum emploie de nombreuses équipes techniques pour l'entretien des pièces, notamment un grand laboratoire de préparation, pour la taxidermie, qui sert également pour le dégagement et l’entretien des pièces de paléontologie et de minéralogie.
- Un éléphant d'Asie du Muséum d'histoire naturelle a été rénové pour la réouverture du muséum. Cet éléphant, nommé Punch, a été donné le 11 décembre 1907 par le cirque Pinder. Il était une attraction phare de l'établissement. Il fut naturalisé par Philippe Lacomme qui inventa une procédure de naturalisation qui fait encore de nos jours référence. Elle consiste à réaliser un bâti, garni de liège, qui dessine le contour de l’éléphant. Le tout est démontable en douze pièces. Ensuite la peau de l’animal est placée sur ce bâti une fois remonté dans l’exposition, à l’endroit où le public pourra le découvrir. L'éléphant est actuellement exposé de nouveau dans le hall du muséum[14].

## Fréquentation
| 2008    | 2009    | 2010    | 2011    | 2012    | 2013    | 2014    | 2015    | 2016    | 2017    |
| ------- | ------- | ------- | ------- | ------- | ------- | ------- | ------- | ------- | ------- |
| 329 213 | 210 432 | 201 864 | 195 327 | 208 185 | 243 432 | 294 567 | 273 932 | 267 583 | 289 862 |

## Divers

### Liste des directeurs et conservateurs du muséum
- Philippe-Isidore Picot de Lapeyrouse (1744-1818) qui est à l'origine des premières collections (herbiers, minéraux et fossiles) du muséum.
- 1865-1872 : Édouard Filhol (1814-1883), premier directeur du Muséum et maire de Toulouse de 1867 à 1870 ;
- 1872-1890 : Jean-Baptiste Noulet (1802-1890), directeur du Muséum, préhistorien.
- 1873-1876 : Émile Cartailhac, conservateur-adjoint ; membre de la commission de direction à partir de 1901[15].
- 1890-1900[15] : Eugène Trutat (1840-1910), premier conservateur (1865-1890), directeur du Muséum, naturaliste et photographe.
- 1901-1907 : régime de la Commission technique.
- 1908-1921 : Émile Cartailhac,conservateur[15].
- 1922-1956 : Henri Bégouën, conservateur.
- 1944-1962 : Gaston Astre (1896-1975), naturaliste géologue, paléontologue et malacologue, directeur[16].
- 1962-2000 : Claudine Sudre (1934-2009), conservatrice en chef et directrice.
- 2000-2010 : Jean-François Lapeyre (1946-2010), directeur.
- 1er janvier 2011-2025 : Francis Duranthon (1961-....), conservateur en chef et directeur.

### Présence du latin au muséum
La visite du muséum se prête également à une exploration du vocabulaire scientifique au moyen du latin. En effet, à côté de son nom usuel, chaque espèce est désignée par deux mots latins, ou latinisés. Ils sont écrits en italique : le premier mot désignant le genre porte une majuscule, le second, spécifique à l’espèce donne des précisions. Pour illustrer ce que signifie le terme « nommer », le Muséum propose ainsi une représentation de l'Asphodèle ramifié entourée des noms vernaculaires ainsi que de son nom scientifique en latin : Asphodelus ramosus. De la même façon, le pigeon ramier (Columba palumbus) est confronté au pigeon des villes (Columba livia)
À proximité se trouve un jeu comportant trois rouleaux qui permet d'associer une image, une définition et une étymologie: par exemple le nom quadrumane est expliqué par son étymologie latine : quatuor, quatre et manus, main.
Un peu plus loin, l'exemple du lion permet de présenter l'espèce en douze propositions, du plus général au plus particulier : chaque caractère se fonde sur un mot savant, immédiatement expliqué. Par exemple, le terme « carnivore » est précisé par « je me nourris de viande » en raison du radical carn-, issu du latin caro, carnis et du radical vorare, dévorer. De même, « je suis un félidé » est suivi de « mes griffes sont rétractiles comme chez tous les chats » en accord avec le latin feles, is, le chat.